# 1965
Portal Geschichte | Portal Biografien | Aktuelle Ereignisse | Jahreskalender | Tagesartikel

◄ |
19. Jahrhundert |
20. Jahrhundert
| 21. Jahrhundert

◄ |
1930er |
1940er |
1950er |
1960er
| 1970er | 1980er | 1990er | ►

◄◄ |
◄ |
1961 |
1962 |
1963 |
1964 |
1965
| 1966 | 1967 | 1968 | 1969 | ► | ►►
Staatsoberhäupter · Wahlen · Nekrolog  · Literaturjahr · Musikjahr · Filmjahr · Rundfunkjahr · Sportjahr
| Januar | Januar | Januar | Januar | Januar | Januar | Januar | Januar |
| Kw     | Mo     | Di     | Mi     | Do     | Fr     | Sa     | So     |
| ------ | ------ | ------ | ------ | ------ | ------ | ------ | ------ |
| 53     |        |        |        |        | 1      | 2      | 3      |
| 1      | 4      | 5      | 6      | 7      | 8      | 9      | 10     |
| 2      | 11     | 12     | 13     | 14     | 15     | 16     | 17     |
| 3      | 18     | 19     | 20     | 21     | 22     | 23     | 24     |
| 4      | 25     | 26     | 27     | 28     | 29     | 30     | 31     |

| Februar | Februar | Februar | Februar | Februar | Februar | Februar | Februar |
| Kw      | Mo      | Di      | Mi      | Do      | Fr      | Sa      | So      |
| ------- | ------- | ------- | ------- | ------- | ------- | ------- | ------- |
| 5       | 1       | 2       | 3       | 4       | 5       | 6       | 7       |
| 6       | 8       | 9       | 10      | 11      | 12      | 13      | 14      |
| 7       | 15      | 16      | 17      | 18      | 19      | 20      | 21      |
| 8       | 22      | 23      | 24      | 25      | 26      | 27      | 28      |

| März | März | März | März | März | März | März | März |
| Kw   | Mo   | Di   | Mi   | Do   | Fr   | Sa   | So   |
| ---- | ---- | ---- | ---- | ---- | ---- | ---- | ---- |
| 9    | 1    | 2    | 3    | 4    | 5    | 6    | 7    |
| 10   | 8    | 9    | 10   | 11   | 12   | 13   | 14   |
| 11   | 15   | 16   | 17   | 18   | 19   | 20   | 21   |
| 12   | 22   | 23   | 24   | 25   | 26   | 27   | 28   |
| 13   | 29   | 30   | 31   |      |      |      |      |

| April | April | April | April | April | April | April | April |
| Kw    | Mo    | Di    | Mi    | Do    | Fr    | Sa    | So    |
| ----- | ----- | ----- | ----- | ----- | ----- | ----- | ----- |
| 13    |       |       |       | 1     | 2     | 3     | 4     |
| 14    | 5     | 6     | 7     | 8     | 9     | 10    | 11    |
| 15    | 12    | 13    | 14    | 15    | 16    | 17    | 18    |
| 16    | 19    | 20    | 21    | 22    | 23    | 24    | 25    |
| 17    | 26    | 27    | 28    | 29    | 30    |       |       |

| Mai | Mai | Mai | Mai | Mai | Mai | Mai | Mai |
| Kw  | Mo  | Di  | Mi  | Do  | Fr  | Sa  | So  |
| --- | --- | --- | --- | --- | --- | --- | --- |
| 17  |     |     |     |     |     | 1   | 2   |
| 18  | 3   | 4   | 5   | 6   | 7   | 8   | 9   |
| 19  | 10  | 11  | 12  | 13  | 14  | 15  | 16  |
| 20  | 17  | 18  | 19  | 20  | 21  | 22  | 23  |
| 21  | 24  | 25  | 26  | 27  | 28  | 29  | 30  |
| 22  | 31  |     |     |     |     |     |     |

| Juni | Juni | Juni | Juni | Juni | Juni | Juni | Juni |
| Kw   | Mo   | Di   | Mi   | Do   | Fr   | Sa   | So   |
| ---- | ---- | ---- | ---- | ---- | ---- | ---- | ---- |
| 22   |      | 1    | 2    | 3    | 4    | 5    | 6    |
| 23   | 7    | 8    | 9    | 10   | 11   | 12   | 13   |
| 24   | 14   | 15   | 16   | 17   | 18   | 19   | 20   |
| 25   | 21   | 22   | 23   | 24   | 25   | 26   | 27   |
| 26   | 28   | 29   | 30   |      |      |      |      |

| Juli | Juli | Juli | Juli | Juli | Juli | Juli | Juli |
| Kw   | Mo   | Di   | Mi   | Do   | Fr   | Sa   | So   |
| ---- | ---- | ---- | ---- | ---- | ---- | ---- | ---- |
| 26   |      |      |      | 1    | 2    | 3    | 4    |
| 27   | 5    | 6    | 7    | 8    | 9    | 10   | 11   |
| 28   | 12   | 13   | 14   | 15   | 16   | 17   | 18   |
| 29   | 19   | 20   | 21   | 22   | 23   | 24   | 25   |
| 30   | 26   | 27   | 28   | 29   | 30   | 31   |      |

| August | August | August | August | August | August | August | August |
| Kw     | Mo     | Di     | Mi     | Do     | Fr     | Sa     | So     |
| ------ | ------ | ------ | ------ | ------ | ------ | ------ | ------ |
| 30     |        |        |        |        |        |        | 1      |
| 31     | 2      | 3      | 4      | 5      | 6      | 7      | 8      |
| 32     | 9      | 10     | 11     | 12     | 13     | 14     | 15     |
| 33     | 16     | 17     | 18     | 19     | 20     | 21     | 22     |
| 34     | 23     | 24     | 25     | 26     | 27     | 28     | 29     |
| 35     | 30     | 31     |        |        |        |        |        |

| September | September | September | September | September | September | September | September |
| Kw        | Mo        | Di        | Mi        | Do        | Fr        | Sa        | So        |
| --------- | --------- | --------- | --------- | --------- | --------- | --------- | --------- |
| 35        |           |           | 1         | 2         | 3         | 4         | 5         |
| 36        | 6         | 7         | 8         | 9         | 10        | 11        | 12        |
| 37        | 13        | 14        | 15        | 16        | 17        | 18        | 19        |
| 38        | 20        | 21        | 22        | 23        | 24        | 25        | 26        |
| 39        | 27        | 28        | 29        | 30        |           |           |           |

| Oktober | Oktober | Oktober | Oktober | Oktober | Oktober | Oktober | Oktober |
| Kw      | Mo      | Di      | Mi      | Do      | Fr      | Sa      | So      |
| ------- | ------- | ------- | ------- | ------- | ------- | ------- | ------- |
| 39      |         |         |         |         | 1       | 2       | 3       |
| 40      | 4       | 5       | 6       | 7       | 8       | 9       | 10      |
| 41      | 11      | 12      | 13      | 14      | 15      | 16      | 17      |
| 42      | 18      | 19      | 20      | 21      | 22      | 23      | 24      |
| 43      | 25      | 26      | 27      | 28      | 29      | 30      | 31      |

| November | November | November | November | November | November | November | November |
| Kw       | Mo       | Di       | Mi       | Do       | Fr       | Sa       | So       |
| -------- | -------- | -------- | -------- | -------- | -------- | -------- | -------- |
| 44       | 1        | 2        | 3        | 4        | 5        | 6        | 7        |
| 45       | 8        | 9        | 10       | 11       | 12       | 13       | 14       |
| 46       | 15       | 16       | 17       | 18       | 19       | 20       | 21       |
| 47       | 22       | 23       | 24       | 25       | 26       | 27       | 28       |
| 48       | 29       | 30       |          |          |          |          |          |

| Dezember | Dezember | Dezember | Dezember | Dezember | Dezember | Dezember | Dezember |
| Kw       | Mo       | Di       | Mi       | Do       | Fr       | Sa       | So       |
| -------- | -------- | -------- | -------- | -------- | -------- | -------- | -------- |
| 48       |          |          | 1        | 2        | 3        | 4        | 5        |
| 49       | 6        | 7        | 8        | 9        | 10       | 11       | 12       |
| 50       | 13       | 14       | 15       | 16       | 17       | 18       | 19       |
| 51       | 20       | 21       | 22       | 23       | 24       | 25       | 26       |
| 52       | 27       | 28       | 29       | 30       | 31       |          |          |

| Januar | Januar | Januar | Januar | Januar | Januar | Januar | Januar |
| Kw     | Mo     | Di     | Mi     | Do     | Fr     | Sa     | So     |
| ------ | ------ | ------ | ------ | ------ | ------ | ------ | ------ |
| 53     |        |        |        |        | 1      | 2      | 3      |
| 1      | 4      | 5      | 6      | 7      | 8      | 9      | 10     |
| 2      | 11     | 12     | 13     | 14     | 15     | 16     | 17     |
| 3      | 18     | 19     | 20     | 21     | 22     | 23     | 24     |
| 4      | 25     | 26     | 27     | 28     | 29     | 30     | 31     |

| Februar | Februar | Februar | Februar | Februar | Februar | Februar | Februar |
| Kw      | Mo      | Di      | Mi      | Do      | Fr      | Sa      | So      |
| ------- | ------- | ------- | ------- | ------- | ------- | ------- | ------- |
| 5       | 1       | 2       | 3       | 4       | 5       | 6       | 7       |
| 6       | 8       | 9       | 10      | 11      | 12      | 13      | 14      |
| 7       | 15      | 16      | 17      | 18      | 19      | 20      | 21      |
| 8       | 22      | 23      | 24      | 25      | 26      | 27      | 28      |

| März | März | März | März | März | März | März | März |
| Kw   | Mo   | Di   | Mi   | Do   | Fr   | Sa   | So   |
| ---- | ---- | ---- | ---- | ---- | ---- | ---- | ---- |
| 9    | 1    | 2    | 3    | 4    | 5    | 6    | 7    |
| 10   | 8    | 9    | 10   | 11   | 12   | 13   | 14   |
| 11   | 15   | 16   | 17   | 18   | 19   | 20   | 21   |
| 12   | 22   | 23   | 24   | 25   | 26   | 27   | 28   |
| 13   | 29   | 30   | 31   |      |      |      |      |

| April | April | April | April | April | April | April | April |
| Kw    | Mo    | Di    | Mi    | Do    | Fr    | Sa    | So    |
| ----- | ----- | ----- | ----- | ----- | ----- | ----- | ----- |
| 13    |       |       |       | 1     | 2     | 3     | 4     |
| 14    | 5     | 6     | 7     | 8     | 9     | 10    | 11    |
| 15    | 12    | 13    | 14    | 15    | 16    | 17    | 18    |
| 16    | 19    | 20    | 21    | 22    | 23    | 24    | 25    |
| 17    | 26    | 27    | 28    | 29    | 30    |       |       |

| Mai | Mai | Mai | Mai | Mai | Mai | Mai | Mai |
| Kw  | Mo  | Di  | Mi  | Do  | Fr  | Sa  | So  |
| --- | --- | --- | --- | --- | --- | --- | --- |
| 17  |     |     |     |     |     | 1   | 2   |
| 18  | 3   | 4   | 5   | 6   | 7   | 8   | 9   |
| 19  | 10  | 11  | 12  | 13  | 14  | 15  | 16  |
| 20  | 17  | 18  | 19  | 20  | 21  | 22  | 23  |
| 21  | 24  | 25  | 26  | 27  | 28  | 29  | 30  |
| 22  | 31  |     |     |     |     |     |     |

| Juni | Juni | Juni | Juni | Juni | Juni | Juni | Juni |
| Kw   | Mo   | Di   | Mi   | Do   | Fr   | Sa   | So   |
| ---- | ---- | ---- | ---- | ---- | ---- | ---- | ---- |
| 22   |      | 1    | 2    | 3    | 4    | 5    | 6    |
| 23   | 7    | 8    | 9    | 10   | 11   | 12   | 13   |
| 24   | 14   | 15   | 16   | 17   | 18   | 19   | 20   |
| 25   | 21   | 22   | 23   | 24   | 25   | 26   | 27   |
| 26   | 28   | 29   | 30   |      |      |      |      |

| Juli | Juli | Juli | Juli | Juli | Juli | Juli | Juli |
| Kw   | Mo   | Di   | Mi   | Do   | Fr   | Sa   | So   |
| ---- | ---- | ---- | ---- | ---- | ---- | ---- | ---- |
| 26   |      |      |      | 1    | 2    | 3    | 4    |
| 27   | 5    | 6    | 7    | 8    | 9    | 10   | 11   |
| 28   | 12   | 13   | 14   | 15   | 16   | 17   | 18   |
| 29   | 19   | 20   | 21   | 22   | 23   | 24   | 25   |
| 30   | 26   | 27   | 28   | 29   | 30   | 31   |      |

| August | August | August | August | August | August | August | August |
| Kw     | Mo     | Di     | Mi     | Do     | Fr     | Sa     | So     |
| ------ | ------ | ------ | ------ | ------ | ------ | ------ | ------ |
| 30     |        |        |        |        |        |        | 1      |
| 31     | 2      | 3      | 4      | 5      | 6      | 7      | 8      |
| 32     | 9      | 10     | 11     | 12     | 13     | 14     | 15     |
| 33     | 16     | 17     | 18     | 19     | 20     | 21     | 22     |
| 34     | 23     | 24     | 25     | 26     | 27     | 28     | 29     |
| 35     | 30     | 31     |        |        |        |        |        |

| September | September | September | September | September | September | September | September |
| Kw        | Mo        | Di        | Mi        | Do        | Fr        | Sa        | So        |
| --------- | --------- | --------- | --------- | --------- | --------- | --------- | --------- |
| 35        |           |           | 1         | 2         | 3         | 4         | 5         |
| 36        | 6         | 7         | 8         | 9         | 10        | 11        | 12        |
| 37        | 13        | 14        | 15        | 16        | 17        | 18        | 19        |
| 38        | 20        | 21        | 22        | 23        | 24        | 25        | 26        |
| 39        | 27        | 28        | 29        | 30        |           |           |           |

| Oktober | Oktober | Oktober | Oktober | Oktober | Oktober | Oktober | Oktober |
| Kw      | Mo      | Di      | Mi      | Do      | Fr      | Sa      | So      |
| ------- | ------- | ------- | ------- | ------- | ------- | ------- | ------- |
| 39      |         |         |         |         | 1       | 2       | 3       |
| 40      | 4       | 5       | 6       | 7       | 8       | 9       | 10      |
| 41      | 11      | 12      | 13      | 14      | 15      | 16      | 17      |
| 42      | 18      | 19      | 20      | 21      | 22      | 23      | 24      |
| 43      | 25      | 26      | 27      | 28      | 29      | 30      | 31      |

| November | November | November | November | November | November | November | November |
| Kw       | Mo       | Di       | Mi       | Do       | Fr       | Sa       | So       |
| -------- | -------- | -------- | -------- | -------- | -------- | -------- | -------- |
| 44       | 1        | 2        | 3        | 4        | 5        | 6        | 7        |
| 45       | 8        | 9        | 10       | 11       | 12       | 13       | 14       |
| 46       | 15       | 16       | 17       | 18       | 19       | 20       | 21       |
| 47       | 22       | 23       | 24       | 25       | 26       | 27       | 28       |
| 48       | 29       | 30       |          |          |          |          |          |

| Dezember | Dezember | Dezember | Dezember | Dezember | Dezember | Dezember | Dezember |
| Kw       | Mo       | Di       | Mi       | Do       | Fr       | Sa       | So       |
| -------- | -------- | -------- | -------- | -------- | -------- | -------- | -------- |
| 48       |          |          | 1        | 2        | 3        | 4        | 5        |
| 49       | 6        | 7        | 8        | 9        | 10       | 11       | 12       |
| 50       | 13       | 14       | 15       | 16       | 17       | 18       | 19       |
| 51       | 20       | 21       | 22       | 23       | 24       | 25       | 26       |
| 52       | 27       | 28       | 29       | 30       | 31       |          |          |

## Ereignisse

### Jahreswidmungen
- 1965 ist „Internationales Jahr der Kooperation“

### Politik und Weltgeschehen

#### Januar
- 01. Januar: Hans-Peter Tschudi wird Bundespräsident der Schweiz.
- 01. Januar: Die Zollsenkung um 10 % innerhalb der EWG tritt in Kraft.
- 01. Januar: Wehrdienstleistende erhalten ab sofort 2,70 DM anstelle von 2,30 DM Sold pro Tag.
- 01. Januar: Die beschlossene Lohnsteuersenkung tritt in der Bundesrepublik Deutschland in Kraft.
- 02. Januar: In Pakistan gewinnt Muhammed Ayub Khan die Präsidentschaftswahlen.
- 02. Januar: erste offene Schlacht zwischen Südvietnam und Vietcong
- 02. Januar: In Syrien werden über 100 Industrieunternehmen verstaatlicht.
- 06. Januar: Hindi wird offizielle Staatssprache Indiens
- 20. Januar: Lyndon B. Johnson wird erneut als Präsident der Vereinigten Staaten vereidigt.
- 30. Januar: Investitionsschutzabkommen zwischen Taiwan und der Bundesrepublik Deutschland

#### Februar
- 01. Februar: Zu Ehren des wenige Tage zuvor verstorbenen Sir Winston Churchill wird in Neufundland und Labrador der 856 km lange Hamilton River in Churchill River umbenannt.
- 10. Februar: Malta wird Mitglied in der UNESCO
- 15. Februar: Die Maple Leaf Flag/l'Unifolié wird als neue Flagge Kanadas eingeführt.
- 18. Februar: Gambia wird unabhängig
- 21. Februar: Malcolm X wird in New York City ermordet
- 26. Februar: Konkordat zwischen dem Heiligen Stuhl und Niedersachsen

#### März
- 07. März: Als Reaktion auf einen Staatsbesuch von Walter Ulbricht in Ägypten vom 24. Februar bis 2. März stellt die Bundesrepublik Deutschland die Wirtschaftshilfe für das nordafrikanische Land ein.
- 07. März: Außerhalb der Stadt Selma (Alabama) stoppt die Staatspolizei durch Einsatz von Knüppeln und Tränengas den ersten von drei Protestmärschen. Etwa 600 Bürgerrechtsdemonstranten wollten in Alabamas Hauptstadt Montgomery ziehen. Gouverneur George Wallace sieht im Marsch eine Bedrohung der öffentlichen Sicherheit.
- 11. März: Portugal wird Mitglied in der UNESCO
- 18. März: Der erste Mensch bewegt sich außerhalb einer Raumkapsel im All. Der Weltraumspaziergang endete fast in einer Katastrophe.
- 22. März: Nicolae Ceaușescu wird Generalsekretär des Zentralkomitees der Kommunistischen Partei Rumäniens
- 29. März: Mit der Schließung der Grube Georg in Willroth endet der über 2000 Jahre lang betriebene Erzbergbau im Siegerland.
- 30. März: Ein Autobombenanschlag auf die Botschaft der Vereinigten Staaten in Saigon führt zum Tod von 22 Menschen, 188 werden verletzt. Ein Neubau ersetzt hinterher das erste US-Botschaftsgebäude in Südvietnam.

#### April
- 06. April: Der erste kommerzielle Nachrichtensatellit Early Bird wird gestartet.
- 10. April: Attentat auf Schah Mohammad Reza Pahlavi
- 23. April: Der erste Fernsehsatellit der Sowjetunion, Molnija-1, erreicht seine Umlaufbahn.

#### Mai
- 12. Mai: Die Bundesregierung (Kabinett Erhard I) macht bekannt, dass die Bundesrepublik und Israel diplomatische Beziehungen aufnehmen.  Ägypten, Saudi-Arabien, Jordanien, Kuwait und der Irak brechen daraufhin die diplomatischen Beziehungen zur Bundesrepublik Deutschland ab.[1]
- 19. Mai: Auf Tonga stirbt die Strahlenschildkröte Tuʻi Malila. Weltumsegler James Cook hatte sie um 1777 der königlichen Familie von Tonga geschenkt.
- 23. Mai: Franz Jonas (SPÖ) wird zum österreichischen Bundespräsidenten gewählt.

#### Juni
- 19. Juni: Das bisherige Oberhaupt Algeriens, Ahmad Ben Bella wird vom Militär gestürzt. Oberst Houari Boumedienne übernimmt die Macht. Er verstaatlicht die meisten ausländischen Montangesellschaften und startet eine Agrarreform.
- 24. Juni: Die Ergänzung des Grundgesetzes um eine Notstandsverfassung scheitert im Deutschen Bundestag an der nötigen Zwei-Drittel-Mehrheit.
- 26. Juni: Auf der Strecke München–Augsburg wird erstmals über Tempo 200 km/h mit einem fahrplanmäßigen Schnellzug DB-Baureihe 103 im deutschen Eisenbahnbetrieb gefahren.

#### Juli
- 01. Juli: Frankreich zieht seinen Vertreter bei den Europäischen Gemeinschaften ab: Beginn der Politik des leeren Stuhls.
- 02. Juli: Nach einer politisch brisanten Berichterstattung über Gefängnisse stürmt die südafrikanische Polizei Redaktionsbüros der Zeitung Rand Daily Mail, wonach der Chefredakteur Laurence Gandar und weitere Angeklagte im Jahr 1969 verurteilt werden.
- 02. Juli: Der Journalist und SED-Politiker Albert Norden veröffentlicht das Braunbuch der DDR mit Namen von über 1.800 Nazis und Kriegsverbrechern in westdeutschen Führungspositionen.
- 15. Juli: Die Entlassung des Ministerpräsidenten Georgios Papandreou durch König Konstantin II. von Griechenland löst blutige Demonstrationen im Lande aus.
- 19. Juli: Der Mont-Blanc-Tunnel, mit 11,6 km der damals längste Straßentunnel der Welt, wird eröffnet.
- 26. Juli: Die Malediven werden unabhängig.
- 30. Juli: Mit der Unterschrift von Präsident Lyndon B. Johnson werden in den USA Medicare und Medicaid eingeführt.

#### August
- 04. August: Die Cookinseln erhalten die Autonomie, bleiben jedoch mit Neuseeland assoziiert, das die Außen- und Verteidigungspolitik übernimmt
- 06. August: US-Präsident Lyndon B. Johnson unterzeichnet den Voting Rights Act und erklärt damit allen Afroamerikanern ausdrücklich das Wahlrecht zu, was wesentlich zur gesetzlichen Gleichstellung Schwarzer in den USA führte.
- 09. August: Singapur wird unabhängig durch Austritt aus der Malayischen Föderation.
- 10. August: Unterzeichnung des jordanisch-saudischen Grenzvertrages: Jordanien tritt ca. 7.000 km² seines Staatsgebiets an Saudi-Arabien ab und erhält im Gegenzug 6.000 km² von diesem. Der Vertrag tritt am 7. November des Jahres in Kraft.

#### September

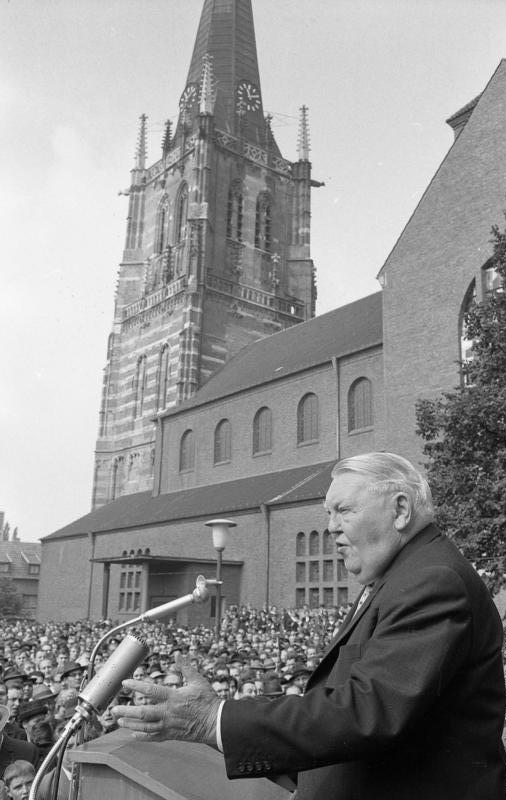
Bundeskanzler Ludwig Erhard während des Wahlkampfes zur Bundestagswahl 1965

- 15. September: Schah Mohammad Reza Pahlavi wird vom iranischen Parlament der Titel Aryamehr (Licht der Arier) verliehen.
- 19. September: Bundestagswahlen in der Bundesrepublik Deutschland: CDU/CSU 47,6 % (245 Mandate), SPD 39,3 % (202), FDP 9,5 % (49); West-Berliner Abgeordnete: 15 SPD, 6 CDU, 1 FDP
- 21. September: Singapur, Malediven und Gambia werden Mitglieder der Vereinten Nationen.
- 22. September: Unter Einschaltung der UNO wird ein Waffenstillstand im Krieg zwischen Indien und Pakistan unterzeichnet.
- 30. September: Umsturzversuch in Indonesien durch Oberstleutnant Untung, gefolgt von einem Gegenputsch durch General Suharto. In den folgenden Monaten kommt es zu einem Politizid an Mitgliedern der Kommunistischen Partei Indonesiens und einem Völkermord an der chinesischen Minderheit. Dabei werden zwischen 100.000 und 500.000 Menschen ermordet.

#### Oktober
- 03. Oktober: Auf Kuba wird die Einheitspartei PURS (Partei der sozialen Revolution) in Kommunistische Partei Kubas (PCC) umbenannt.
- 03. Oktober: Mit der Unterschrift von US-Präsident Lyndon B. Johnson unter den Immigration and Naturalization Services Act of 1965 wird das Einwanderungsrecht der Vereinigten Staaten liberaler gestaltet.
- 08. Oktober: Internationale Rot-Kreuz-Konferenz in Wien; Beschluss der bis heute gültigen Grundsätze des Roten Kreuzes (Menschlichkeit: Unparteilichkeit: Neutralität: Unabhängigkeit: Freiwilligkeit: Einheit: Universalität)[2][3]
- 13. Oktober: Im Kongo erzwingen Präsident Joseph Kasavubu und Armeechef Mobutu Sese Seko den Rücktritt des Ministerpräsidenten Moïse Tschombé. Kasavubu beruft Évariste Kimba zum Nachfolger.
- 15. Oktober: DDR-Bürgern im Rentenalter wird es von ihrer Regierung gestattet, auch in nichtsozialistische Staaten zu reisen.
- 22. Oktober: Kulturabkommen zwischen der Bundesrepublik Deutschland und Portugal; in Kraft seit dem 29. Dezember 1966
- 26. Oktober: Vereidigung des neuen Kabinett Erhard II unter Bundeskanzler Erhard
- 27. Oktober: In Hessen erklärt der Staatsgerichtshof das Schulgebet für unzulässig, sobald ein Schüler oder Erziehungsberechtigter dem Gebet widerspricht.
- 29. Oktober: In Paris wird der marokkanische Oppositionspolitiker Mehdi Ben Barka[4] unter Mitwirkung der französischen Polizei entführt; mutmaßlich wurde er bald darauf ermordet.

#### November
- 11. November: Rhodesien erklärt unter Ian Smith einseitig seine Unabhängigkeit von Großbritannien, will aber weiter loyal zur Königin Elisabeth II. stehen.
- 12. November: Der UNO-Sicherheitsrat verurteilt die einseitige Unabhängigkeitserklärung Rhodesiens vom 11. November als rechtswidrig und fordert Großbritannien zum Eingreifen auf.
- 18. November: Aufruf der polnischen Bischöfe an ihre deutschen Amtsbrüder zur Versöhnung
- 25. November: Mobutu Sese Seko übernimmt nach einem Staatsstreich (siehe 13. Oktober) die Macht im Kongo.
- 26. November: Frankreich startet von Hammaguir in Algerien mit einer Rakete vom Typ „Diamant A“ den Satelliten Asterix. Dies ist der erste Satellitenstart ohne Beteiligung der USA oder der UdSSR.
- November: Grenzzwischenfälle zwischen Argentinien und Chile in der patagonischen Kordillere
- November: In Dahomé wird der Präsident Sourou-Migan Apithy gestürzt (siehe 22. Dezember).

#### Dezember
- 09. Dezember: In der Sowjetunion folgt Nikolai Wiktorowitsch Podgorny als Staatsoberhaupt auf Anastas Mikojan. Das Amt übt in Personalunion der Vorsitzende des Präsidiums des Obersten Sowjets aus.
- 16. Dezember: König Taufaʻahau Tupou IV. wird Staatsoberhaupt von Tonga.
- 19. Dezember: In Frankreich wird General Charles de Gaulle in einer Stichwahl mit 55,2 % der Stimmen zum zweiten Mal zum Staatspräsidenten für weitere sieben Jahre gewählt.
- 22. Dezember: In Dahomé übernimmt die Armee unter der Führung von General Ch. Soglo die Macht, das Parlament wird aufgelöst und die Parteien werden verboten.

#### Tag unbekannt
- Wolf Biermann wird in der DDR erstmals mit Auftrittsverbot bestraft.

### Wirtschaft
- 01. Februar: Sieben Monate nach Gründung der AG für das Werbefernsehen wird erstmals in der Schweizer Fernsehgeschichte Werbung ausgestrahlt.
- 23. April: In Paris wird der Peugeot 204 vorgestellt, das erste Auto des Herstellers Peugeot mit Frontantrieb.
- 26. April: Die Deutsche Bundesbank gibt Banknoten über 500 Deutsche Mark aus. Auf ihrer Rückseite ist als Symbol für Ritterlichkeit die Burg Eltz abgebildet.
- 26. April: In Rio de Janeiro beginnt das private brasilianische TV-Netzwerk Rede Globo sein Fernsehprogramm. Schwerpunkt sind neben Nachrichten Sportübertragungen und Telenovelas.
- 26. Oktober: In Frankreich wird der Code Postal eingeführt. Die Postleitzahl besteht anfangs aus der Nummer des Départements und den ersten drei groß geschriebenen Buchstaben des Ortsnamens.
- 09. November: Ein großflächiger Stromausfall legt das Leben im Nordosten der Vereinigten Staaten und auch in Teilen Kanadas über Stunden hinweg lahm. Der Blackout beeinflusst den Tagesablauf von etwa 30 Millionen Menschen. Neun Monate später wird ein Babyboom registriert.

### Wissenschaft und Technik

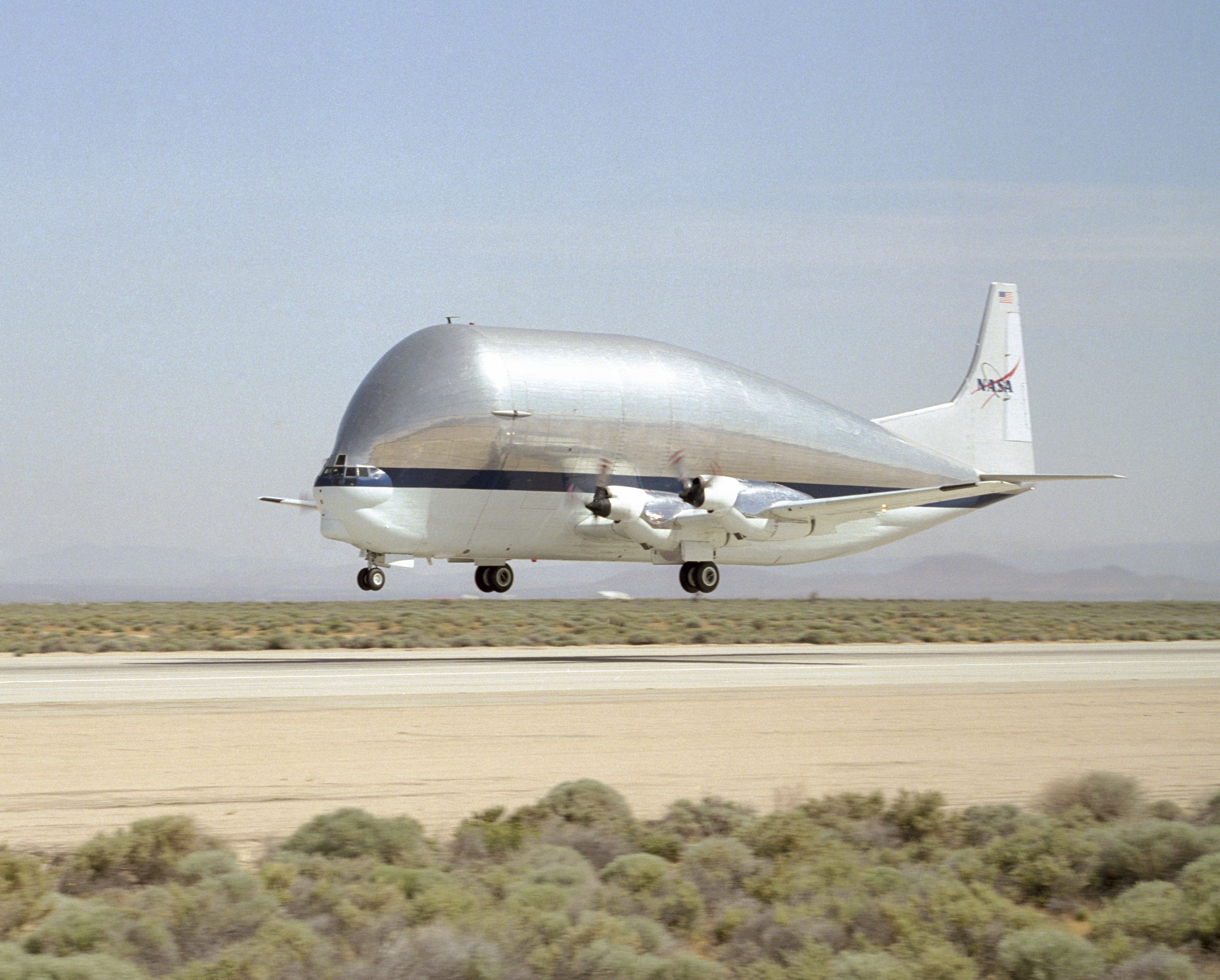
Super Guppy

- 19. Januar: Von Cape Canaveral aus startet die unbemannte Gemini-2-Mission. In einem ballistischen Kurzflug testen die USA den Wiedereintritt eines Flugkörpers in die Erdatmosphäre.
- 18. März: Der Kosmonaut Alexei Archipowitsch Leonow verlässt als erster Mensch ein Raumschiff im Weltraum.
- 31. Mai: In Pforzheim wird von der Deutschen Bundespost die weltweit erste elektronische Briefsortieranlage eingesetzt. Der Zielcode wird mittels Matrixcodierung ermittelt und als Strichcode auf die Sendung aufgetragen.
- 03. Juni: Erste amerikanische Extra-vehicular Activity („Außenbordaktivität“) durch Edward H. White an Bord von Gemini 4
- 16. Juli: Erster Start einer Proton-Rakete
- 26. August: Der Erstflug eines Prototyps der Cessna 401/402 findet statt.

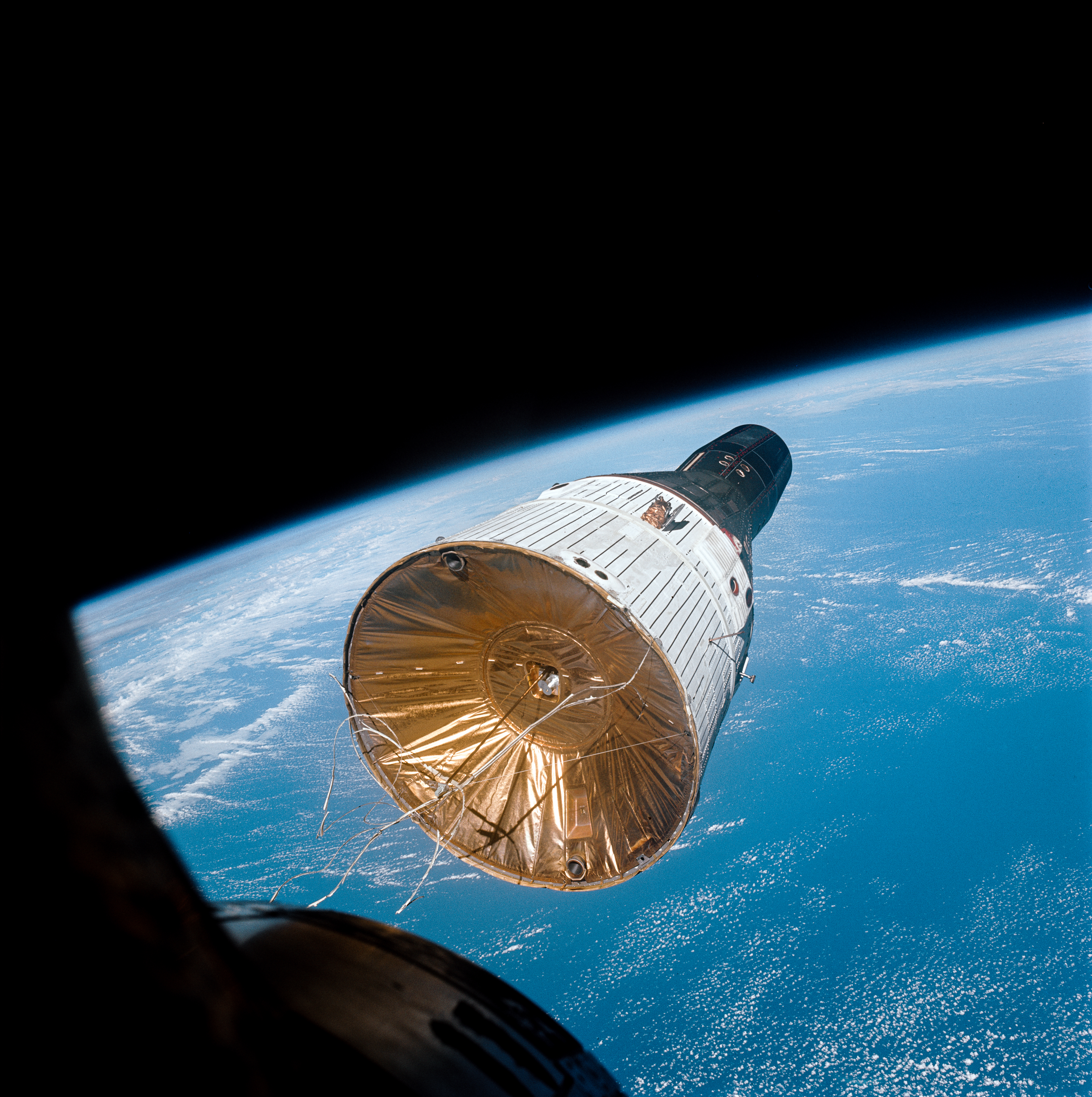
Blick von Gemini 6 auf Gemini 7

- 31. August: Die Super Guppy absolviert ihren Erstflug. Das Flugzeug wird zum Transport von Raketenteilen benötigt.
- 08. Oktober: In London wird der Post Office Tower in Betrieb genommen. Der Fernsehturm ist mehrere Jahre lang das höchste Bauwerk der Stadt.
- 02. November: Die Ruhr-Universität Bochum nimmt ihren Lehrbetrieb auf.
- 20. November: Grundsteinlegung für die neue Universität Regensburg
- 15. Dezember: Mit Walter Schirra und Tom Stafford an Bord startet das Raumschiff Gemini 6A in den Weltraum. Wenige Stunden später erfolgt das erste Treffen zweier bemannter Raumschiffe im Weltraum mit dem seit 4. Dezember im All befindlichen Gemini 7.
- 15. Dezember: Der französische Astronom Audouin Dollfus entdeckt den inneren Saturnmond Janus.
- 15. Dezember: Die über fünf Kilometer lange Zeeland-Brücke über die Oosterschelde wird von Königin Juliana eröffnet. Es ist die längste Brücke in den Niederlanden.
- Entwicklung des Sailwing, des ersten Gleitschirms. Erste Flüge damit im September 1965.
- Die Antibabypille kommt in der DDR auf den Markt.
- Arno Penzias und Robert Woodrow Wilson entdecken die kosmische Hintergrundstrahlung.
- Artur Fischer erfindet die Fischertechnik.
- Die University of Wisconsin–Green Bay wird gegründet.

### Kultur

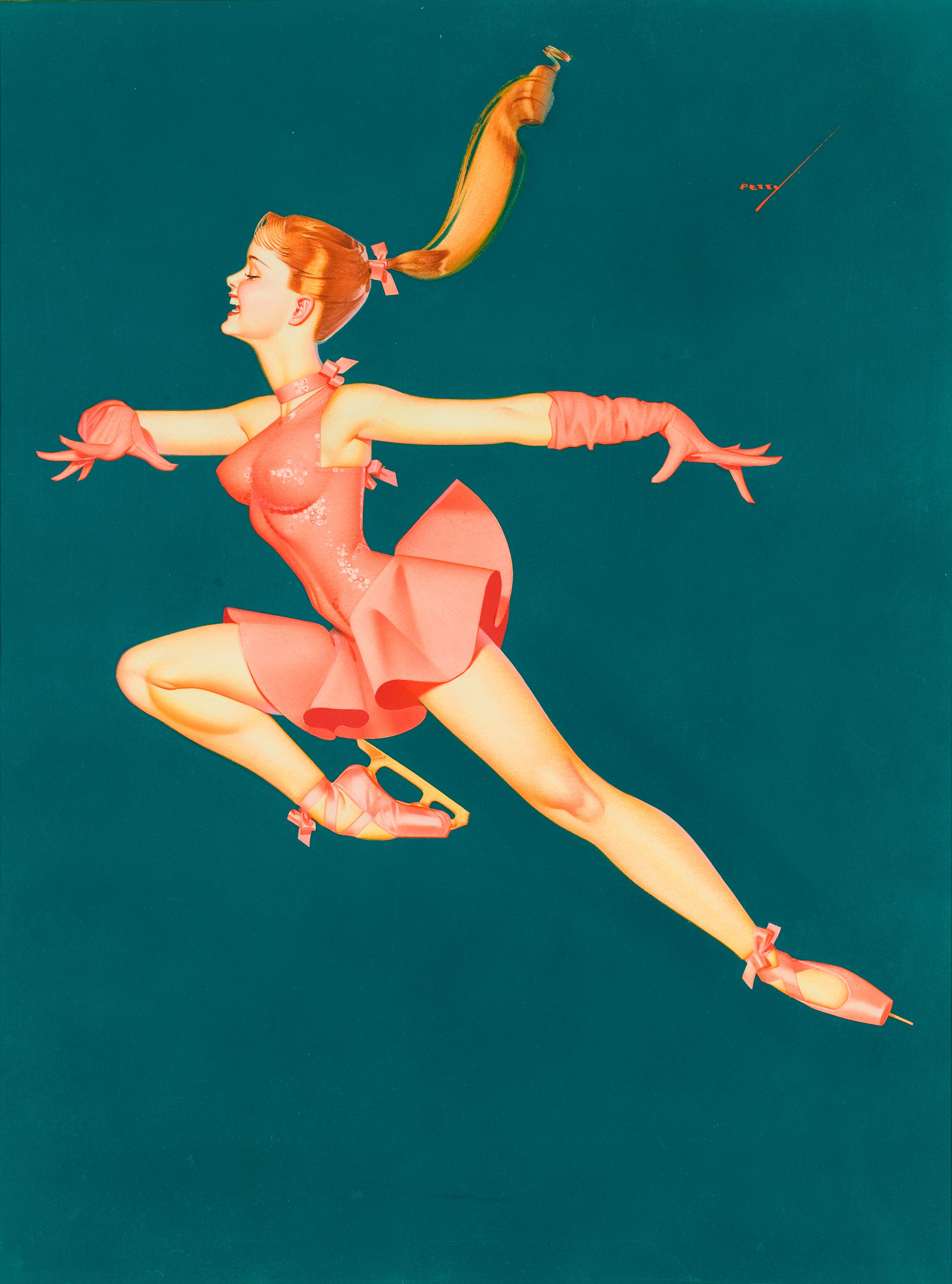
George Petty: Ballerina, 1965, Airbrush, Privatsammlung

- 15. Februar: Uraufführung von Bernd Alois Zimmermanns Oper Die Soldaten in Köln.
- 05. März: In den bundesdeutschen Kinos wird der erste Italowestern, Sergio Leones Für eine Handvoll Dollar, aufgeführt. Hauptdarsteller des Films ist Clint Eastwood.
- 07. April: Uraufführung der komischen Oper Der junge Lord von Hans Werner Henze in Berlin.
- 13. April: Uraufführung des Balletts Onegin von John Cranko nach der Musik von Peter Iljitsch Tschaikowski durch das Stuttgarter Ballett im Großen Haus der Württembergischen Staatstheater in Stuttgart
- 09. Mai: Der Pianist Vladimir Horowitz kehrt nach zwölfjähriger Abwesenheit auf die Bühne zurück mit einem Konzert in der Carnegie Hall.
- 05. Juni: fand in der Galerie Parnass das 24-Stunden-Happening mit Joseph Beuys, Bazon Brock, Charlotte Moorman, Nam June Paik, Eckart Rahn, Tomas Schmit und Wolf Vostell statt.
- 09. Juli: In Deutschland beginnt die Ausstrahlung der Fernsehserie Auf der Flucht mit David Janssen in der Rolle des Dr. Richard Kimble und Barry Morse als dessen Verfolger Lt. Philip Gerard.
- 15. Juli: Veröffentlichung des Songs Like a Rolling Stone von Bob Dylan
- 06. August: Help!, das fünfte Album der Beatles wird in England veröffentlicht.
- 13. August: Die Rockband Jefferson Airplane spielt das Eröffnungskonzert im eigens für die Band gegründeten Club The Matrix in San Francisco
- 17. Oktober: Erstausstrahlung der von Walther Schmieding moderierten Vorläufersendung zum Kulturmagazin aspekte, Kulturbericht
- 31. Oktober: findet die Leipziger Beatdemo statt
- 02. November: Uraufführung der Oper Jacobowsky und der Oberst von Giselher Klebe an der Hamburgischen Staatsoper

Schiff von Kyrenia (Abbildung auf der zyprischen 50-Cent-Münze)

- 20. November: Der Schwammtaucher Andreas Karolou entdeckt vor der Nordküste Zyperns das aus der vorrömischen Eisenzeit stammende Schiff von Kyrenia.
- 21. November: Die französische Sängerin Mireille Mathieu hat ihren ersten Fernsehauftritt in der Sendung Télé Dimanche. Sie singt Jezebel.
- 26. November: Wie man dem toten Hasen die Bilder erklärt, Aktion des Künstlers Joseph Beuys in Düsseldorf
- 30. November: Uraufführung der Oper Das Wundertheater von Hans Werner Henze in Frankfurt am Main
- 22. Dezember: Der Film Doktor Schiwago wird in New York uraufgeführt.
- Die deutsche Hard-Rock-Band Scorpions wird gegründet.
- Im Herbst erscheint Klaus Wagenbachs Anthologie Atlas, zusammengestellt von deutschen Autoren
- Erstmalige Vergabe der Auszeichnung Krawattenmann des Jahres
- Gründung des National Endowment for the Arts
- Premiere des ersten chinesischen Farbfilms Dongfang hong (Der Osten ist rot)

### Gesellschaft
- 08. Juli: Dem Postzugräuber Ronald Biggs gelingt die Flucht aus dem Wandsworth-Gefängnis in London. Eine Strickleiter lässt ihn und drei andere Insassen die Gefängnismauer überwinden und in einen von Komplizen geparkten Möbelwagen gelangen.
- 14. Juli: Vor dem Landgericht Hamburg wird Eva Mariotti im dritten Mariotti-Prozess freigesprochen.

### Religion
- 4. Oktober: Paul VI. ist der erste Papst, der vor der Generalversammlung der Vereinten Nationen eine Rede hält. Sein Friedensappell wird zu den bemerkenswerten Reden des 20. Jahrhunderts gezählt.
- 28. Oktober: Papst Paul VI. promulgiert die Konzils-Erklärung Nostra aetate über die Haltung der römisch-katholischen Kirche zu den nichtchristlichen Religionen.
- 7. Dezember: Papst Paul VI. und der Ökumenische Patriarch von Konstantinopel Athinagoras heben zeitgleich in Rom und Istanbul in feierlicher Form die gegenseitige Bannung aus dem Morgenländischen Schisma von 1054 auf.

### Sport
Einträge von Leichtathletik-Weltrekorden siehe unter der jeweiligen Disziplin unter Leichtathletik
- 01. Januar bis 24. Oktober: Austragung der 16. Formel-1-Weltmeisterschaft
- 08. Januar: in Baden-Baden werden die deutschen Sportler des Jahres 1964 ausgezeichnet.
- 15. Mai: Werder Bremen wird Deutscher Meister in der Fußball-Bundesliga.
- 25. Mai: Lewiston (Maine), USA. Muhammad Ali verteidigt seinen Titel als Boxweltmeister im Schwergewicht gegen Sonny Liston.
- 18. Juni: Der Bonner SC wird durch den Zusammenschluss vom Bonner FV und von Tura Bonn gegründet.
- 01. August: Jim Clark wird zum zweiten Mal Formel-1-Weltmeister.
- 26. September: Die deutsche Fußballnationalmannschaft qualifiziert sich durch ein 2:1 gegen Schweden für die Fußball-Weltmeisterschaft 1966 in England. Franz Beckenbauer macht bei diesem Spiel sein erstes Länderspiel.
- 22. Dezember: Gründung des 1. FC Magdeburg
- 28. Dezember: Gründung des F.C. Hansa Rostock
- Der Linzer ASK (LASK) holt das Double und wird erstmals Österreichischer Meister und Cupsieger. Zum ersten Mal gewinnt eine Mannschaft außerhalb von Wien die Meisterschaft.

### Katastrophen
- 09. März: Ein Erdbeben zerstört auf der Sporadeninsel Alonnisos in der gleichnamigen Inselhauptstadt 85 Prozent der Gebäude. Die Einwohner siedeln nach Patitiri um.
- 28. März: Dammbruch des El-Cobre-Absetzbeckens in Chile mit mindestens 200 Toten
- 20. Mai: Kairo, Ägypten. Absturz einer pakistanischen Boeing 707 der PIA. Alle 124 Menschen an Bord sterben
- 02. Juni: Pakistan. Ein Wirbelsturm fordert im Osten des Landes ca. 30.000 Menschenleben.
- 16. Juli: Die Heinrichsflut fordert in Nordhessen, Südniedersachsen und Ostwestfalen-Lippe 11 Menschenleben und richtet Schäden in dreistelliger Millionenhöhe an.
- 13. November: Der US-amerikanische Passagierdampfer Yarmouth Castle geht mitten in der Nacht vor Nassau (Bahamas) in Flammen auf und sinkt, 90 Passagiere und Besatzungsmitglieder sterben. Das Unglück führt zu neuen Regelungen zur Sicherheit auf See im Rahmen der International Convention for the Safety of Life at Sea.

Kleinere Unglücksfälle sind in den Unterartikeln von Katastrophe und in der Liste von Katastrophen aufgeführt.

## Geboren

### Januar
- 01. Januar: Igor Pawlow, deutsch-lettisch-russischer Eishockeyspieler und -trainer
- 01. Januar: Šaban Trstena, jugoslawischer bzw. nordmazedonischer Ringer
- 02. Januar: Andrew John Ashurst, britischer Stabhochspringer
- 02. Januar: Veronika Meduna, deutsche Biologin, Hörfunkjournalistin und Schriftstellerin tschechischer Herkunft
- 02. Januar: Antonio Paradiso, italienischer Schauspieler
- 02. Januar: Waldemar Reinfelder, deutscher Jurist
- 03. Januar: Aiman Abdallah, deutscher Fernsehmoderator
- 04. Januar: Yvan Attal, französischer Schauspieler und Regisseur
- 04. Januar: Guy Forget, französischer Tennisspieler
- 04. Januar: Beth Gibbons, Sängerin der englischen Trip Hop-Gruppe Portishead
- 04. Januar: Hendrik Hey, deutscher Journalist, Fernsehmoderator und Produzent
- 04. Januar: Katja Marx, deutsche Journalistin und Medienmanagerin
- 04. Januar: Cait O’Riordan, englische Sängerin
- 04. Januar: Julia Ormond, britische Schauspielerin
- 05. Januar: Vinnie Jones, ehemaliger walisischer Fußballspieler
- 05. Januar: Patrik Sjöberg, schwedischer Leichtathlet
- 05. Januar: Rick Tuten, US-amerikanischer American-Football-Spieler († 2017)
- 06. Januar: Marco Branca, italienischer Fußballspieler und -funktionär
- 06. Januar: Christine Wachtel, deutsche Leichtathletin
- 07. Januar: Beate Andres, deutsche Hörspielregisseurin
- 07. Januar: Dieter Thomas Kuhn, deutscher Musiker
- 08. Januar: Francisco Assis, portugiesischer Politiker
- 08. Januar: Ahn Jae-hyung, südkoreanischer Tischtennisspieler
- 08. Januar: Matthias Matuschik, deutscher DJ und Moderator
- 09. Januar: Jonnie Boer, niederländischer Koch († 2025)
- 09. Januar: Haddaway, Sänger aus Trinidad und Tobago
- 09. Januar: Jennifer Doey, kanadische Ruderin
- 09. Januar: Josef Dostthaler, deutscher Bobfahrer
- 09. Januar: Joely Richardson, englische Schauspielerin
- 09. Januar: René Stadtkewitz, deutscher Politiker
- 10. Januar: Matthias Hahn, deutscher Handballspieler und -trainer
- 11. Januar: Edyta Bartosiewicz, polnische Sängerin, Komponistin und Songwriterin
- 11. Januar: Bertrand de Billy, französischer Dirigent
- 11. Januar: Andreas Diebitz, deutscher Fußballspieler
- 12. Januar: Jutta Arztmann, österreichische Politikerin

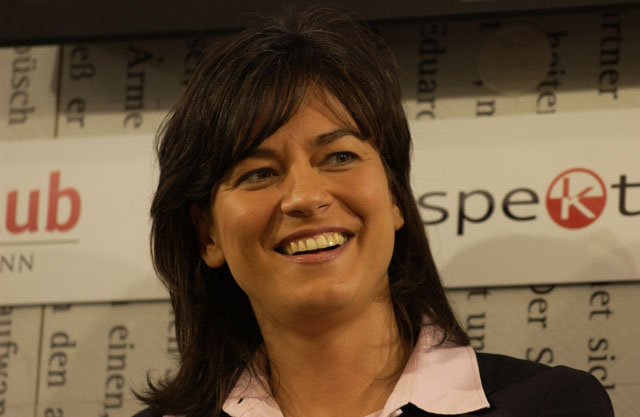
Maybrit Illner

- 12. Januar: Maybrit Illner, deutsche Fernsehmoderatorin
- 12. Januar: Rob Zombie, US-amerikanischer Sänger
- 12. Januar: Marina Kiehl, deutsche Skirennläuferin
- 14. Januar: Roswitha Bindl, deutsche Fußballspielerin
- 14. Januar: Michael Hennrich, deutscher Politiker
- 14. Januar: Désirée Nosbusch, luxemburgische Schauspielerin, Moderatorin
- 15. Januar: Derek B, britischer Rapper und Hip-Hop-Produzent († 2009)
- 15. Januar: Markus Ferber, deutscher Politiker
- 15. Januar: Maurizio Fondriest, italienischer Radrennfahrer
- 15. Januar: Adam Jones, Gitarrist der progressiven Rockband Tool
- 15. Januar: Andreas Schulze, deutscher Tierfilmer, Biologe und Germanist († 2010)
- 16. Januar: Hannes Apfolterer, österreichischer Klarinettist, Komponist und Militärkapellmeister
- 17. Januar: Fred Radig, deutscher Handballspieler († 2019)
- 18. Januar: Urs Augstburger, schweizerischer Schriftsteller
- 18. Januar: Viktor Gernot, österreichischer Kabarettist, Schauspieler, Fernsehmoderator und Sänger
- 18. Januar: Claudio Passarelli, deutscher Ringer
- 19. Januar: Horst Busch, deutscher Brigadegeneral des Heeres der Bundeswehr
- 19. Januar: J. B. Pritzker, US-amerikanischer Unternehmer und Politiker
- 20. Januar: John Michael Montgomery, US-amerikanischer Country-Sänger
- 20. Januar: Sophie Helen Rhys-Jones, Ehefrau von Prince Edward, Earl of Wessex
- 20. Januar: Heather Small, englische Soulsängerin
- 20. Januar: Georg Staudacher, österreichischer Theaterregisseur, Drehbuchautor und Schauspieler († 2007)
- 21. Januar: Peri Arndt, deutsche Musikerin und Politikerin
- 21. Januar: Jam Master Jay, US-amerikanischer Hip-Hop-Musiker († 2002)
- 21. Januar: Christine Paul, deutsche Fußballspielerin
- 22. Januar: Steven Adler, US-amerikanischer Schlagzeuger
- 22. Januar: Diane Lane, US-amerikanische Schauspielerin
- 23. Januar: Thomas Adler, deutscher Fußballspieler
- 23. Januar: Marcus Calvin, deutsch-amerikanischer Schauspieler
- 26. Januar: Gernot Klemm, deutscher Politiker
- 27. Januar: Petra Berndt, deutsche Schauspielerin
- 27. Januar: Alan Cumming, britisch-US-amerikanischer Schauspieler und Regisseur
- 27. Januar: Jörg Pintsch, deutscher Schauspieler, Synchronsprecher, Regisseur und Schauspieldozent
- 28. Januar: Nadia Bonfini, italienische Skirennläuferin
- 29. Januar: Dominik Hašek, tschechischer Eishockeyspieler
- 29. Januar: Julia Stemberger, österreichische Schauspielerin
- 31. Januar: David Armitage, britischer Historiker
- 31. Januar: Andri Marteinsson, isländischer Fußballspieler
- 31. Januar: Ofra Harnoy, kanadische Cellistin

### Februar

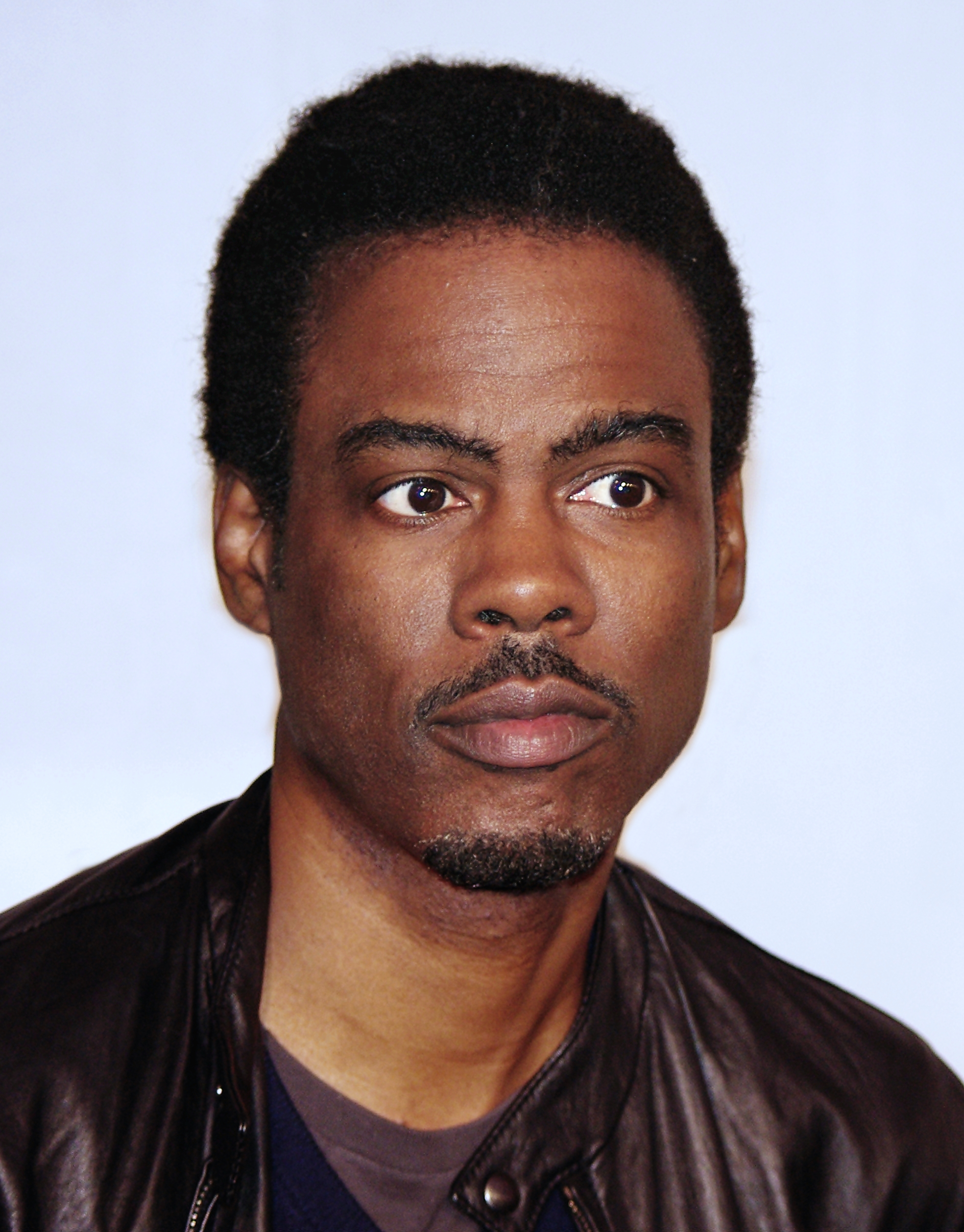
Chris Rock, 2012

- 01. Februar: Roberta Angelilli, italienische Politikerin
- 01. Februar: Adam Benzwi, US-amerikanischer Pianist
- 01. Februar: Sherilyn Fenn, US-amerikanische Schauspielerin
- 01. Februar: Brandon Lee, US-amerikanischer Schauspieler; Sohn von Bruce Lee († 1993)
- 01. Februar: Tobias Pflüger, deutscher Politikwissenschaftler und Friedensforscher
- 01. Februar: Stéphanie von Monaco, Tochter von Fürst Rainier III. von Monaco und Gracia Patricia von Monaco
- 02. Februar: Marion Ackermann, deutsche Kunsthistorikerin und Museumsdirektorin
- 02. Februar: Alexander Rosenberg, deutscher Schauspieler, Synchronsprecher und Dialogbuchautor
- 02. Februar: Thorsten Wolf, deutscher Schauspieler, Kabarettist und Theaterintendant
- 02. Februar: Marion Ackermann, deutsche Kunsthistorikerin
- 03. Februar: Luboš Lom, tschechischer Radrennfahrer († 2022)
- 03. Februar: Maura Tierney, US-amerikanische Schauspielerin
- 04. Februar: Myrtle Sharon Mary Augee, britische Kugelstoßerin
- 05. Februar: Gheorghe Hagi, rumänischer Fußballspieler
- 05. Februar: Lawrence Iquaibom, nigerianischer Gewichtheber
- 06. Februar: Bernhard Bettermann, deutscher Schauspieler
- 06. Februar: Houston Hoover, US-amerikanischer American-Football-Spieler
- 06. Februar: Jan Svěrák, tschechischer Filmregisseur, Schauspieler und Drehbuchautor
- 07. Februar: Marcos Ignacio Ambríz Espinoza, mexikanischer Fußballtrainer und Fußballspieler
- 07. Februar: Chris Rock, US-amerikanischer Filmschauspieler und Komiker
- 07. Februar: Birge Schade, deutsche Schauspielerin
- 08. Februar: Mathilda May, französische Schauspielerin
- 09. Februar: Dieter Baumann, deutscher Langstreckenläufer

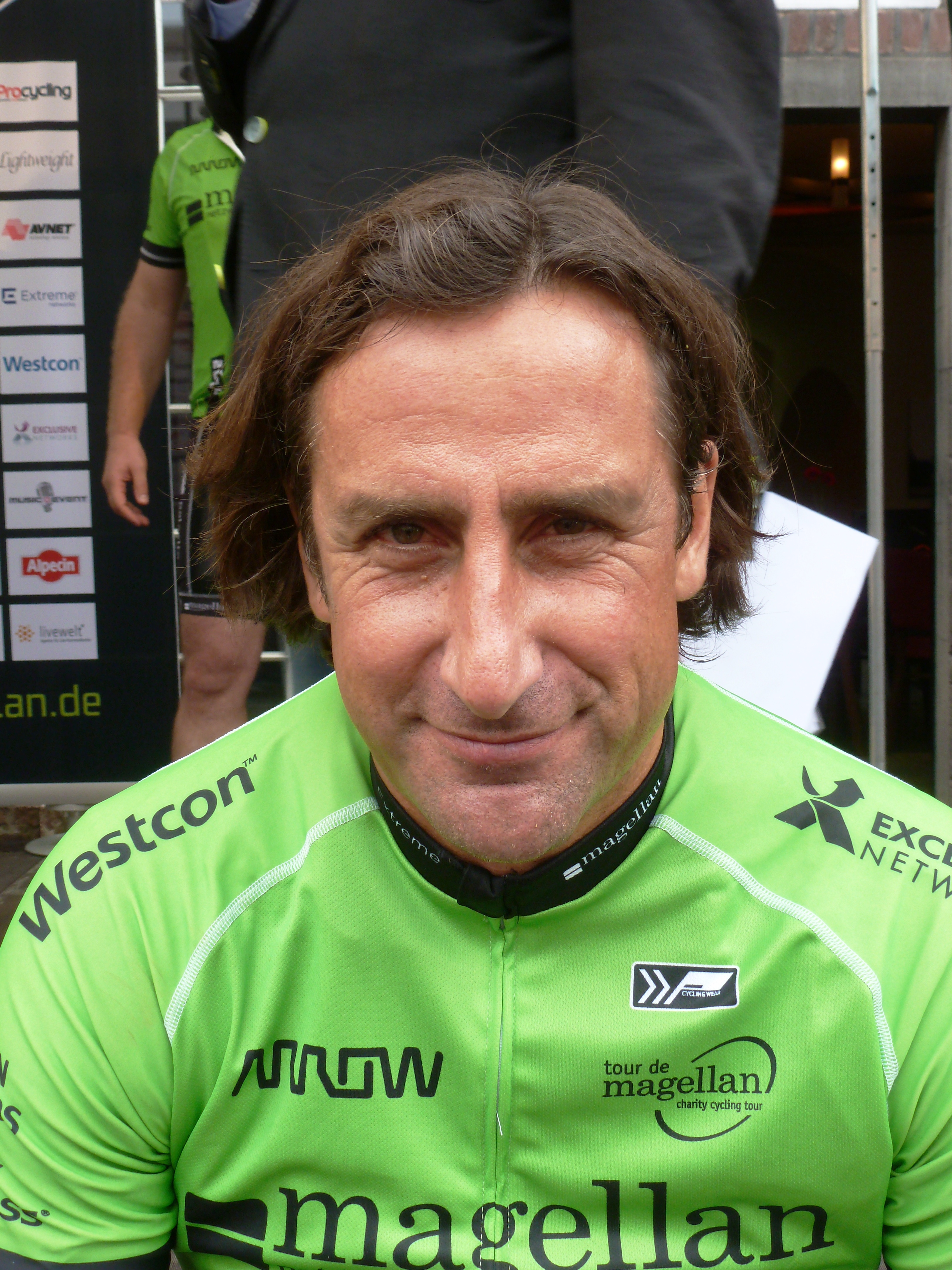
Christian Schenk, 2014

- 09. Februar: Christian Schenk, deutscher Leichtathlet, Olympiasieger
- 10. Februar: Gen Getsu, japanischer Schriftsteller
- 10. Februar: Dana Winner, belgische Sängerin
- 11. Februar: Petra Durst-Benning, deutsche Schriftstellerin
- 12. Februar: Christine Elise, US-amerikanische Schauspielerin
- 12. Februar: Geworg Dabaghjan, armenischer Dudukspieler
- 12. Februar: Brett Kavanaugh, US-amerikanischer Richter am Obersten Gerichtshof
- 13. Februar: Sven Demandt, deutscher Fußballspieler und Trainer
- 13. Februar: Ida Ladstätter, österreichische Skirennläuferin
- 14. Februar: Karl Erik Bøhn, norwegischer Handballspieler und -trainer († 2014)
- 16. Februar: Khunying Patama Leeswadtrakul, thailändische Sportfunktionärin
- 16. Februar: Dave Lombardo, Schlagzeuger der Band Slayer
- 16. Februar: Sonja Reichelt, deutsche Synchronsprecherin und Schauspielerin
- 16. Februar: Lucinda Riley, nordirische Schriftstellerin († 2021)
- 17. Februar: Michael Bay, US-amerikanischer Filmregisseur und Filmproduzent
- 18. Februar: Dr. Dre, US-amerikanischer Rapper und Musikproduzent
- 18. Februar: Rainer Schmidt, deutscher Tischtennisspieler
- 19. Februar: Carsten Aschmann, deutscher Filmemacher, Videokünstler, Autor, Filmeditor und Filmproduzent
- 19. Februar: Michael Westphal, deutscher Tennisspieler († 1991)
- 20. Februar: Michel Ansermet, Schweizer Sportschütze
- 20. Februar: Thomas Kemmerich, deutscher Politiker, Ministerpräsident von Thüringen
- 20. Februar: Silvius von Kessel, deutscher Domorganist und Hochschullehrer
- 20. Februar: Dirk Schulz, deutscher Zeichner
- 21. Februar: Evair Aparecido Paulino, brasilianischer Fußballspieler und -trainer
- 21. Februar: Thomas Sivertsson, schwedischer Handballspieler und -trainer
- 21. Februar: Atsushi Yogō, japanischer Automobilrennfahrer
- 23. Februar: Kristin Davis, US-amerikanische Schauspielerin
- 23. Februar: Stephan Detjen, deutscher Journalist und Chefkorrespondent des Deutschlandradio

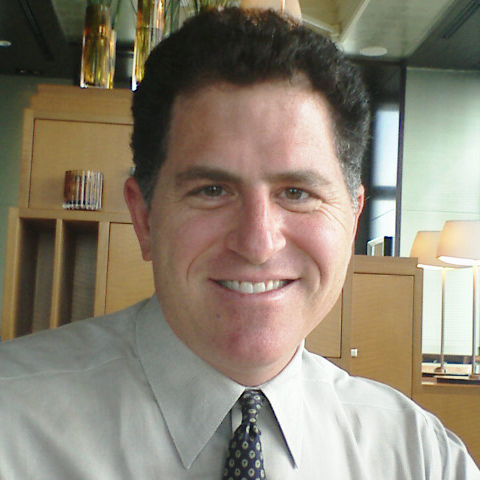
Michael Dell, 2006

- 23. Februar: Michael Dell, US-amerikanischer Unternehmer
- 23. Februar: Tim Mudde, Rechtsextremist in den Niederlanden
- 23. Februar: Helena Suková, tschechoslowakische Tennisspielerin
- 24. Februar: Harald Andler, deutscher Handballschiedsrichter
- 24. Februar: Tone Åse, norwegische Sängerin
- 24. Februar: Hansi Flick, deutscher Fußballspieler und -trainer
- 24. Februar: Susanne Kronzucker, deutsche Journalistin und Moderatorin
- 24. Februar: Jane Swift, US-amerikanische Politikerin
- 25. Februar: Sylvie Guillem, französische Tänzerin
- 26. Februar: Kōsei Akaishi, japanischer Ringer
- 27. Februar: Joey Calderazzo, US-amerikanischer Jazz-Pianist
- 27. Februar: Oliver Reck, deutscher Fußballtorhüter und Torwarttrainer
- 27. Februar: Ahmet Mahmut Ünlü, türkischer Prediger
- 28. Februar: Kenichirō Isozaki, japanischer Schriftsteller
- 28. Februar: Marko Simsa, österreichischer Produzent und Schauspieler von Kindertheater

### März
- 01. März: Anke Berger, deutsche Juristin und Richterin am Bundesarbeitsgericht
- 01. März: Booker T, US-amerikanischer Wrestler
- 03. März: Eric Da Re, US-amerikanischer Schauspieler
- 03. März: Dragan Stojković, serbischer Fußballspieler
- 03. März: Guylaine St-Onge, kanadische Schauspielerin († 2005)
- 04. März: Radouane Abbes, algerischer Fußballspieler
- 04. März: Frauke Hilgemann, deutsche politische Beamtin
- 04. März: Khaled Hosseini, afghanischer Schriftsteller
- 04. März: WestBam, deutscher DJ
- 04. März: Paul W. S. Anderson, britischer Filmregisseur
- 05. März: Nadja Abd el Farrag, deutsche Fernsehmoderatorin und Sängerin († 2025)
- 05. März: Johnny Ekström, schwedischer Fußballspieler
- 05. März: Edith Heard, britische Genetikerin
- 07. März: Cameron Daddo, australischer Schauspieler und Musiker
- 07. März: Inka Friedrich, deutsche Schauspielerin
- 07. März: Jesper Parnevik, schwedischer Golfspieler
- 07. März: Alison Redford, kanadische Politikerin
- 08. März: Satoru Akahori, japanischer Schriftsteller
- 08. März: Hamed Bakayoko, ivorischer Politiker († 2021)
- 09. März: Uta Bresan, deutsche Schlagersängerin und Moderatorin
- 09. März: Christian Rudolf, deutscher Schauspieler
- 09. März: Elías Antonio Saca González, Präsident von El Salvador
- 10. März: Stefan Çapaliku, albanischer Schriftsteller und Literaturwissenschaftler
- 10. März: Alex Fiorio, italienischer Rallyefahrer
- 11. März: Nigel Howard Adkins, englischer Fußballspieler und Trainer
- 11. März: Michael P. Aust, deutscher Kurator, Kulturveranstalter und Filmproduzent
- 11. März: Eric Jelen, deutscher Tennisspieler
- 12. März: Max Müller, österreichischer Schauspieler und Sänger
- 13. März: Nils Aschenbeck, deutscher Journalist, Buch-Autor und Verleger
- 13. März: Esther Esche, deutsche Schauspielerin
- 13. März: Knuth Meyer-Soltau, deutscher Jurist und Politiker
- 14. März: Dirk Heinrichs, deutscher Schauspieler
- 14. März: Aamir Khan, indischer Schauspieler
- 14. März: Kiana Tom, US-amerikanische Schauspielerin und Fitness-Trainerin
- 15. März: Francisco Ribeiro, portugiesischer Musiker († 2010)
- 16. März: Utut Adianto Wahyuwidayat, indonesischer Schachspieler, Schachfunktionär und Politiker
- 16. März: Belén Rueda, spanische Schauspielerin
- 18. März: Zbigniew Łowżył, polnischer Komponist, Schlagzeuger, Pianist und Musikpädagoge
- 19. März: Reiner Anselm, deutscher Theologe
- 21. März: Xavier Bertrand, französischer Politiker
- 21. März: Roger Köppel, Schweizer Journalist, Medienunternehmer und Politiker
- 21. März: Steffen Krauß, deutscher Fußballspieler († 2008)
- 21. März: Oliver Rohrbeck, deutscher Synchronsprecher
- 22. März: Stefan Glowacz, deutscher Profi-Bergsteiger, Extrem-Kletterer
- 23. März: Richard Grieco, US-amerikanischer Schauspieler
- 23. März: Trine Haltvik, norwegische Handballspielerin und -trainerin
- 23. März: Marti Pellow, schottischer Sänger
- 23. März: Steve Turner, US-amerikanischer Rockmusiker
- 23. März: Alexander Wagendristel, österreichischer Komponist und Flötist
- 24. März: Mark Calaway, US-amerikanischer Wrestler
- 24. März: Peter Öttl, deutscher Motorradrennfahrer
- 24. März: Patrick Scales, britisch-deutscher Jazz-Bassist
- 25. März: Stefka Kostadinowa, bulgarische Hochspringerin
- 25. März: Frank Ordenewitz, deutscher Fußballspieler

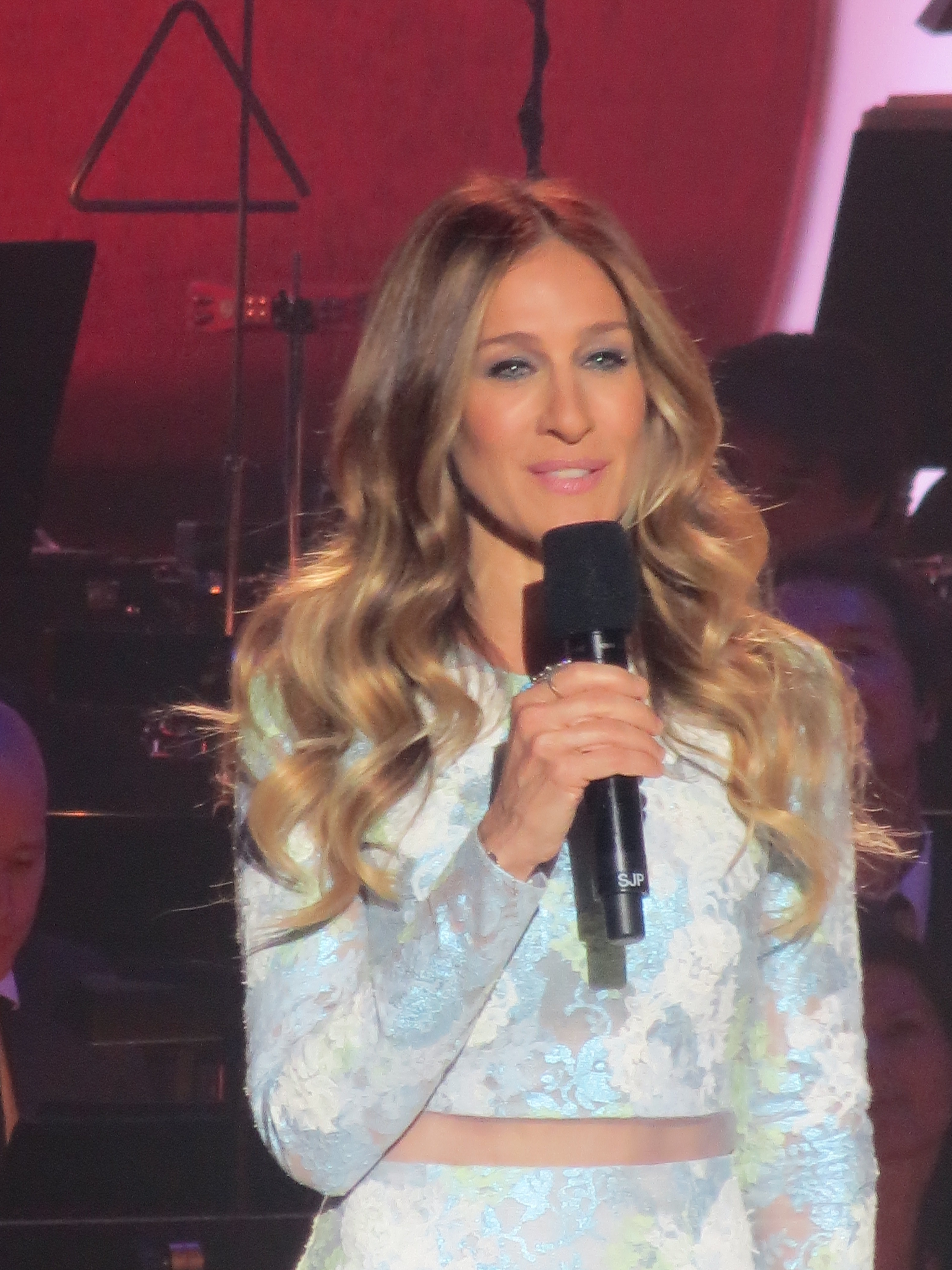
Sarah Jessica Parker, 2012

- 25. März: Sarah Jessica Parker, US-amerikanische Schauspielerin
- 25. März: Jürgen Seeberger, deutscher Fußballtrainer
- 26. März: Martin Apeltauer, österreichischer Politiker († 2006)
- 26. März: Violeta Szekely, rumänische Leichtathletin und Olympionikin
- 27. März: Roland Ketzmerick, deutscher Physiker
- 29. März: Kai Ambos, deutscher Autor und Rechtswissenschaftler
- 29. März: Darius Mockus, litauischer Unternehmer und Ökonom
- 29. März: Paraskevi Patoulidou, griechische Leichtathletin und Olympiasiegerin
- 29. März: Lara Wendel, Schauspielerin amerikanisch-deutscher Abstammung
- 30. März: Thomas Adasch, deutscher Politiker
- 30. März: Paul Harather, österreichischer Filmregisseur, Filmproduzent und Drehbuchautor
- 30. März: Juliet Landau, US-amerikanische Schauspielerin
- 30. März: Piers Morgan, britischer Reporter
- 31. März: Tom Barrasso, US-amerikanischer Eishockeyspieler

### April
- 01. April: Jane Adams, US-amerikanische Schauspielerin
- 01. April: Simona Ventura, italienische Journalistin und Fernsehmoderatorin
- 02. April: Rodney King, afroamerikanischer US-Bürger, Opfer von Polizeiwillkür († 2012)
- 02. April: Dawit Gamqrelidse, georgischer Oppositionsführer
- 04. April: Robert Downey Jr., US-amerikanischer Schauspieler Robert Downey Jr., 2008

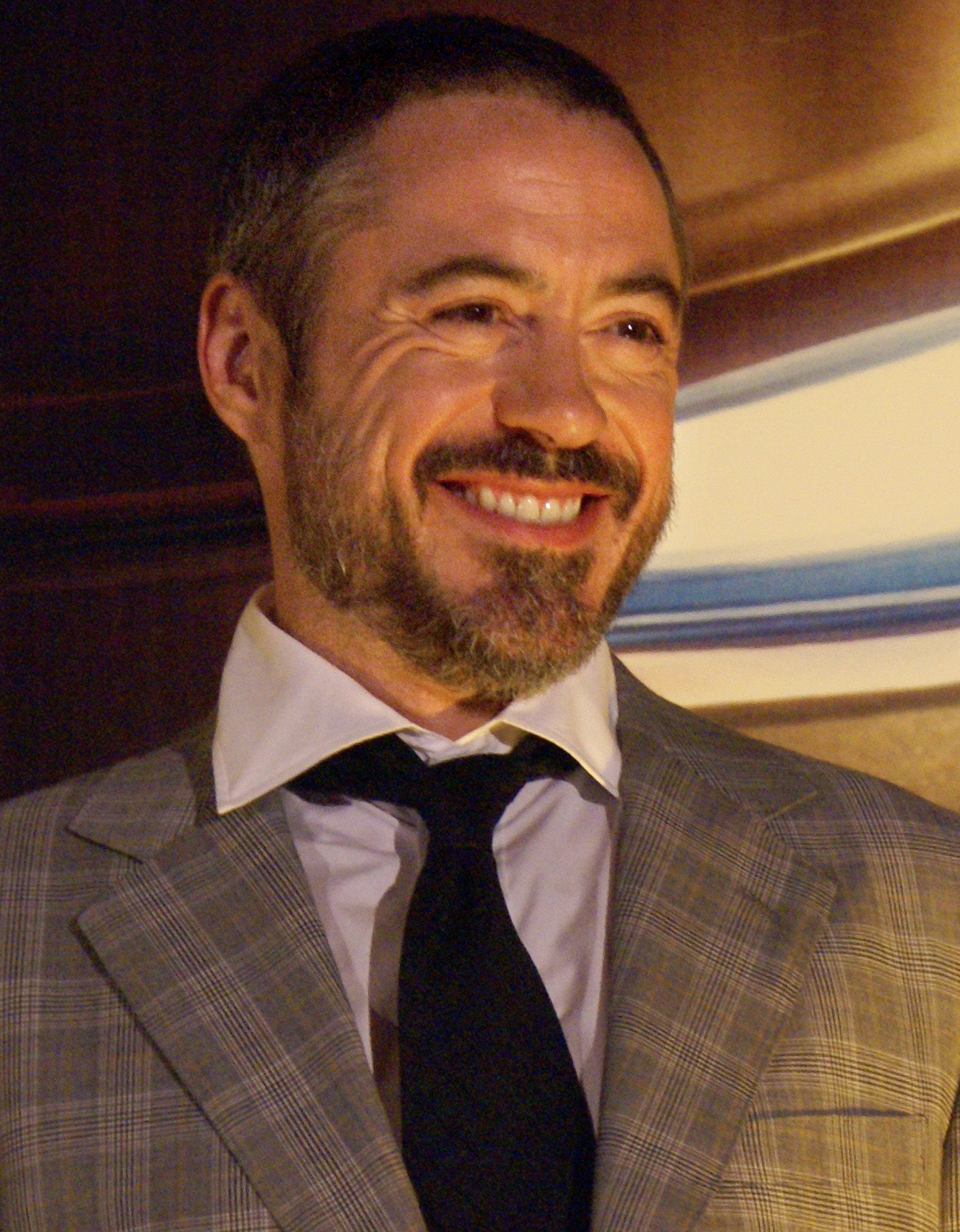
Robert Downey Jr., 2008

- 05. April: Liz McIntyre, US-amerikanische Freestyle-Skierin
- 05. April: Florian Scheuba, österreichischer Schauspieler, Kabarettist und Moderator
- 05. April: Axel Wagner, deutscher Jurist
- 06. April: Theresia Bauer, deutsche Politikerin, MdL in Baden-Württemberg
- 06. April: Frank Black, US-amerikanischer Musiker
- 07. April: Fabián Casas, argentinischer Autor und Journalist
- 07. April: Alison Lapper, englische Künstlerin
- 07. April: Sylvain Luc, französischer Jazz-Gitarrist († 2024)
- 07. April: Alexander Mronz, deutscher Tennisspieler
- 07. April: Ralf Wengenmayr, deutscher Filmkomponist
- 08. April: Heiko Brestrich, deutscher Fußballspieler und -trainer
- 08. April: Michael Jones, neuseeländischer Rugby-Union-Spieler
- 09. April: Daniel Messina, argentinischer Schlagzeuger und Komponist
- 09. April: Mark Pellegrino, US-amerikanischer Schauspieler
- 09. April: Paulina Porizkova, tschechisch-US-amerikanisches Fotomodell und Schauspielerin Paulina Porizkova, 2014

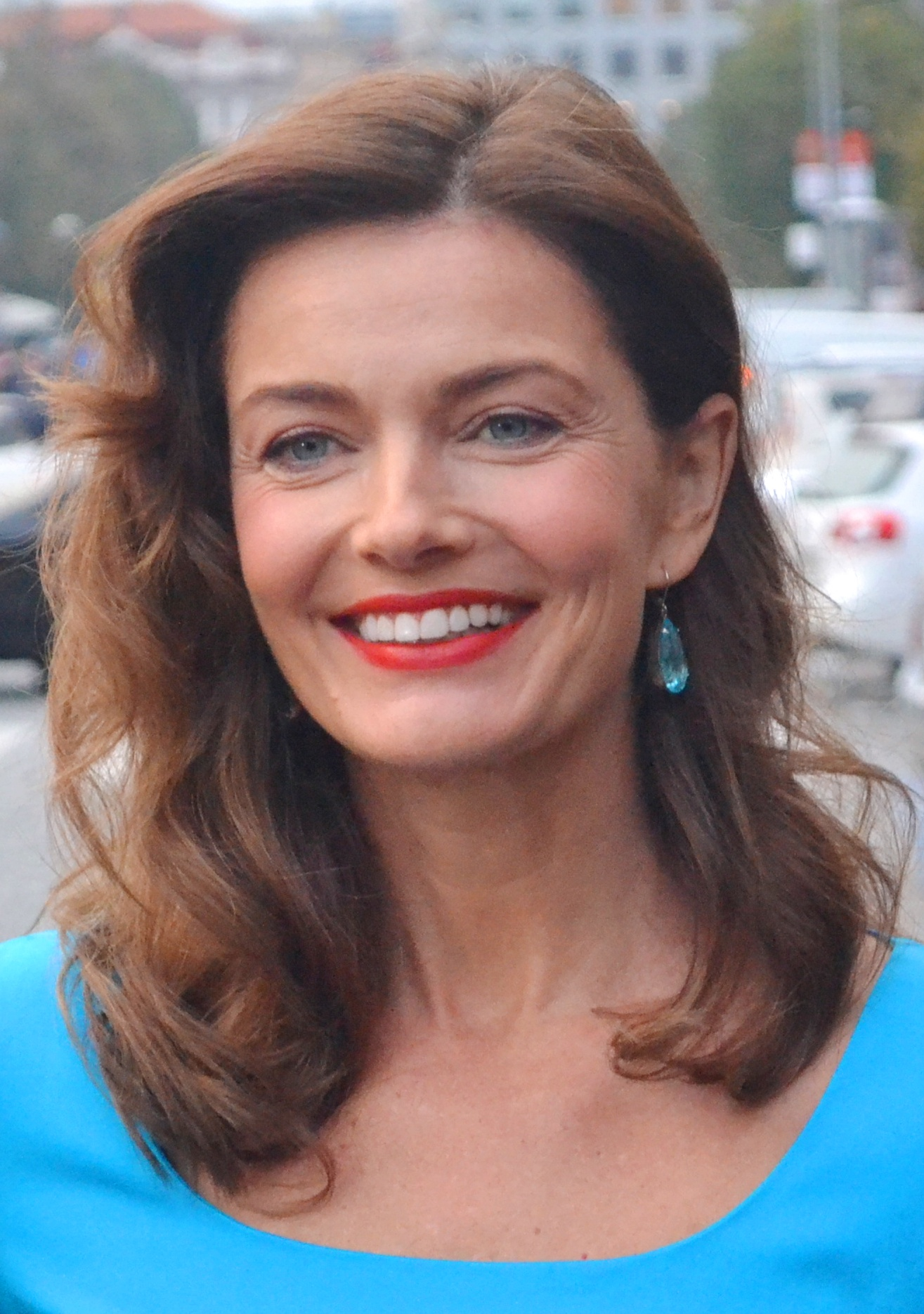
Paulina Porizkova, 2014

- 10. April: Tim „Herb“ Alexander, US-amerikanischer Schlagzeuger
- 10. April: Marco Finetti, deutscher Journalist und Pressesprecher
- 10. April: Kepa Junkera, baskischer Musiker und Komponist
- 10. April: Jure Robič, slowenischer Radrennfahrer († 2010)
- 10. April: Bernd Schneider, deutscher Schachspieler
- 10. April: Oliver Mielke, deutscher Regisseur, Autor und Produzent
- 11. April: Birgit Homburger, deutsche Politikerin
- 11. April: Simone Thomalla, deutsche Schauspielerin
- 12. April: Kim Bodnia, dänischer Filmschauspieler
- 12. April: Ellen Lohr, deutsche Automobilrennfahrerin Ellen Lohr

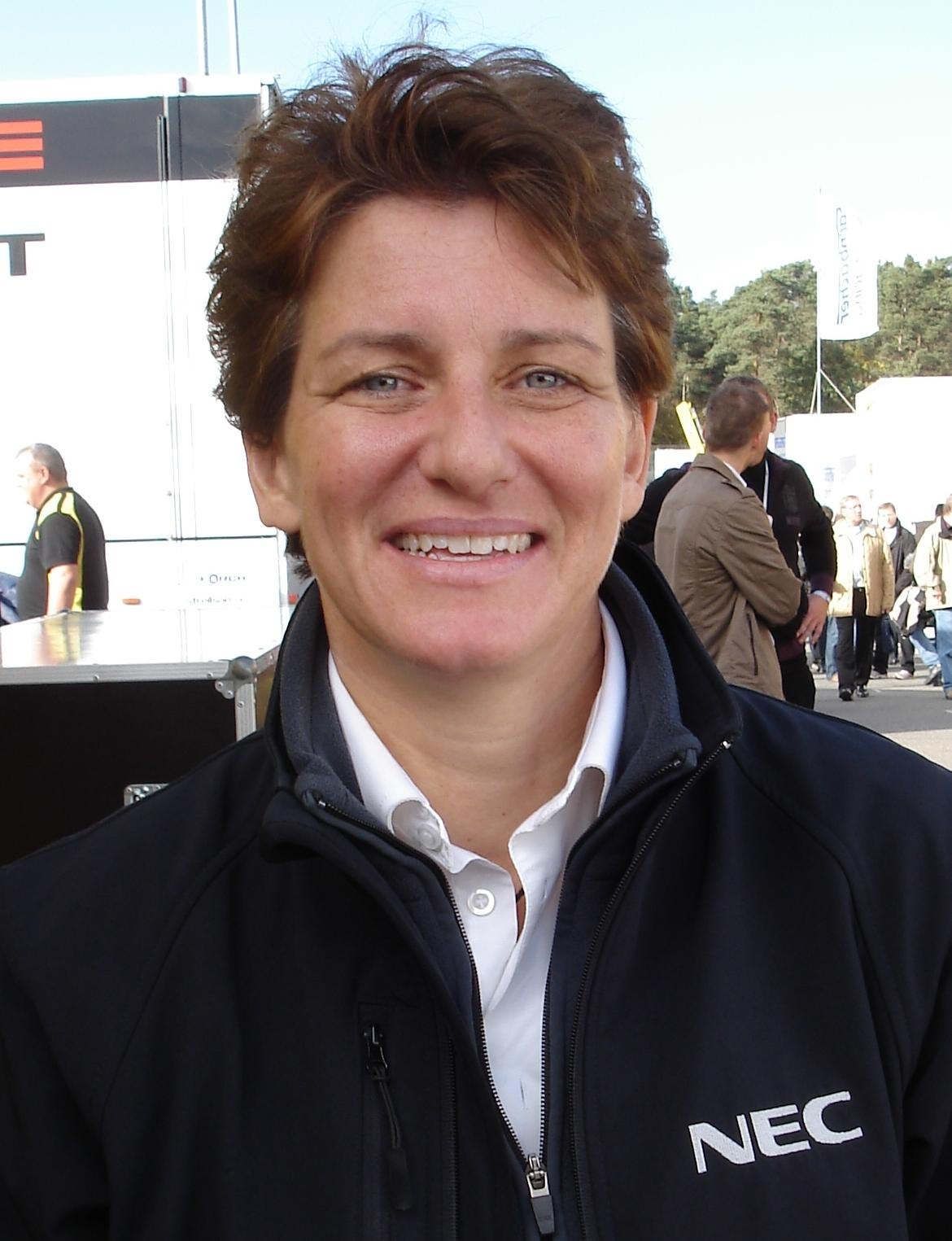
Ellen Lohr

- 13. April: Stefan Baldi, deutscher Wirtschaftswissenschaftler
- 14. April: Roland Dieckmann, deutscher Politiker
- 14. April: Meta Merz, österreichische Schriftstellerin († 1989)
- 15. April: Birgit Herdejürgen, deutsche Politikerin
- 15. April: Claudia Leistner, deutsche Eiskunstläuferin
- 15. April: Pablo Molina, argentinischer Reggaemusiker († 2023)
- 15. April: Linda Perry, US-amerikanische Rocksängerin, Songwriterin und Musikproduzentin
- 15. April: Noguchi Sōichi, japanischer Astronaut
- 16. April: Jon Cryer, US-amerikanischer Schauspieler
- 16. April: Martin Lawrence, US-amerikanischer Schauspieler und Comedian
- 16. April: Guy Rouleau, kanadischer Eishockeyspieler († 2008)
- 17. April: Javier Girotto, argentinischer Jazzsaxophonist, Klarinettist und Flötist
- 17. April: Mike Fuhrig, deutscher Handballspieler
- 17. April: William Mapother, US-amerikanischer Schauspieler
- 18. April: Liz Aronsohn, US-amerikanische Badmintonspielerin
- 19. April: Natalie Dessay, französische Opernsängerin
- 19. April: Melitta Rühn, rumänische Turnerin
- 19. April: Suge Knight, US-amerikanischer Hip-Hop-Produzent
- 20. April: Matthias Moosdorf, deutscher Cellist und Politiker
- 21. April: Ed Belfour, kanadischer Eishockeyspieler
- 21. April: Katja Burkard, deutsche Fernsehmoderatorin
- 21. April: Kelly Collins, US-amerikanischer Autorennfahrer
- 21. April: Thomas Helmer, deutscher Fußballspieler
- 21. April: Gerit Kling, deutsche Schauspielerin
- 21. April: Christina Plate, deutsche Schauspielerin
- 21. April: Álvaro Silva, portugiesischer Leichtathlet († 2025)
- 22. April: Clarissa Ahlers, deutsche Juristin, Journalistin und Fernsehmoderatorin
- 23. April: Donna Weinbrecht, US-amerikanische Freestyle-Skierin
- 24. April: Hagen Bogdanski, deutscher Regisseur und Kameramann
- 24. April: Claudius von Wrochem, deutscher Cellist
- 25. April: Jens Adler, deutscher Fußballspieler
- 26. April: Kevin James, US-amerikanischer Schauspieler
- 26. April: Amina Gusner, deutsche Schauspielerin und Regisseurin
- 26. April: Silvia Müller (alias Silvia K.), deutsches Verbrechensopfer und Buchautorin († 2016)
- 28. April: Gil Montandon, Schweizer Eishockeyspieler und -trainer
- 28. April: Sam Newsome, US-amerikanischer Jazzsaxophonist
- 28. April: Eva Twardokens, US-amerikanische Skirennläuferin
- 29. April: Angelo Alessio, italienischer Fußballspieler und -trainer
- 29. April: Sylvio Kroll, deutscher Kunstturner
- 30. April: Joachim Schultze, deutscher Krebsforscher
- 30. April: Gundula Gause, Nachrichtensprecherin beim ZDF
- 30. April: Adrian Pasdar, US-amerikanischer Schauspieler

### Mai
- 01. Mai: Gunnar Beck, deutscher Jurist, Rechtsphilosoph und Politiker
- 01. Mai: Debi Diamond, US-amerikanisches Fotomodell und Pornodarstellerin
- 03. Mai: Dirk Helmig, deutscher Fußballspieler
- 03. Mai: Ignatius Ephräm II. Karim, seit 2014 Patriarch von Antiochien und dem ganzen Orient der Syrisch-Orthodoxen Kirche
- 04. Mai: Peter Felten, deutscher Diplomat
- 05. Mai: Mark Keller, deutscher Schauspieler
- 05. Mai: Carmen Geiss, deutsche Unternehmerin und Fernsehdarstellerin
- 05. Mai: George Kurtz, US-amerikanischer Unternehmer und Autorennfahrer
- 05. Mai: Chris McMurry, US-amerikanischer Automobilrennfahrer
- 05. Mai: Alejandra Riera, argentinische Künstlerin
- 05. Mai: John Riiber, norwegischer Nordischer Kombinierer
- 05. Mai: Jolanda Vogt-Kindle, liechtensteinische Skirennläuferin
- 06. Mai: Leslie Hope, kanadische Schauspielerin
- 06. Mai: Marijan Mrmić, kroatischer Fußballspieler
- 06. Mai: Greg Poss, US-amerikanischer Eishockeytrainer
- 06. Mai: Nathalie Stutzmann, französische Altistin
- 07. Mai: Henrik Andersen, dänischer Fußballspieler
- 07. Mai: Owen Hart, kanadisch-amerikanischer Wrestler († 1999)
- 08. Mai: Shiny Abraham, indische Leichtathletin
- 08. Mai: Antonio Ananiew, bulgarischer Fußballtorhüter
- 08. Mai: Hans Engelsen Eide, norwegischer Freestyle-Skier
- 09. Mai: Schanar Aitschanowa, kasachische Politikerin
- 09. Mai: Ghadah Al-Akel, deutsche Schauspielerin und Synchronsprecherin
- 09. Mai: Marcus Kretzer, deutscher Pianist und Klavierpädagoge
- 09. Mai: Steve Yzerman, kanadischer Eishockeyspieler
- 10. Mai: Linda Evangelista, kanadisches Mannequin und Fotomodell
- 10. Mai: Philip Harper, US-amerikanischer Jazz-Trompeter
- 10. Mai: Michael Regener, Sänger der verbotenen Rechtsrock-Band Landser
- 10. Mai: Roswitha Meyer, österreichische Schauspielerin
- 10. Mai: Frère Matthew, Prior der Gemeinschaft von Taizé

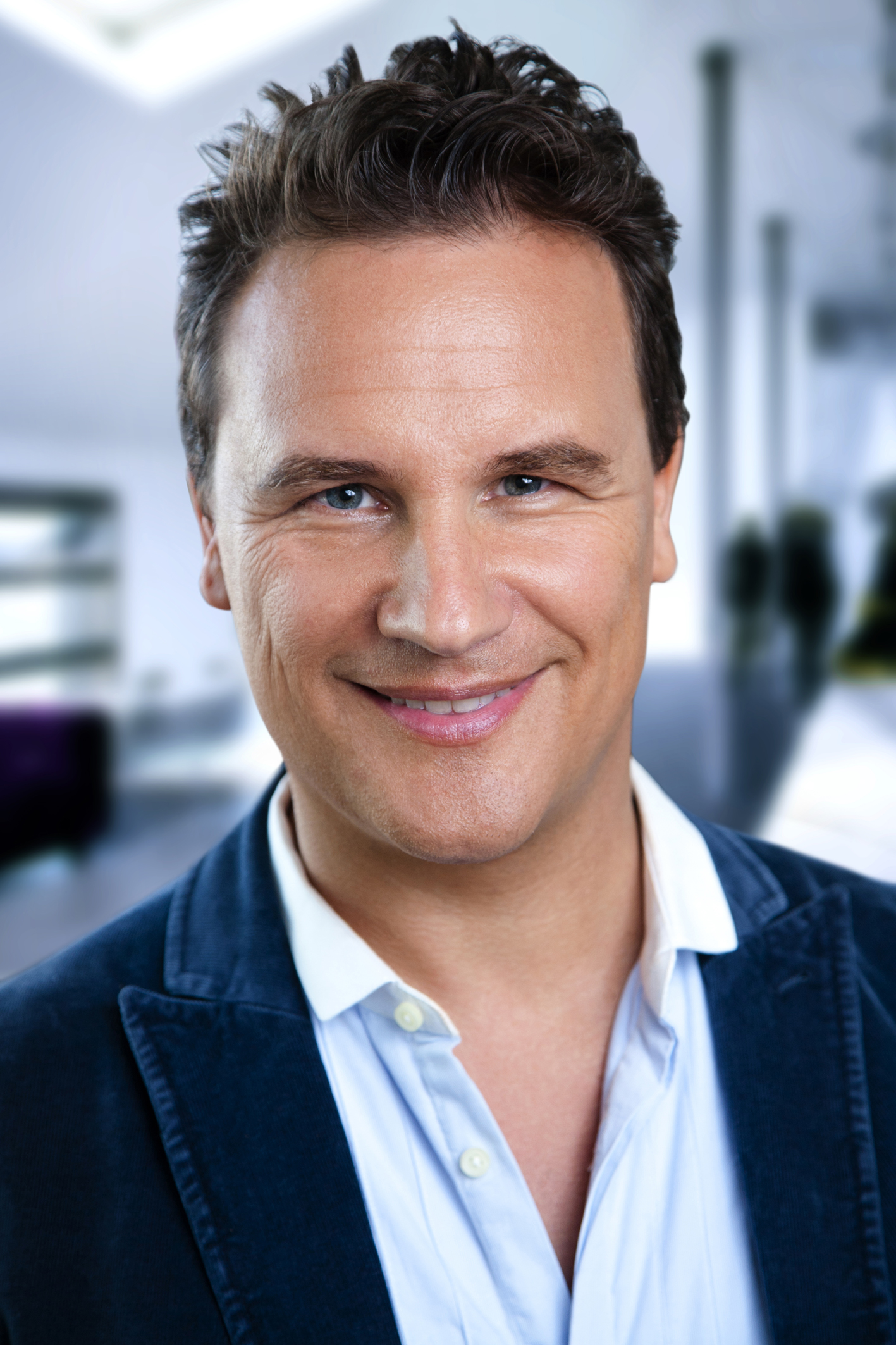
Guido Maria Kretschmer

- 11. Mai: Guido Maria Kretschmer, deutscher Modedesigner
- 11. Mai: Marty Chan, kanadischer Schriftsteller
- 11. Mai: Stefano Domenicali, italienischer Teamchef der Scuderia Ferrari
- 11. Mai: Charles-Louis Seck, senegalesischer Leichtathlet
- 12. Mai: Renée Toft Simonsen, dänisches Model und Kinderbuchautorin
- 13. Mai: Eberhard Carl, deutscher Fußballspieler
- 13. Mai: Stefan Hansen, deutscher Komponist
- 13. Mai: Lari White, US-amerikanische Country-Sängerin und Songwriterin († 2018)
- 14. Mai: Eoin Colfer, irischer Schriftsteller
- 14. Mai: Christophe Marguet, französischer Jazzschlagzeuger
- 15. Mai: George Fouché, südafrikanischer Automobilrennfahrer († 2023)
- 15. Mai: Carlos Castaño Gil, kolumbianischer Paramilitär († 2004)
- 15. Mai: Sabine Küchler, deutsche Schriftstellerin
- 15. Mai: Raí, brasilianischer Fußballspieler
- 16. Mai: Krist Novoselic, US-amerikanischer Musiker
- 17. Mai: Claudia Koll, italienische Schauspielerin
- 17. Mai: Trent Reznor, Gründer und Bandleader der Band Nine Inch Nails
- 18. Mai: Heiko Burmeister, deutscher Handballspieler und -trainer
- 18. Mai: Ingo Schwichtenberg, Schlagzeuger der Band Helloween († 1995)
- 20. Mai: Bruno Marie-Rose, französischer Leichtathlet und Olympionike
- 20. Mai: Jean-Charles Trouabal, französischer Leichtathlet und Olympionike
- 20. Mai: Hans-Peter Liese, deutscher Europaabgeordneter
- 20. Mai: Roberta Brunet, italienische Leichtathletin und Olympionikin
- 20. Mai: Kristina Andersson, schwedische Skirennläuferin
- 20. Mai: Ted Allen, US-amerikanischer Autor und Fernsehmoderator
- 21. Mai: Eva-Maria Admiral, österreichische Schauspielerin

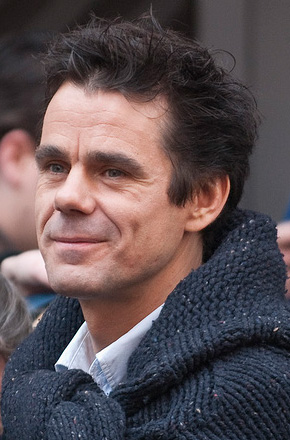
Tom Tykwer, 2009

- 23. Mai: Christine Edda Antorini, dänische Politikerin
- 23. Mai: Manolo Sanchís, spanischer Fußballspieler
- 23. Mai: Tom Tykwer, deutscher Filmregisseur und Filmproduzent
- 24. Mai: John C. Reilly, US-amerikanischer Schauspieler
- 24. Mai: Jens Becker, deutscher Musiker
- 25. Mai: Simon Fowler, britischer Sänger und Gitarrist
- 25. Mai: Yahya Jammeh, Staatspräsident von Gambia
- 25. Mai: Sirka Schwartz-Uppendieck, deutsche Kirchenmusikdirektorin, Organistin und Pianistin
- 26. Mai: Wayne Kramer, südafrikanischer Regisseur, Produzent und Drehbuchautor
- 26. Mai: Christina Lux, deutsche Musikerin, Sängerin, Gitarristin und Komponistin
- 27. Mai: Pat Cash, australischer Tennisspieler
- 28. Mai: Alon Abutbul, israelischer Schauspieler († 2025)
- 28. Mai: Michael Thalheimer, deutscher Regisseur
- 28. Mai: André Trulsen, deutscher Fußballspieler
- 29. Mai: Pierre François Aubameyang, gabunischer Fußballspieler, Fußballtrainer, Scout und Berater
- 30. Mai: Harald Glööckler, deutscher Modeschöpfer
- 30. Mai: Anna Langhoff, deutsche Schriftstellerin
- 31. Mai: Natalie Scharf, deutsche Drehbuchautorin

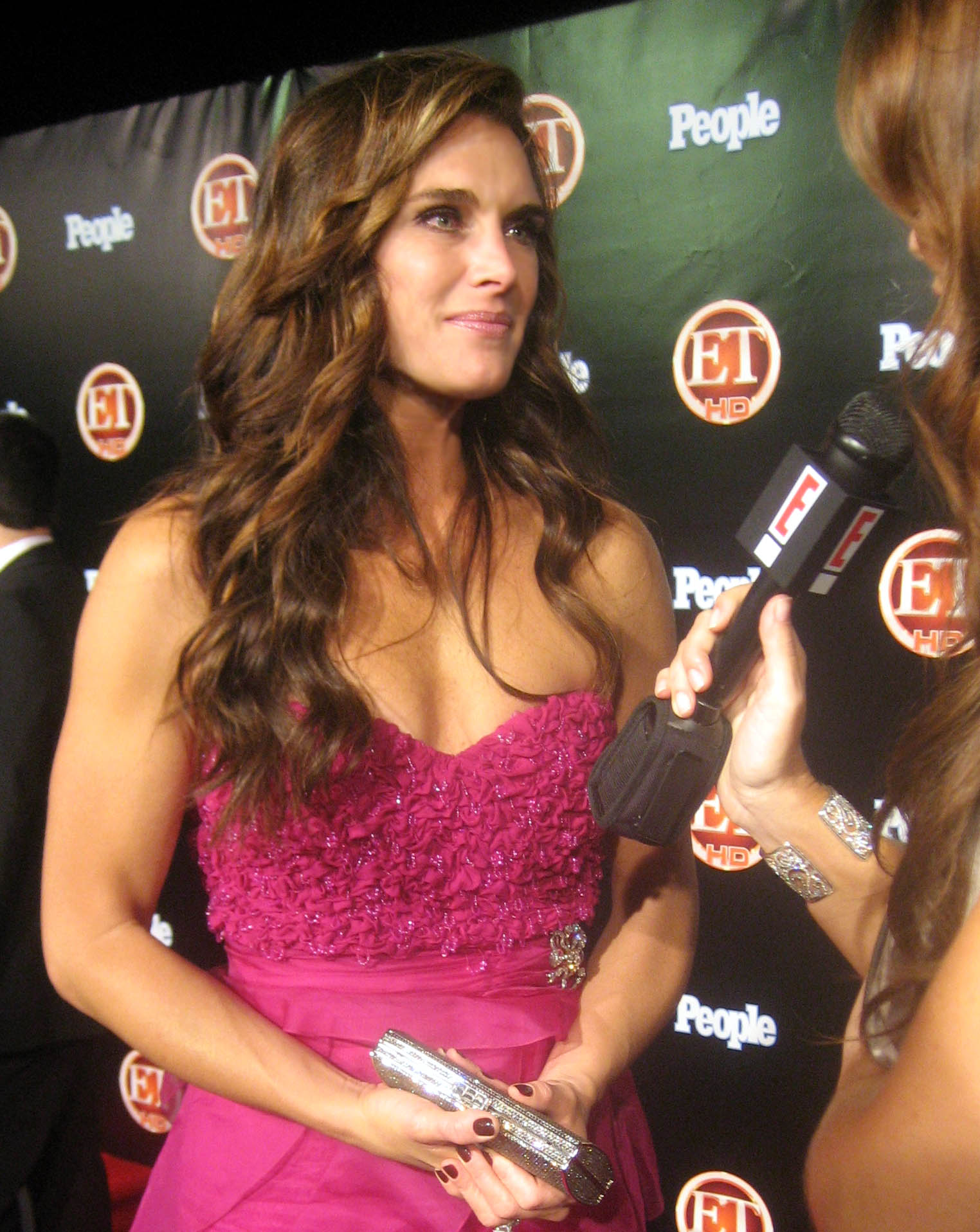
Brooke Shields, 2008

- 31. Mai: Brooke Shields, US-amerikanische Schauspielerin
- 31. Mai: Isabell Zacharias, deutsche Politikerin

### Juni

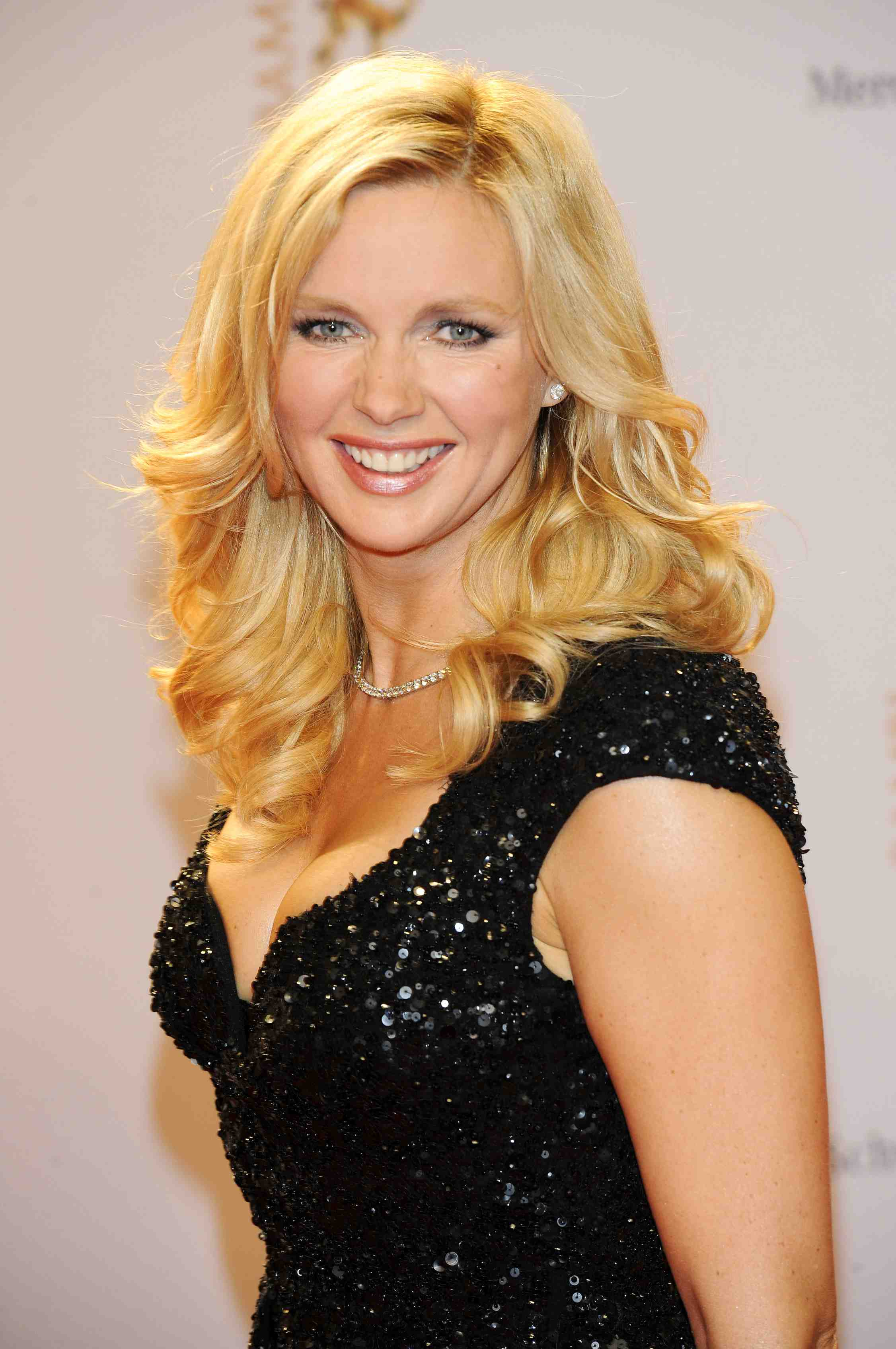
Veronica Ferres, 2012

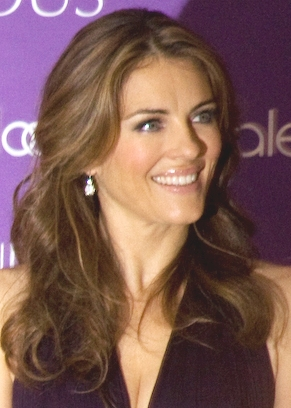
Elizabeth Hurley, 2008

- 01. Juni: Olga Nasarowa, russische Leichtathletin und Olympiasiegerin
- 01. Juni: Nigel Short, englischer Schach-Großmeister
- 01. Juni: Walther Soyka, österreichischer Musiker († 2025)
- 02. Juni: Jasper Blom, niederländischer Jazzsaxophonist
- 02. Juni: Jens-Peter Herold, deutscher Leichtathlet
- 02. Juni: Jim Knipfel, US-amerikanischer Schriftsteller
- 03. Juni: Helena Fuchsová, tschechische Leichtathletin († 2021)
- 03. Juni: Anja Langer, deutsche Bodybuilderin
- 03. Juni: Peter Mattei, schwedischer Opernsänger (Bariton)
- 03. Juni: Albrecht Mayer, deutscher Oboist
- 03. Juni: Thomas Ohrner, deutscher Fernsehmoderator und Schauspieler
- 03. Juni: Stefan Oster, deutscher Salesianerpater, Bischof von Passau
- 04. Juni: Armin Eich, deutscher Althistoriker
- 04. Juni: Andrea Jaeger, US-amerikanische Tennisspielerin
- 04. Juni: Mick Doohan, australischer Motorradrennfahrer
- 05. Juni: Sandrine Piau, französische Opernsängerin
- 06. Juni: Donat Acklin, Schweizer Bobfahrer
- 06. Juni: Ogata Megumi, japanische Seiyu- und J-Pop-Sängerin
- 07. Juni: Mick Foley, US-amerikanischer Wrestler und Autor
- 08. Juni: Kazuoki Kodama, japanischer Nordischer Kombinierer
- 09. Juni: Giuseppe Cipriani, italienischer Rennfahrer
- 09. Juni: Manuela Oschmann, deutsche Skilangläuferin
- 10. Juni: Susanne Albers, deutsche Informatikerin und Universitätsprofessorin
- 10. Juni: Veronica Ferres, deutsche Schauspielerin
- 10. Juni: Elizabeth Hurley, britische Schauspielerin

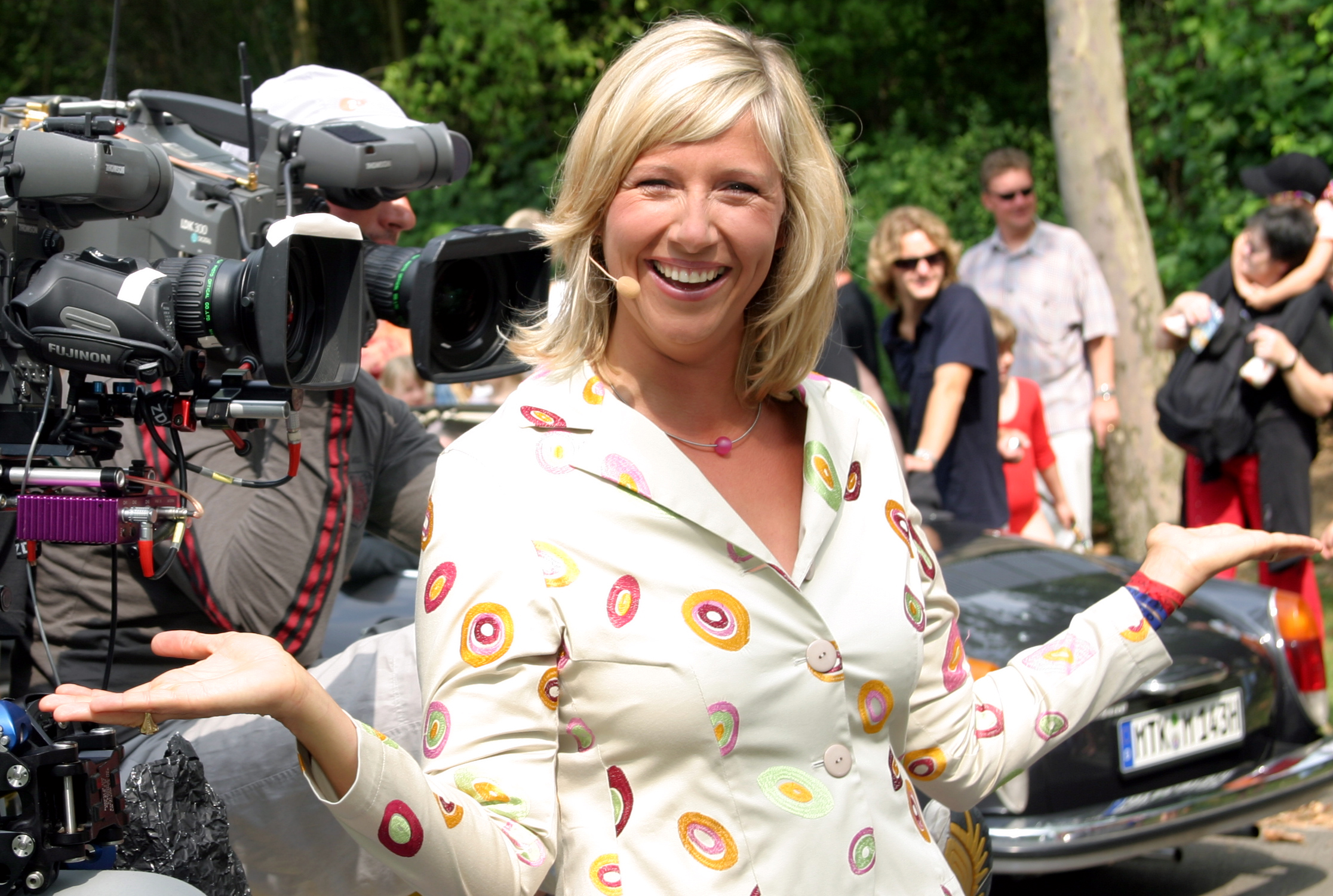
Andrea Kiewel, 2005

- 10. Juni: Andrea Kiewel, deutsche TV-Moderatorin
- 11. Juni: Lars Henrik Gass, deutscher Autor
- 11. Juni: Martina Hefter, deutsche Schriftstellerin und Performancekünstlerin
- 11. Juni: Michael Naseband, deutscher Polizist
- 11. Juni: Christian Streich, deutscher Fußballtrainer
- 11. Juni: Manuel Uribe, mexikanischer Mann, der einer der schwersten Männer in der medizinischen Geschichte († 2014)
- 12. Juni: Talal Arslan, libanesischer Politiker
- 12. Juni: Wolfgang Herrndorf, deutscher Schriftsteller († 2013)
- 12. Juni: Karin Thaler, deutsche Schauspielerin
- 12. Juni: Filip Topol, tschechischer Sänger, Songwriter und Pianist († 2013)
- 12. Juni: Gwen Torrence, US-amerikanische Leichtathletin und Olympiasiegerin
- 12. Juni: Vicky Vette, norwegisch-kanadische Pornodarstellerin
- 13. Juni: Michael Klemm, deutscher Handballspieler
- 16. Juni: J. B. Gouthier, deutscher Gitarrist, Komponist und Musiker
- 16. Juni: Holger Kunkel, deutscher Schauspieler
- 16. Juni: Marko Mutapčić, kroatischer Fußballspieler
- 17. Juni: Richard Auer, deutscher Krimiautor und Journalist
- 17. Juni: Dermontti Dawson, US-amerikanischer American-Football-Spieler
- 17. Juni: Carlos Medina, andorranischer Fußballspieler
- 17. Juni: Ralf Lübke, deutscher Leichtathlet
- 17. Juni: Alexandra Ludwig, deutsche Synchronsprecherin
- 19. Juni: Sabine Braun, deutsche Leichtathletin und Olympionikin
- 19. Juni: Sadie Frost, englische Schauspielerin
- 19. Juni: Christine Lambrecht, deutsche Politikerin
- 20. Juni: Benoît Brière, kanadischer Schauspieler
- 21. Juni: Yang Liwei, erster chinesischer Astronaut
- 21. Juni: Ruperta Lichtenecker, österreichische Politikerin und Bundesrat
- 23. Juni: Manuel Andrack, deutscher Fernsehredakteur, Autor und Sidekick der Harald Schmidt Show
- 23. Juni: Michael Twittmann, deutscher Ruderer

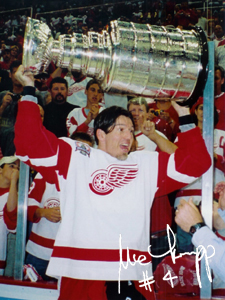
Uwe Krupp

- 24. Juni: Uwe Krupp, deutscher Eishockeyspieler, Trainer
- 26. Juni: Emanuele Arciuli, italienischer Pianist
- 26. Juni: Ulrich Derad, deutscher Handballspieler
- 27. Juni: Isabella Archan, österreichische Schauspielerin, Hörspielsprecherin und Krimiautorin
- 27. Juni: Stefan Kroll, deutscher Historiker
- 28. Juni: Hansjörg Aschenwald, österreichischer nordischer Kombinierer
- 28. Juni: John Medeski, US-amerikanischer Organist, Keyboarder und Komponist
- 28. Juni: Eric Steiner, deutscher Gynäkologe und Geburtshelfer
- 28. Juni: Thomas Vogel, deutscher Fußballspieler
- 29. Juni: Michaela Erler, deutsche Handballspielerin
- 30. Juni: Mitch Richmond, US-amerikanischer Basketballspieler

### Juli
- 01. Juli: Carl Fogarty, britischer Motorradrennfahrer
- 02. Juli: Norbert Röttgen, deutscher Politiker und MdB, Jurist

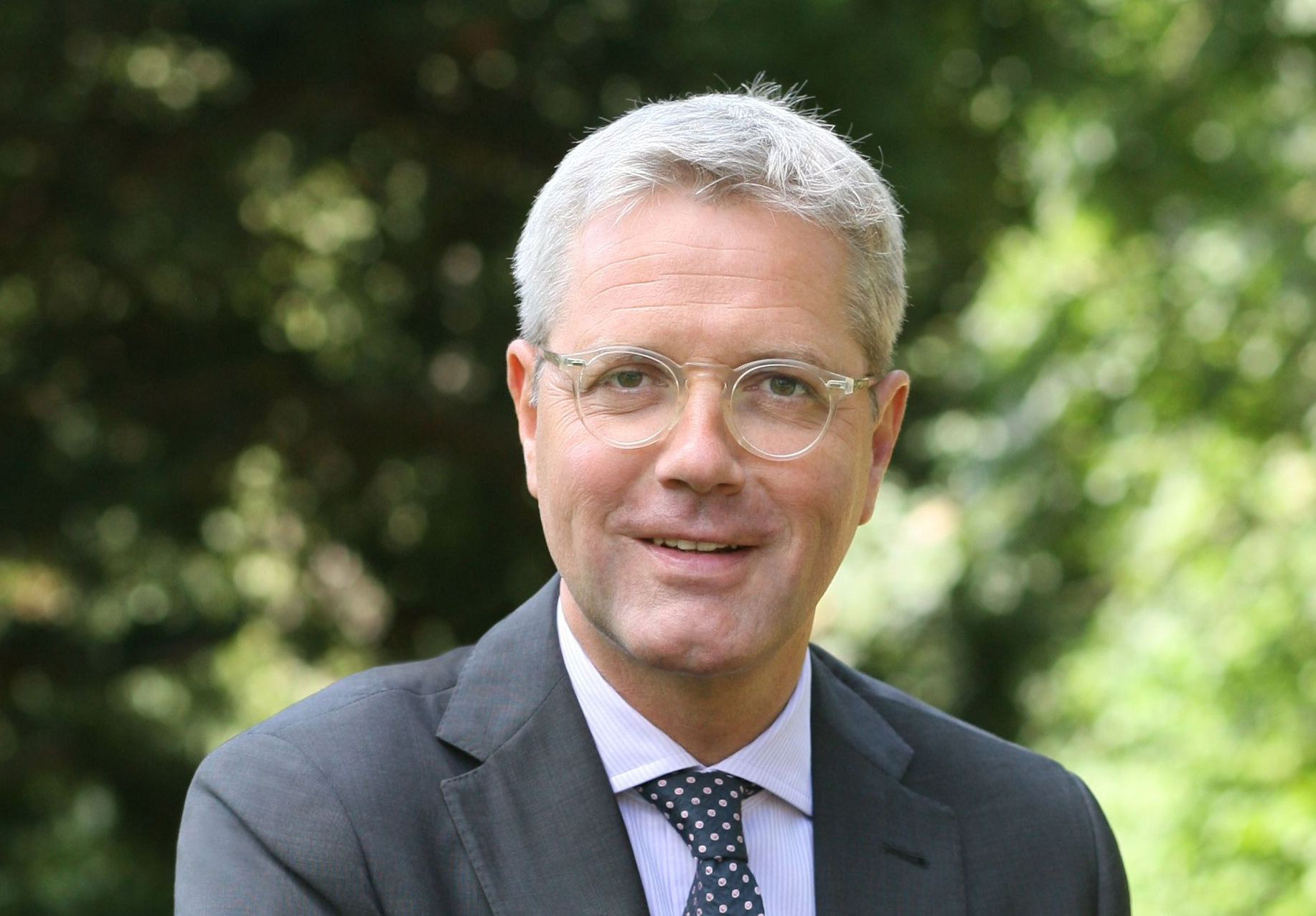
Norbert Röttgen, 2012

- 02. Juli: Michael Kreindl, deutscher Filmregisseur
- 02. Juli: Trine-Lise Væring, dänische Jazzsängerin und Songwriterin
- 03. Juli: Connie Nielsen, dänische Schauspielerin
- 03. Juli: Hans Dorfner, deutscher Fußballspieler
- 04. Juli: Michael Apitz, deutscher Maler und Comiczeichner
- 04. Juli: Harvey Grant, US-amerikanischer Basketballspieler
- 04. Juli: Horace Grant, US-amerikanischer Basketballspieler
- 04. Juli: Giancarlo Marocchi, italienischer Fußballspieler
- 05. Juli: Eyran Katsenelenbogen, amerikanischer Jazzpianist
- 05. Juli: Tom Quaas, deutscher Schauspieler und Regisseur
- 06. Juli: Jens Müller, deutscher Rennrodler und Olympiasieger
- 06. Juli: Hannes Zehentner, deutscher Skirennläufer
- 07. Juli: Jeremy Guscott, englischer Rugbyspieler
- 07. Juli: Velia Krause, deutsche Schauspielerin
- 08. Juli: John Shackley, englischer Schauspieler
- 09. Juli: Tom Jahn, deutscher Schauspieler
- 10. Juli: Alexia von Griechenland, Prinzessin von Griechenland
- 10. Juli: Xuan Bello, spanischer Dichter und Schriftsteller († 2025)
- 10. Juli: Gabriela Maria Schmeide, deutsch-sorbische Schauspielerin
- 11. Juli: Andreas Fröhlich, Schauspieler, Synchronregisseur und Dialogbuchautor
- 11. Juli: Albert Sánchez Piñol, spanischer Anthropologe und Schriftsteller
- 12. Juli: Lothar Keller, deutscher Journalist und Fernsehmoderator
- 13. Juli: Arnd Schmitt, deutscher Fechter
- 14. Juli: Igor Choroschew, russischer Musiker
- 14. Juli: Michael Larsen, deutscher Sänger, Moderator, Komponist und Textdichter
- 14. Juli: Tan Liangde, chinesischer Wasserspringer und Olympiateilnehmer
- 14. Juli: Friedrich Kleinhapl, österreichischer Cellist mit belgischen Wurzeln
- 16. Juli: Gianni Faresin, italienischer Radrennfahrer
- 16. Juli: Claude Lemieux, kanadischer Eishockeyspieler
- 17. Juli: Stefan Henze, deutscher Politiker
- 17. Juli: Bastian Sick, deutscher Journalist, Lektor, Übersetzer und Sachbuchautor
- 18. Juli: Eva Ionesco, französische Schauspielerin
- 18. Juli: Vesselina Kasarova, bulgarische Sopranistin
- 18. Juli: Petra Schersing, deutsche Sprinterin
- 19. Juli: Evelyn Glennie, britische Schlagzeugerin und Komponistin
- 19. Juli: Martin Heidingsfelder, deutscher Diplom-Kaufmann und Mitgründer von VroniPlag Wiki
- 19. Juli: Claus-Dieter Wollitz, deutscher Fußballspieler und -trainer
- 20. Juli: Joseph John Arlauckas, US-amerikanischer Basketballspieler
- 21. Juli: Ibrahim Bilali, kenianischer Boxer
- 21. Juli: Jovy Marcelo, philippinischer Automobilrennfahrer († 1992)
- 22. Juli: Robert Brown Aderholt, US-amerikanischer Politiker
- 22. Juli: Karl Koch, deutscher Hacker († 1989)
- 22. Juli: Shawn Michaels, US-amerikanischer Wrestler
- 23. Juli: Patrick Lencioni, US-amerikanischer Manager, Berater, Referent und Buchautor
- 23. Juli: Jörg Stübner, deutscher Fußballer († 2019)
- 23. Juli: Saul Hudson (Slash), britisch-US-amerikanischer Gitarrist der Rock-Band Guns N’ Roses

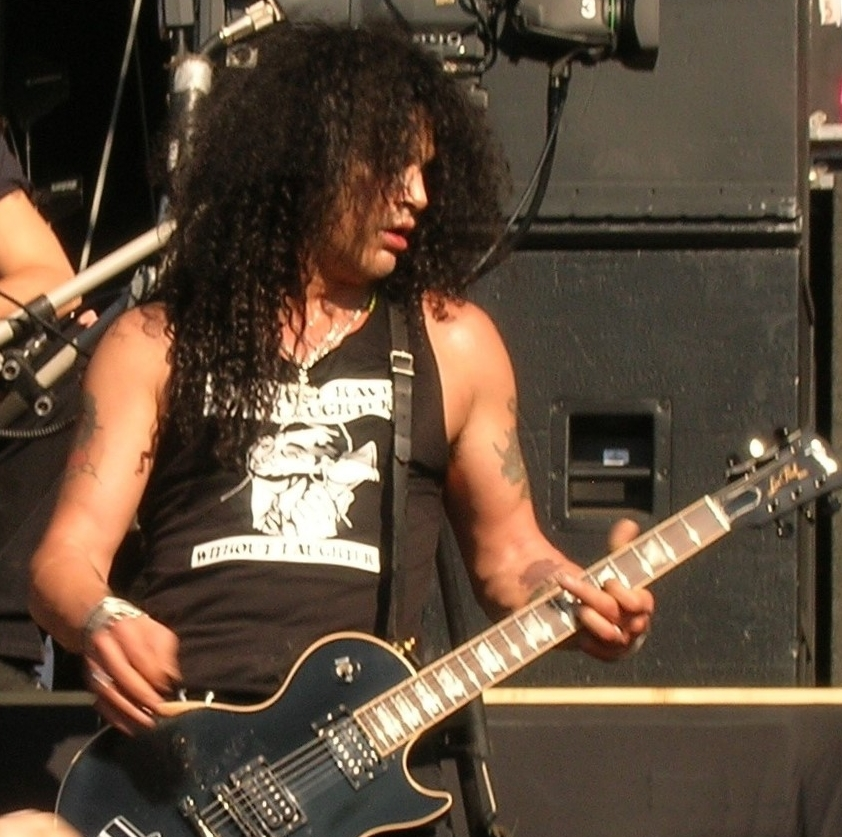
Slash, 2005

- 24. Juli: Doug Liman, US-amerikanischer Regisseur und Produzent
- 25. Juli: Ina Müller, deutsche Sängerin und Fernsehmoderatorin

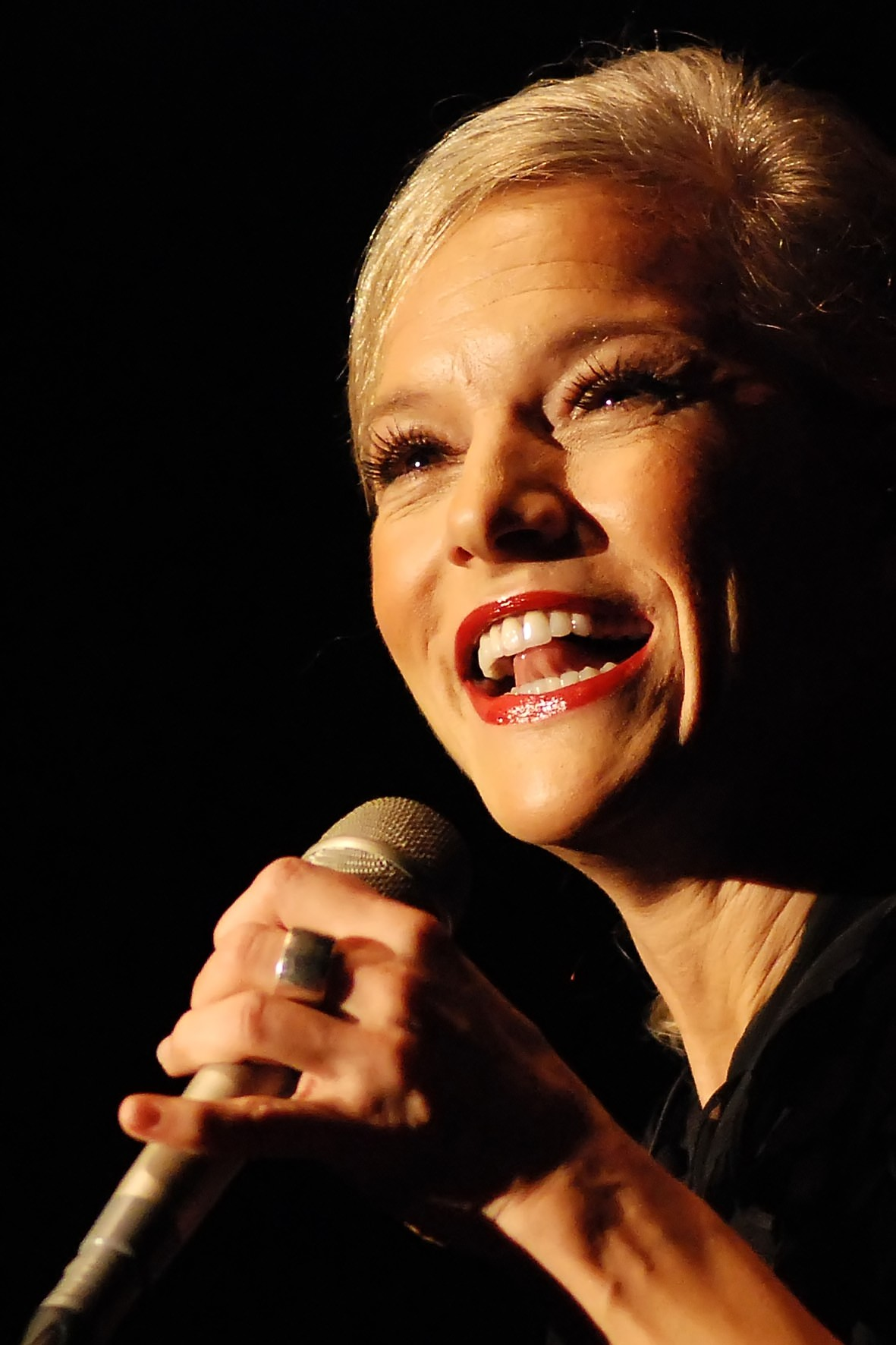
Ina Müller, 2008

- 25. Juli: Dagmar Trodler, deutsche Schriftstellerin
- 25. Juli: Illeana Douglas, US-amerikanische Schauspielerin
- 25. Juli: Marty Brown, US-amerikanischer Country-Sänger
- 26. Juli: Jeremy Piven, US-amerikanischer Schauspieler
- 27. Juli: José Luis Chilavert, paraguayischer Fußballspieler
- 27. Juli: Trifon Iwanow, bulgarischer Fußballspieler († 2016)
- 27. Juli: Heiko Triepel, deutscher Handballspieler und -trainer
- 28. Juli: Jens Hänisch, deutscher Journalist und Fernsehmoderator
- 28. Juli: Delfeayo Marsalis, US-amerikanischer Jazzposaunist
- 28. Juli: Daniela Mercury, brasilianische Sängerin
- 28. Juli: Pedro Troglio, argentinischer Fußballspieler und -trainer
- 29. Juli: Maud Ackermann, deutsche Synchronsprecherin
- 29. Juli: Chang-Rae Lee, US-amerikanischer Schriftsteller
- 31. Juli: Mario von Appen, deutscher Kanute
- 31. Juli: Joanne K. Rowling, britische Schriftstellerin, Autorin von Harry Potter

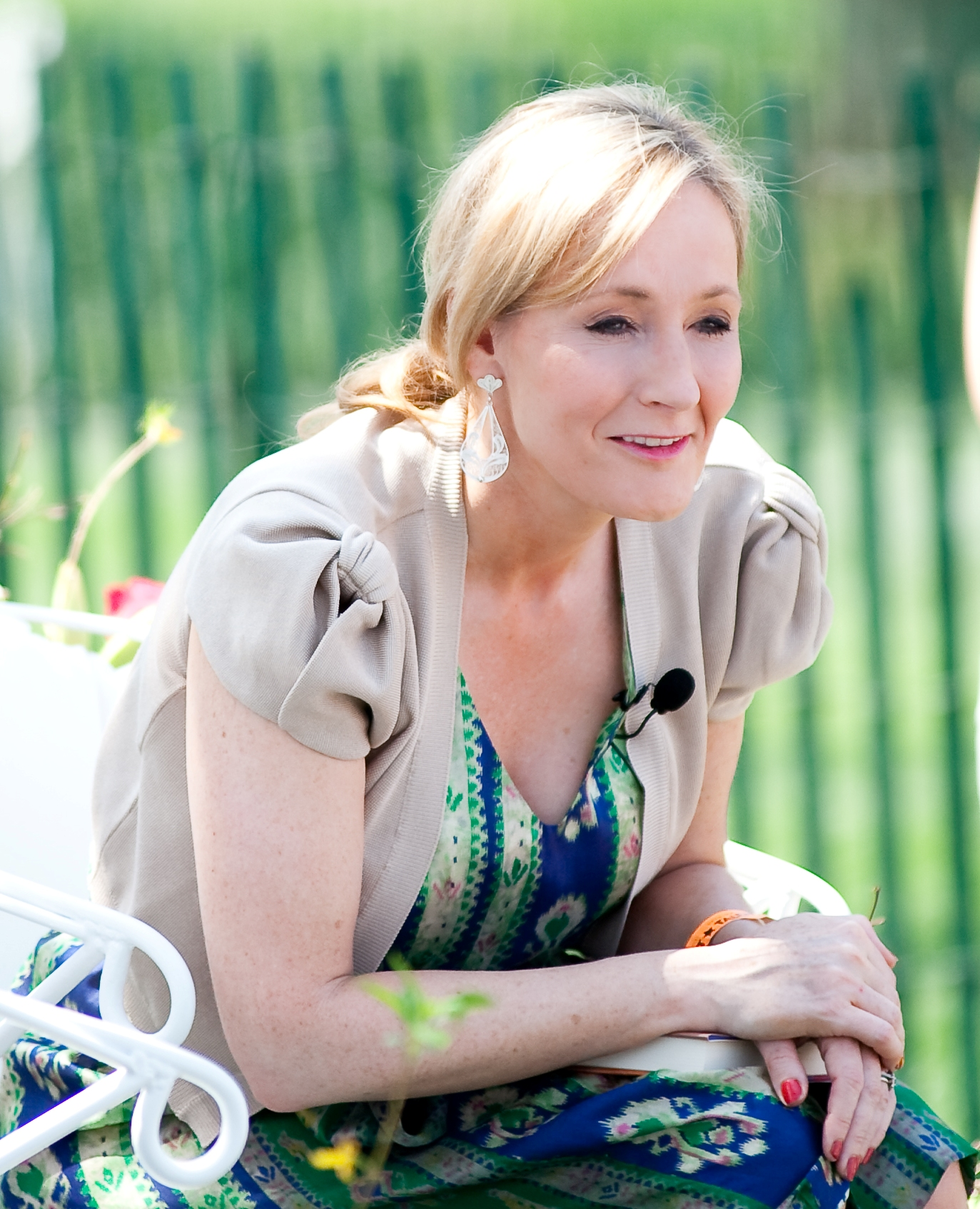
Joanne K. Rowling, 2010

### August
- 01. August: Manuela Auer, österreichische Politikerin
- 01. August: Hervé Bourjade, französischer Autorennfahrer
- 01. August: Sam Mendes, britischer Regisseur
- 01. August: Theodoros Theodoridis, griechischer Fußballfunktionär
- 02. August: Katrin Müller-Hohenstein, deutsche Radio- und Fernsehmoderatorin
- 03. August: Beatrice Weder di Mauro, Schweizer Ökonomin
- 04. August: Neus Asensi, spanische Schauspielerin
- 04. August: Dennis Lehane, US-amerikanischer Krimiautor
- 04. August: Fredrik Reinfeldt, schwedischer Ministerpräsident
- 04. August: Michael Skibbe, deutscher Fußballspieler und Trainer
- 05. August: Kazim Abaci, deutscher Unternehmensberater und Politiker
- 06. August: Juliane Köhler, deutsche Schauspielerin
- 06. August: Rudel Obreja, rumänischer Boxer und Sportfunktionär († 2023)

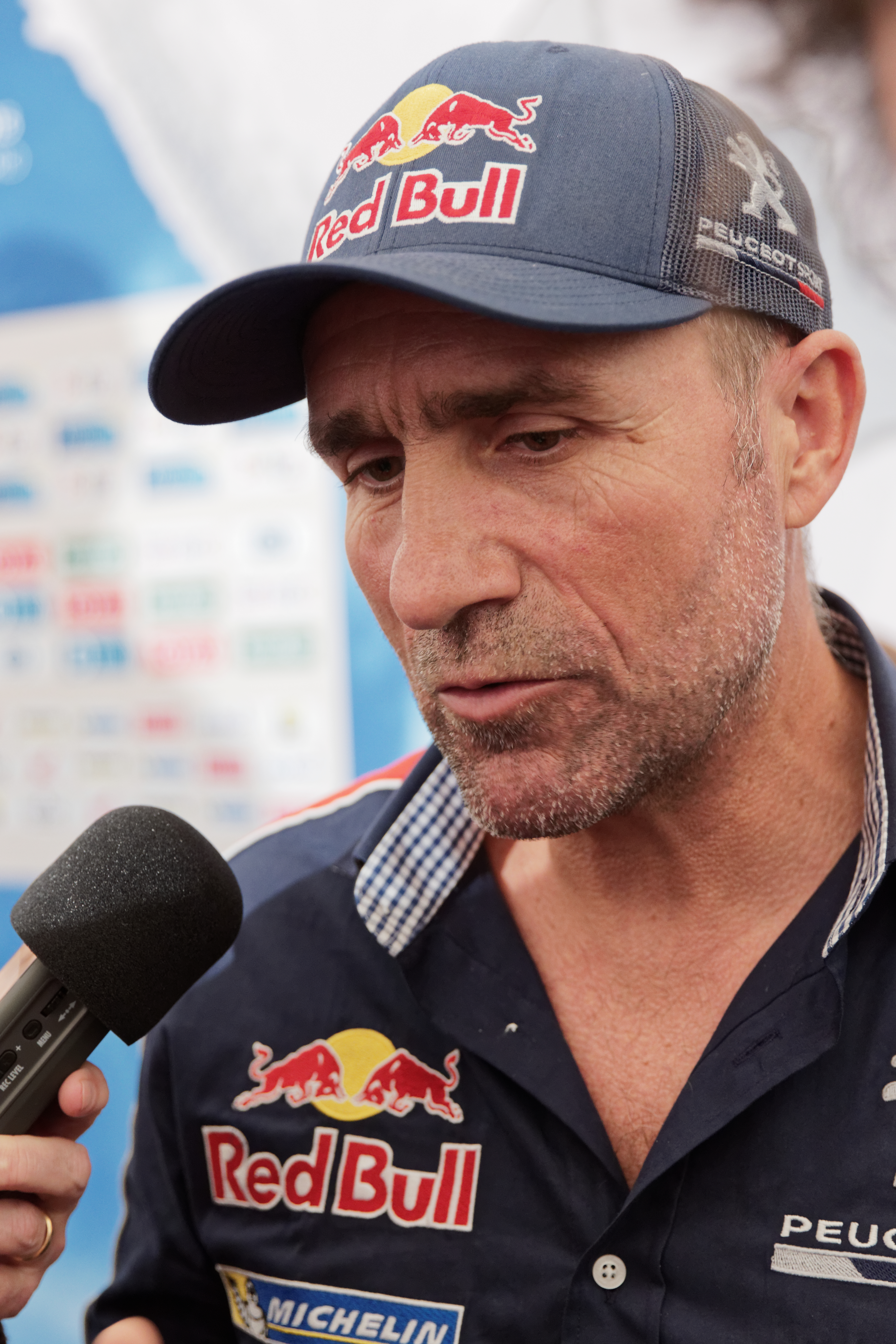
Stéphane Peterhansel, 2015

- 06. August: Stéphane Peterhansel, französischer Rallyefahrer
- 06. August: Luc Alphand, französischer Skirennläufer und Motorsportler
- 06. August: Yuki Kajiura, japanische Komponistin
- 06. August: David Robinson, US-amerikanischer Basketball-Spieler
- 06. August: Ravi Coltrane, US-amerikanischer Jazzsaxophonist
- 06. August: Cherno Jobatey, deutscher Fernsehmoderator
- 06. August: Jens Skwirblies, deutscher Musiker und Produzent
- 07. August: Jocelyn Gaétan Angloma, französischer Fußballspieler
- 07. August: Bernd Truntschka, deutscher Eishockeyspieler
- 08. August: Achim Hagemann, deutscher Komponist und Musiker
- 08. August: Marion Mitterhammer, österreichische Schauspielerin
- 08. August: Tor Skeie, norwegischer Freestyle-Skier
- 08. August: Andreas Wahl, deutscher Jazzmusiker
- 09. August: Aleksandar Abutovic, serbischer Fußballspieler
- 09. August: Konrad Auer, italienischer Alpinist
- 09. August: Sabine Petzl, österreichische Schauspielerin
- 10. August: Claudia Christian, US-amerikanische Schauspielerin, Regisseurin, Sängerin und Musikerin
- 11. August: Thomas Alkier, deutscher Jazzmusiker
- 11. August: Predrag Jovanović, jugoslawischer Fußballspieler
- 12. August: Peter Krause, US-amerikanischer Film- und Fernsehschauspieler
- 14. August: Terry Richardson, US-amerikanischer Fotograf
- 15. August: Rob Thomas, US-amerikanischer Schriftsteller, Drehbuchautor und Fernsehproduzent
- 16. August: Ercan Durmaz, deutscher Schauspieler türkischer Abstammung
- 16. August: Stéphane Picq, französischer Komponist († 2025)
- 17. August: Mak Ka Lok, macauischer Automobilrennfahrer
- 17. August: David H. McCormick, US-amerikanischer Offizier, Beamter, Consultant und Manager
- 17. August: Anton Pfeffer, österreichischer Fußballspieler
- 17. August: Felix Weber, deutscher Künstler
- 19. August: Hans-Georg Ambrosius, deutscher bildender Künstler († 2007)
- 19. August: Maria de Medeiros, portugiesische Schauspielerin, Sängerin, Regisseurin und Drehbuchautorin

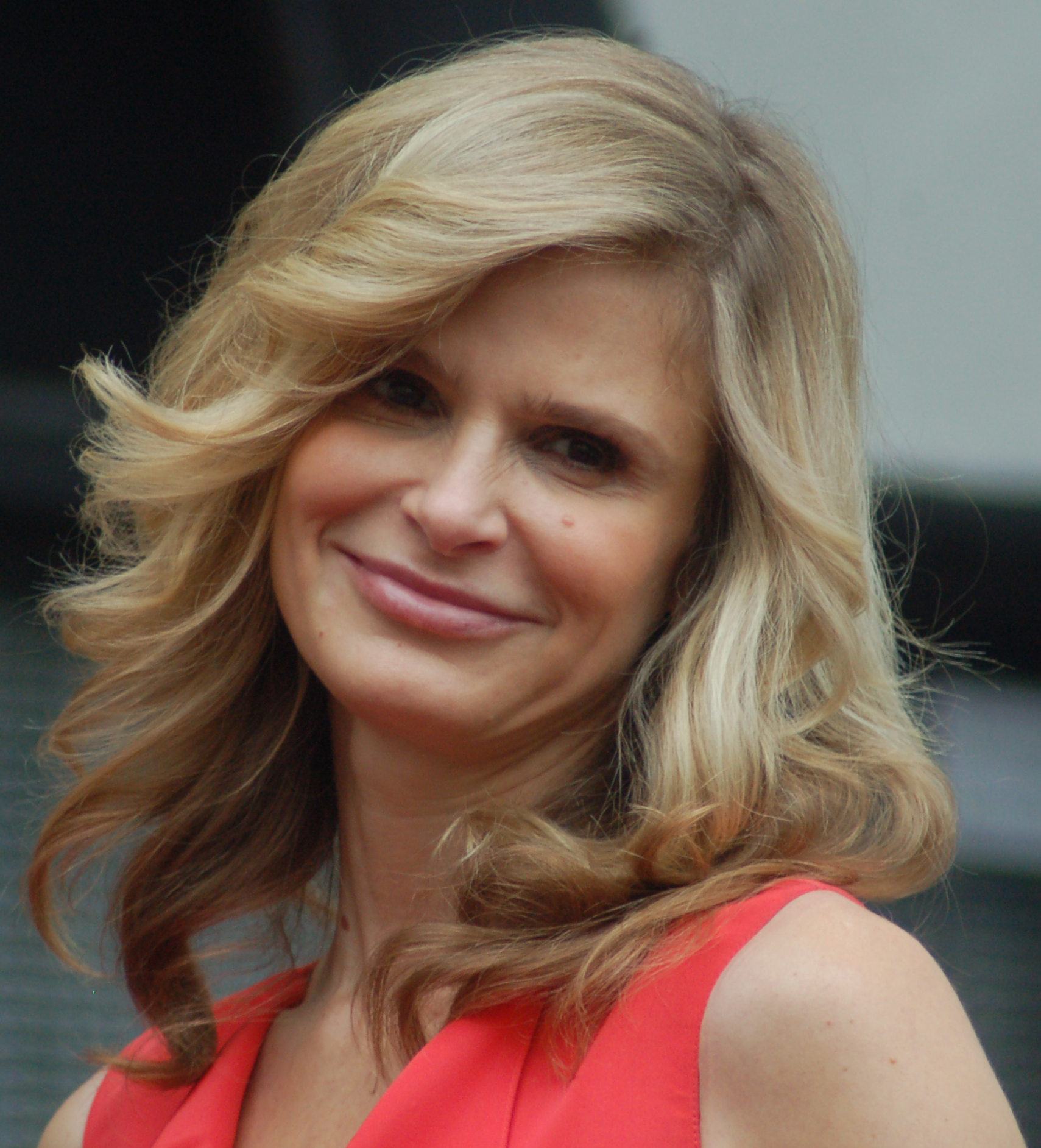
Kyra Sedgwick, 2009

- 19. August: Kyra Sedgwick, US-amerikanische Film- und Fernsehschauspielerin
- 20. August: KRS-One, US-amerikanischer Rapper und Produzent
- 20. August: Laurent Lécuyer, Schweizer Automobilrennfahrer
- 20. August: Raphael Sperrer, österreichischer Rallyefahrer
- 22. August: Franko Bogdan, kroatischer Fußballspieler
- 22. August: Nurida Gadirova, aserbaidschanische Autorin und Prähistorikerin
- 22. August: Thaddeus McCotter, US-amerikanischer Politiker
- 22. August: David Reimer, kanadischer Staatsbürger († 2004)
- 22. August: Jochen Stay, deutscher Umweltaktivist und Publizist († 2022)
- 23. August: Roger Avary, US-amerikanischer Filmregisseur und Autor
- 23. August: Stefan Herre deutscher Blogger und politischer Aktivist
- 23. August: Alexander Nützenadel, deutscher Historiker
- 24. August: Sylvia Eder, österreichische Skirennläuferin
- 24. August: Pavel Telička, tschechischer Politiker und EU-Kommissar
- 24. August: Marlee Matlin, US-amerikanische Schauspielerin
- 24. August: Reggie Miller, US-amerikanischer Basketballspieler
- 25. August: Holger Aden, deutscher Fußballstürmer und Fußballtrainer
- 26. August: Ekkehard Rumpf, deutscher Politiker
- 27. August: Rez Abbasi, US-amerikanischer Fusion- und Jazz-Gitarrist, Musikproduzent und Komponist
- 27. August: Thomas Dörflinger, deutscher Politiker
- 27. August: Karim Ojjeh, saudischer Unternehmer und Automobilrennfahrer
- 28. August: Amanda Tapping, britische Schauspielerin
- 28. August: Andrés Cea Galán, spanischer Musiker
- 28. August: Shania Twain, kanadische Sängerin
- 29. August: Peter Andersson, schwedischer Eishockeyspieler und -trainer
- 29. August: Nedeljko Ašćerić, österreichischer Basketballtrainer und -spieler
- 29. August: Patrick O’Flynn, britischer Politiker († 2025)
- 29. August: Gerhard Rodax, österreichischer Fußballspieler († 2022)
- 31. August: Henry Acquah, ghanaischer Fußballspieler
- 31. August: Céline Bonnier, kanadische Schauspielerin

### September

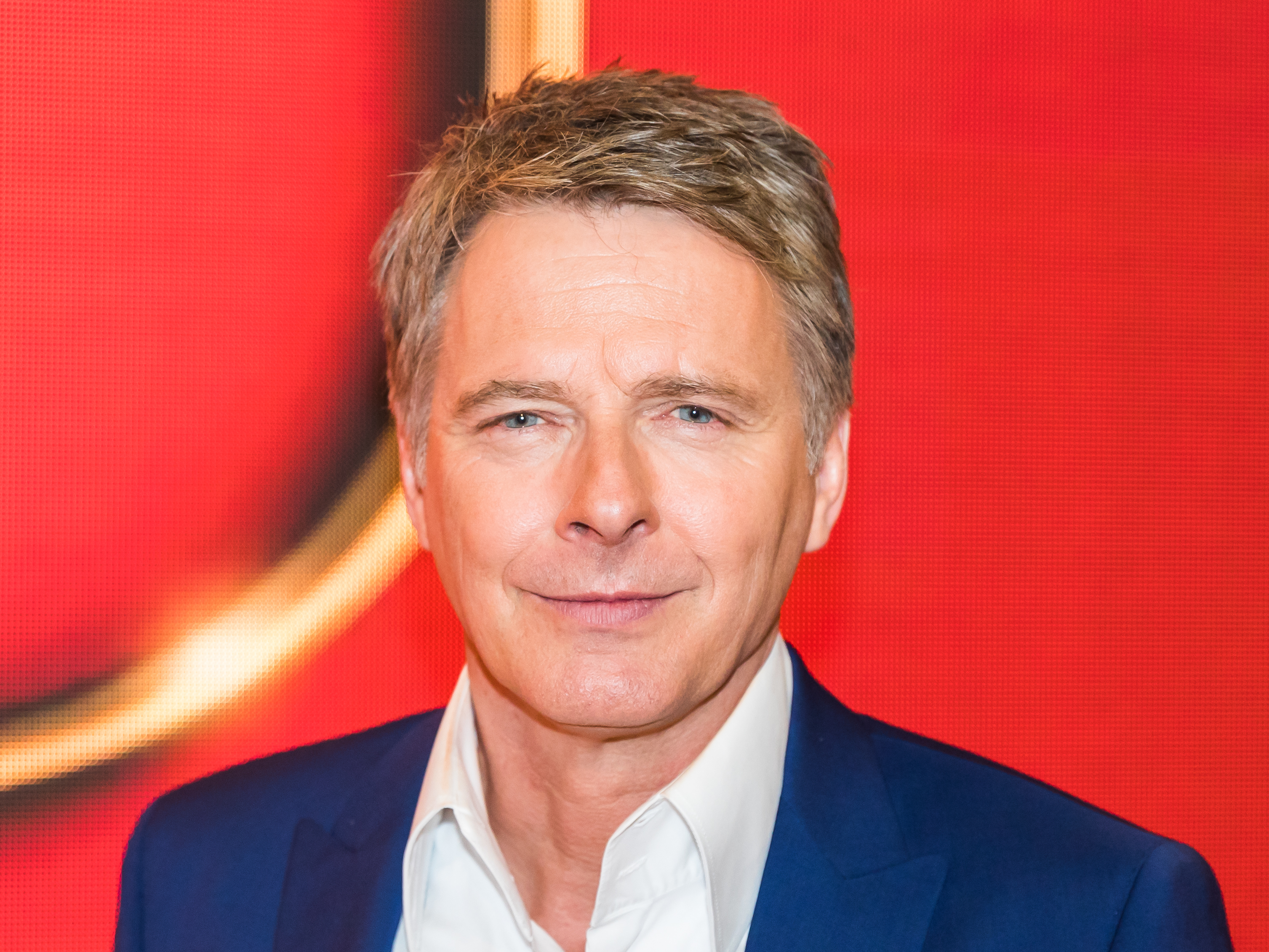
Jörg Pilawa, 2018

- 02. September: Lennox Lewis, britischer Boxer
- 03. September: Stefan Dohr, deutscher Hornist

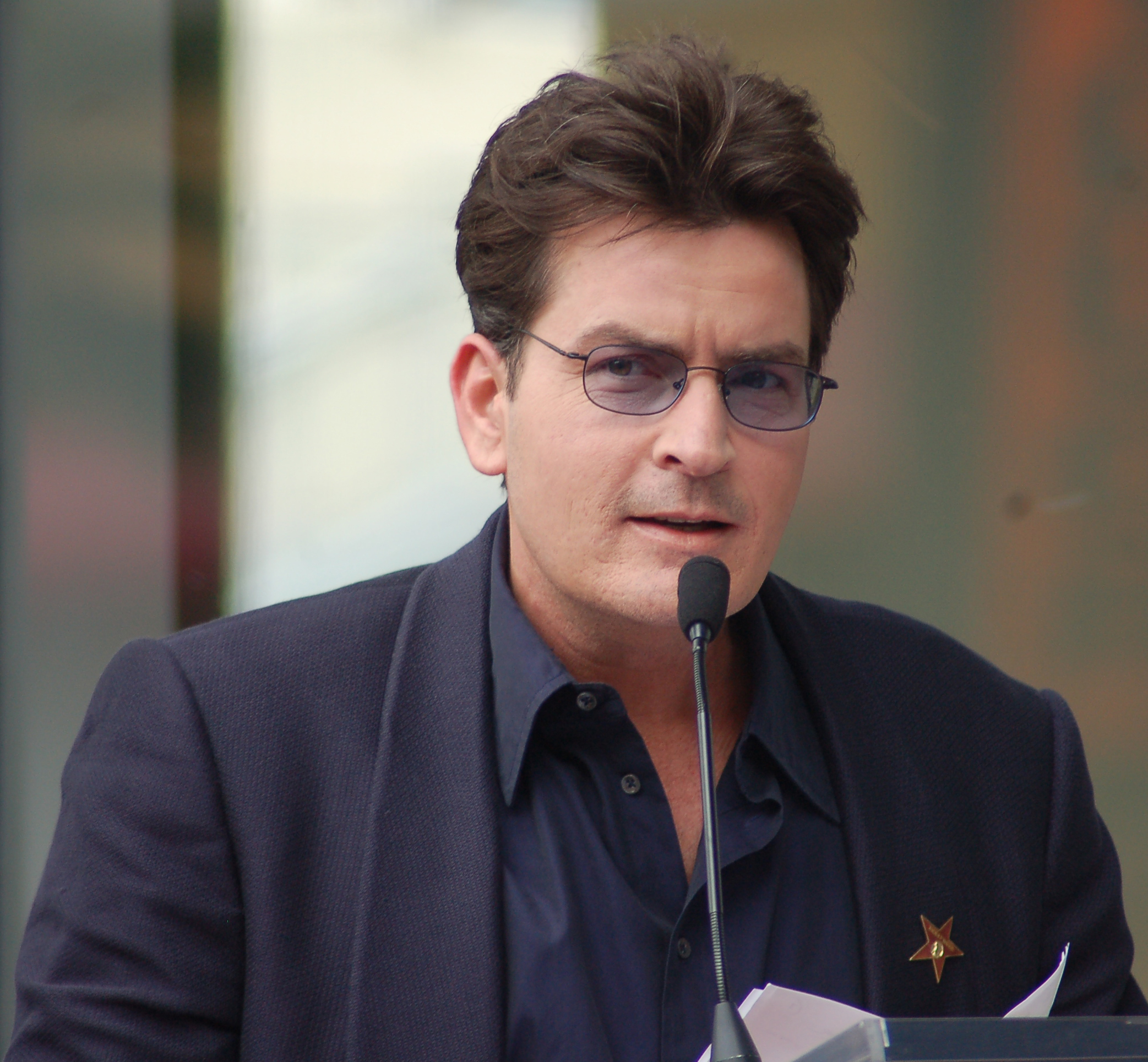
Charlie Sheen, 2009

- 03. September: Charlie Sheen, US-amerikanischer Schauspieler
- 03. September: Daddy Freddy, jamaikanischer Musiker
- 04. September: Marc Gabriel Degryse, belgischer Fußballspieler
- 05. September: Laurens van den Acker, niederländischer Automobildesigner
- 05. September: David Brabham, australischer Automobilrennfahrer
- 05. September: Tony Martin, US-amerikanischer American-Football-Spieler
- 05. September: Wynand Havenga, südafrikanischer Dartspieler († 2025)
- 07. September: Bruce Armstrong, US-amerikanischer American-Football-Spieler
- 07. September: Susan Felicity Austin, britische Multimedia-, Performance- und Installationskünstlerin
- 07. September: Achim Engelberg, deutscher Autor, Herausgeber und Filmemacher
- 07. September: Angela Gheorghiu, rumänische Opernsängerin
- 07. September: Jörg Pilawa, deutscher Fernsehmoderator
- 07. September: Darko Pančev, jugoslawischer und mazedonischer Fußballspieler
- 07. September: Uta Pippig, deutsche Leichtathletin und Marathonläuferin
- 07. September: Andreas Thom, deutscher Fußballspieler und Trainer
- 08. September: Maik Heydeck, deutscher Amateurboxer
- 09. September: Şenol Akkılıç, österreichischer Politiker
- 10. September: Ulf Ansorge, deutscher Fernseh- und Radiomoderator, Sprecher und Journalist
- 10. September: Michael Lang, deutscher Politiker
- 10. September: Mona Mahmudnizhad, iranische Bahai († 1983)

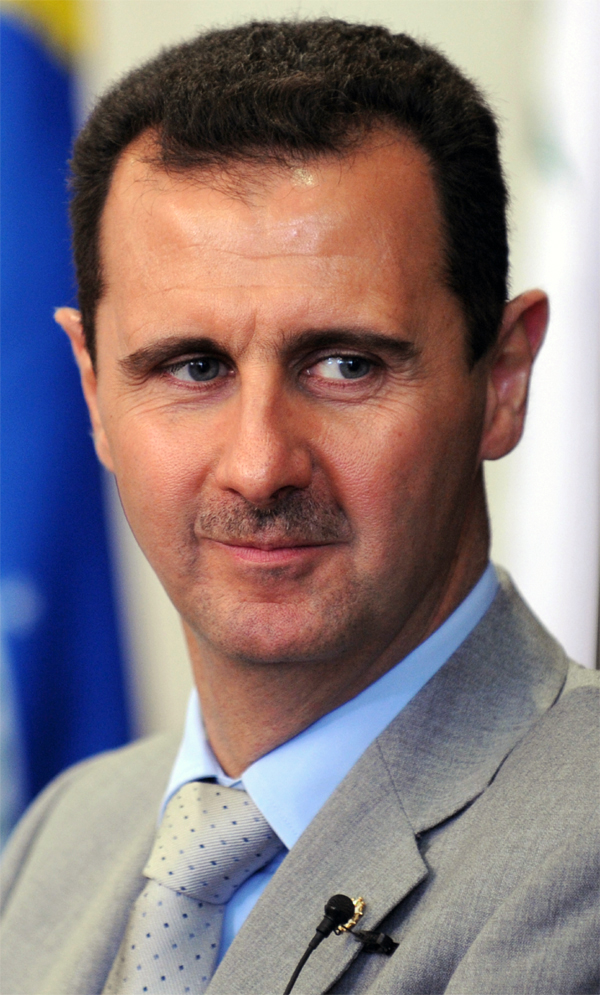
Baschar al-Assad

- 11. September: Baschar al-Assad, ehemaliger Präsident von Syrien
- 11. September: Robert Eichenauer, österreichischer Journalist und Schriftsteller
- 11. September: Paul Heyman, US-amerikanischer Wrestling-Manager, Promoter und TV-Kommentator
- 11. September: Axel Schock, deutscher Autor
- 11. September: Moby, US-amerikanischer Produzent und DJ im Bereich der elektronischen Musik
- 12. September: Daniel André, mauritischer Leichtathlet († 2022)
- 12. September: Oliver Kalkofe, deutscher Komiker, Kolumnist und Schauspieler
- 12. September: Gerald Näscher, liechtensteinischer Skirennläufer und Freestyle-Skier
- 12. September: Susanne-Marie Wrage, deutsche Schauspielerin und Regisseurin
- 13. September: Diego Vicente Aguirre Camblor, uruguayischer Fußballspieler und -trainer
- 13. September: Tom Bartels, Fernsehmoderator im Bereich Sport
- 13. September: Katharina Müller-Elmau, deutsche Schauspielerin und Musikerin
- 13. September: Zak Starkey, britischer Musiker
- 14. September: Markus Arndt, deutscher Physiker
- 14. September: Heinrich Gartentor, Schweizer Schriftsteller, Internetaktivist und Aktionskünstler

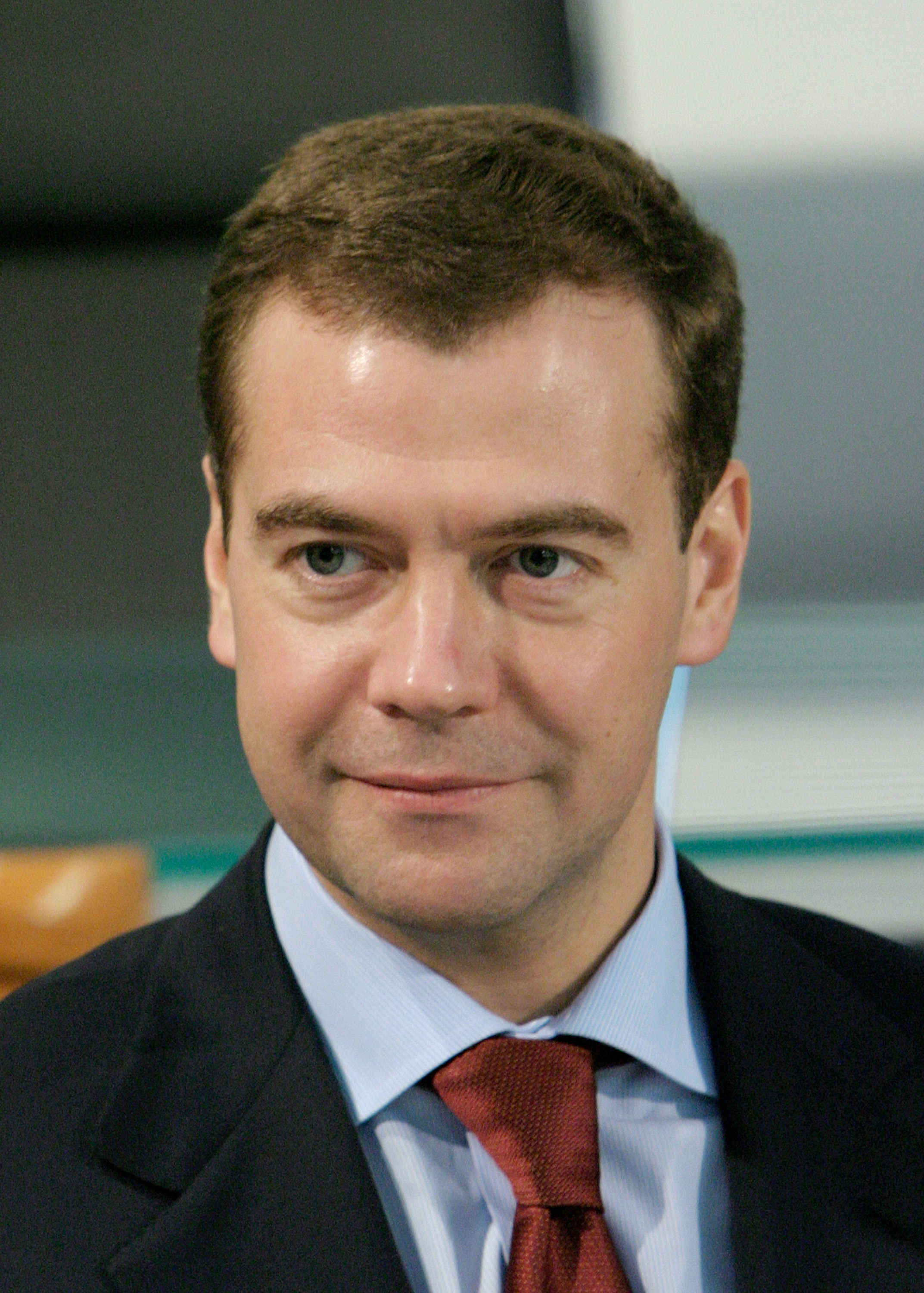
Dmitri Medwedew, 2007

- 14. September: Dmitri Medwedew, russischer Politiker
- 15. September: Herbert Forthuber, österreichischer Schauspieler
- 15. September: Thomas Stangassinger, österreichischer Skirennläufer
- 16. September: Karlheinz Riedle, deutscher Fußballspieler
- 17. September: Rodolfo Massi, italienischer Radrennfahrer
- 17. September: Bryan Singer, US-amerikanischer Regisseur, Filmproduzent und Drehbuchautor
- 19. September: Alexandra Vandernoot, belgische Schauspielerin
- 19. September: Carsten Linke, deutscher Fußballspieler
- 19. September: Goldie, britischer Künstler und Musiker
- 19. September: Gilles Panizzi, französischer Rallyefahrer
- 20. September: Steve Desovich, US-amerikanischer Freestyle-Skier
- 20. September: Claudia Effenberg, deutsches Model und Designerin
- 21. September: Frédéric Beigbeder, französischer Schriftsteller
- 21. September: Xan Cassavetes, US-amerikanische Schauspielerin
- 21. September: Benjamin Gunnar Cohrs, deutscher Dirigent, Musiker, Musikforscher und Publizist († 2023)
- 21. September: David Wenham, australischer Schauspieler
- 22. September: Manfred Binz, deutscher Fußballspieler
- 22. September: Søren Lilholt, dänischer Radrennfahrer
- 22. September: Jörg Sievers, deutscher Fußballspieler
- 22. September: Tony Drago, maltesischer Snookerspieler
- 22. September: Ernesto Bertarelli, italienisch-schweizerischer Unternehmer, Segler
- 23. September: Brad Armstrong, kanadischer Pornodarsteller, -regisseur und -produzent
- 23. September: Aleqa Hammond, grönländische Politikerin und Premierministerin
- 24. September: Shy Abady, israelischer Künstler
- 24. September: Sven Eggers, deutscher Journalist, Autor und Politiker
- 24. September: Hans-Werner Moser, deutscher Fußballspieler
- 24. September: Lena Wisborg, schwedische Kinderdarstellerin
- 25. September: Martin Vázquez, spanischer Fußballspieler
- 25. September: Christine Frai, deutsche Fußballschiedsrichterin
- 25. September: Scottie Pippen, US-amerikanischer Basketballspieler
- 25. September: Giorgis Xylouris, griechischer Laoutospieler und Sänger
- 26. September: Lene Espersen, dänische Ökonomin und Politikerin
- 26. September: Petro Poroschenko, ukrainischer Politiker
- 27. September: Peter Issig, Jazzbassist und Videokünstler
- 27. September: Maria Schrader, deutsche Schauspielerin
- 28. September: Jürgen Herget, deutscher Geograph
- 28. September: Hans Ulrik, dänischer Jazzsaxophonist und Bandleader
- 28. September: Ginger Fish, US-amerikanischer Musiker
- 29. September: Akram Assem, afghanischer Historiker und Schriftsteller
- 30. September: Omid Djalili, britischer Filmschauspieler und Komiker

### Oktober

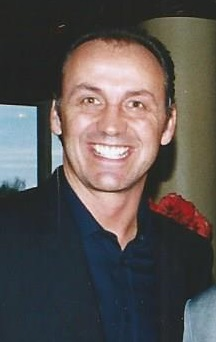
Jürgen Kohler

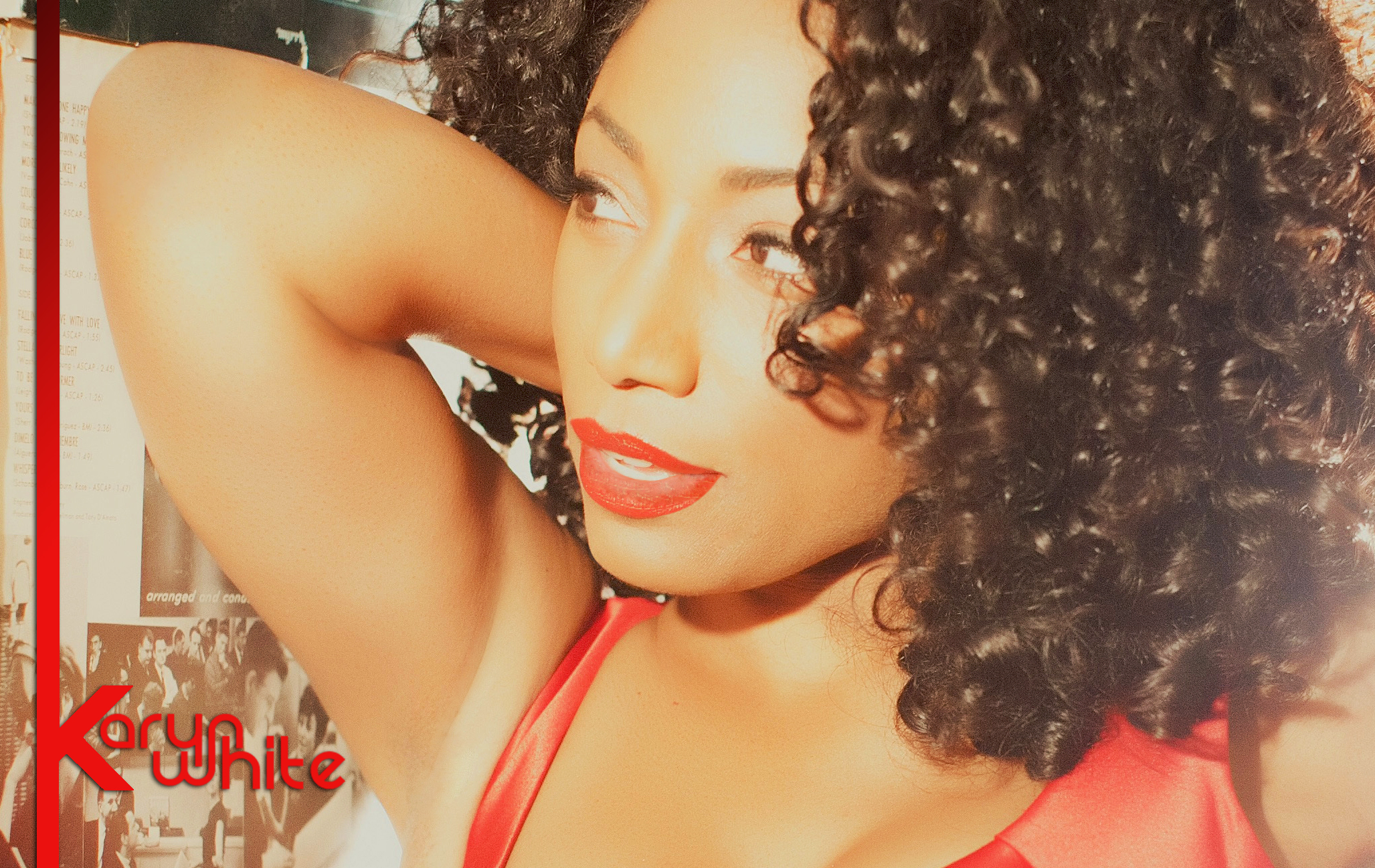
Karyn White

- 01. Oktober: Dirk Bremser, deutscher Fußballspieler und -trainer
- 02. Oktober: Michael Breuer, deutscher Politiker
- 02. Oktober: Ferhan & Ferzan Önder, türkisch-österreichische Pianistinnen
- 02. Oktober: Keith Ridgway, irischer Schriftsteller
- 02. Oktober: Hannes Schäfer, deutscher Musiker und Arzt
- 03. Oktober: Adriana Calcanhotto, brasilianische Sängerin
- 03. Oktober: Jan-Ove Waldner, schwedischer Tischtennisspieler
- 05. Oktober: Kara Spears Hultgreen, 1. US-amerikanische F-14-Pilotin († 1994)
- 05. Oktober: Mario Lemieux, kanadischer Eishockeyspieler
- 05. Oktober: Patrick Roy, kanadischer Eishockeyspieler
- 06. Oktober: Jürgen Kohler, deutscher Fußballspieler
- 07. Oktober: Marco Apicella, italienischer Automobilrennfahrer
- 07. Oktober: Ursula Heinen, deutsche Politikerin
- 07. Oktober: Elisabeth Sobotka, österreichische Opernintendantin
- 08. Oktober: Birgitt Austermühl, deutsche Fußballspielerin
- 08. Oktober: Ludger Banken, deutscher Kommunalpolitiker und Bürgermeister
- 08. Oktober: Matt Biondi, US-amerikanischer Schwimmer
- 08. Oktober: Catherine Lombard, französische Freestyle-Skierin († 1994)
- 08. Oktober: C. J. Ramone, US-amerikanischer Musiker bei den Ramones
- 08. Oktober: Burr Steers, US-amerikanischer Drehbuchautor, Filmregisseur und Schauspieler
- 09. Oktober: Stefan Kohn, deutscher Fußballspieler
- 10. Oktober: Heidrun Jänchen, deutsche Schriftstellerin
- 10. Oktober: Chris Penn, US-amerikanischer Schauspieler († 2006)
- 11. Oktober: Bruno Cathomas, Schweizer Schauspieler
- 11. Oktober: Ignacio Cirac, Physiker und Direktor am Max-Planck-Institut
- 11. Oktober: Sean Patrick Flanery, US-amerikanischer Schauspieler
- 11. Oktober: Alexander Hacke, deutscher Musiker, Musikproduzent, Komponist von Filmmusik und Schauspieler
- 11. Oktober: Thure Riefenstein, deutscher Schauspieler und Regisseur
- 12. Oktober: Dan Abnett, britischer Autor
- 12. Oktober: Henry Akinwande, nigerianisch-britischer Schwergewichtsboxer
- 12. Oktober: Liv-Benedicte Bjørneboe, norwegische Organistin, Komponistin und Kantorin
- 12. Oktober: Klaus Escher, deutscher Politiker, ehemaliger Bundesvorsitzender der Jungen Union
- 13. Oktober: Johan Museeuw, belgischer Radrennfahrer
- 13. Oktober: Marko Prezelj, slowenischer Bergsteiger
- 14. Oktober: Karyn White, US-amerikanische Sängerin
- 15. Oktober: Andrzej Rudy, polnischer Fußballspieler
- 17. Oktober: Jens Kürbis, deutscher Handballtorwart und Journalist
- 18. Oktober: Fulvia Stevenin, italienische Skirennfahrerin
- 18. Oktober: German Titow, russischer Eishockeyspieler
- 19. Oktober: Barbara Philipp, deutsche Schauspielerin
- 20. Oktober: Stefano Pioli, italienischer Fußballspieler und -trainer
- 22. Oktober: Winfried Bausback, deutscher Hochschullehrer und Politiker
- 22. Oktober: Evelyn Adunka, österreichische Historikerin und Publizistin
- 22. Oktober: Johann-Georg Jaeger, deutscher Politiker der Grünen
- 22. Oktober: A. L. Kennedy, britische Schriftstellerin
- 22. Oktober: Claude Moraes, britischer Europaabgeordneter
- 24. Oktober: József Ács, ungarischer Schriftsteller
- 24. Oktober: Zsuzsa Bánk, deutsche Schriftstellerin
- 24. Oktober: Bernhard Schadeberg, deutscher Unternehmer
- 25. Oktober: Mathieu Amalric, französischer Schauspieler und Regisseur
- 25. Oktober: Rainer Strecker, deutscher Schauspieler
- 26. Oktober: Joachim Paul Assböck, deutscher Film- und Theaterschauspieler
- 26. Oktober: Stephen Rosenbaum, US-amerikanischer Visual Effects Artist
- 27. Oktober: Mauro Gambetti, italienischer Erzbischof und Kardinal
- 27. Oktober: Stefan Prein, deutscher Motorradrennfahrer
- 28. Oktober: Ralf Kohl, deutscher Fußballspieler
- 28. Oktober: Andreas Zeller, deutscher Informatiker
- 29. Oktober: Yasutomo Nagai, japanischer Motorradrennfahrer († 1995)
- 30. Oktober: Tomoko Igata, japanische Motorradrennfahrerin
- 30. Oktober: Torsten Laux, deutscher Organist und Musikpädagoge
- 31. Oktober: Uta Schmidt, deutsche Filmeditorin († 2023)

### November
- 01. November: Christophe Clement, französischer Trainer im Pferderennsport († 2025)
- 01. November: Olaf Hampel, deutscher Bobfahrer
- 01. November: Sandra Redmann, deutsche Politikerin
- 01. November: Patrik Ringborg, schwedischer Dirigent
- 02. November: Paweł Adamowicz, polnischer Politiker († 2019)
- 02. November: Shahrukh Khan, indischer Bollywood-Schauspieler
- 02. November: Samuel Le Bihan, französischer Schauspieler
- 02. November: Bruno Miot, französischer Automobilrennfahrer
- 02. November: Paul Röntgen, Hochschullehrer und Rektor der RWTH Aachen
- 03. November: Vito Avantario, deutscher Journalist und Autor
- 03. November: Joe Foster, US-amerikanischer Automobilrennfahrer
- 03. November: Alex Tobin, australischer Fußballspieler
- 04. November: Jeffrey Ching, britischer Komponist chinesischer Herkunft
- 04. November: Tomoaki Ishizuka, japanischer Gitarrist
- 04. November: Claudia Strobl, österreichische Skirennläuferin
- 05. November: Ed Herzog, deutscher Filmregisseur und Drehbuchautor
- 05. November: Rudolf Jeklic, deutscher Eisschnellläufer
- 06. November: Michael Boden, deutscher Musiker, Komponist und Dichter
- 07. November: Mike Henry, US-amerikanischer Synchronsprecher, Drehbuchautor und Schauspieler
- 07. November: Bernd Mottl, deutscher Theater-Regisseur
- 07. November: Alexander West, schwedischer Unternehmer und Automobilrennfahrer
- 07. November: Sigrun Wodars, deutsche Leichtathletin
- 09. November: Maria von Blumencron, österreichische Künstlerin, Autorin u. Filmschaffende
- 09. November: Karoline Eichhorn, deutsche Schauspielerin
- 09. November: Bryn Terfel, britischer Bassbariton
- 10. November: Alexander Adolph, deutscher Drehbuchautor und Regisseur
- 10. November: Jonas Åkerlund, schwedischer Musikvideo- und Filmregisseur
- 10. November: Heiko Antoniewicz, deutscher Koch
- 10. November: Thomas Fehlen, deutscher Schauspieler
- 10. November: Michaela Gerg, deutsche Skirennläuferin
- 10. November: Eddie Irvine, irischer Formel-1-Rennfahrer
- 10. November: Mark Turner, US-amerikanischer Jazzsaxophonist
- 11. November: Stefan Schwarzmann, deutscher Musiker
- 12. November: Regula Aebi, Schweizer Leichtathletin
- 12. November: Tacita Dean, englische Künstlerin
- 12. November: Christian Nauheimer, deutscher Filmeditor
- 12. November: Mathias Neumann, deutscher Kameramann
- 13. November: Oliver Kreuzer, deutscher Fußballspieler
- 14. November: Alexander Petritz, kroatischer Architekt und Stadtplaner
- 16. November: Mika Aaltonen, finnischer Fußballspieler
- 16. November: Magnus Bäcklund, schwedische Sänger
- 16. November: Jeff Pinkner, US-amerikanischer Filmproduzent und Drehbuchautor
- 17. November: Stefan Kiefer, deutscher Motorradrennfahrer und Teamchef († 2017)
- 18. November: Bernd Angerer, österreichischer Spezialeffekt-Animator
- 18. November: Heinz Gröning, deutscher Kabarettist und Musiker
- 18. November: Eckart von Klaeden, deutscher Politiker und MdB
- 18. November: Oskar Slingerland, niederländischer Unternehmer und Autorennfahrer
- 18. November: Michael Wagner, deutscher Biologe
- 19. November: Gary Ian Ablett, englischer Fußballspieler und -trainer († 2012)
- 19. November: Laurent Blanc, französischer Fußballspieler
- 19. November: Nelson Carmichael, US-amerikanischer Freestyle-Skier
- 20. November: Hayashi Yoshiki, japanischer Musiker
- 20. November: Michael Steinbrecher, deutscher Journalist und Fernsehmoderator
- 21. November: Björk, isländische Musikerin Björk, 2000

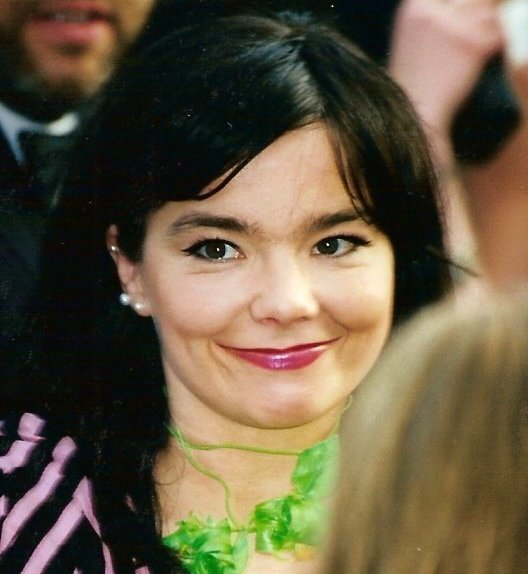
Björk, 2000

- 21. November: Otto Fricke, deutscher Politiker
- 21. November: Alexander Siddig, britisch-sudanesischer Schauspieler
- 22. November: Gustavo Jorge Acosta, argentinischer Fußballspieler († 2024)
- 22. November: Mads Mikkelsen, dänischer Schauspieler
- 23. November: Neil James Adams, englischer Fußballspieler
- 23. November: Marcel Beyer, deutscher Schriftsteller
- 23. November: Götz Widmann, deutscher Liedermacher
- 24. November: Rui Barros, portugiesischer Fußballspieler und -trainer
- 24. November: Angelika Kirchschlager, österreichische Opernsängerin
- 24. November: Brad Wall, kanadischer Politiker
- 25. November: Timothy Lockwood Armstrong, US-amerikanischer Musiker
- 25. November: Moritz Eggert, deutscher Komponist und Pianist
- 25. November: Dougray Scott, schottischer Schauspieler
- 26. November: Bernard Allison, US-amerikanischer Blues-Gitarrist, Sänger und Songschreiber
- 26. November: Ewald Arenz, deutscher Schriftsteller und Lehrer
- 26. November: Patrice Goueslard, französischer Automobilrennfahrer
- 26. November: Thomas Rudnick, deutscher Schauspieler
- 27. November: Jacky Terrasson, französisch-amerikanischer Jazzpianist
- 28. November: Thomas Ahrens, deutscher Artistique-Billardspieler
- 28. November: Jürgen Fuchs, deutscher Motorradrennfahrer
- 29. November: Susanne Schädlich, deutsche Schriftstellerin, Übersetzerin und Journalistin
- 29. November: Manfred Trenz, Erfinder und Entwickler von Computerspielen
- 30. November: Aldair Santos do Nascimento, brasilianischer Fußballspieler
- 30. November: Fumihito von Akishino, japanischer Kronprinz
- 30. November: Zeynəddin Bilalov, aserbaidschanischer Leichtathlet im Behindertensport
- 30. November: Claudia Geisler-Bading, deutsche Schauspielerin
- 30. November: Elke Markwort, deutsche Ruderin
- 30. November: Jörg Rühl, deutscher Schauspieler
- 30. November: Ben Stiller, US-amerikanischer Schauspieler, Drehbuchautor, Filmregisseur und Filmproduzent

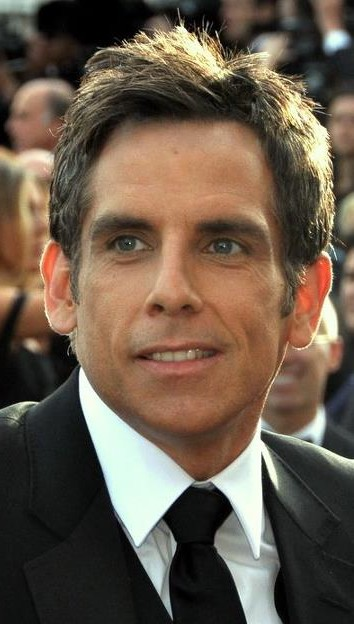
Ben Stiller, 2012

### Dezember
- 01. Dezember: Till Hoheneder, deutscher Comedian und Musiker
- 02. Dezember: Edgar Aristizábal Quintero, kolumbianischer Weihbischof
- 02. Dezember: Rosanna Sieveking, deutsche Juristin
- 03. Dezember: Simone Peter, deutsche Politikerin
- 03. Dezember: Katarina Witt, deutsche Eiskunstläuferin, 2-fache Olympiasiegerin

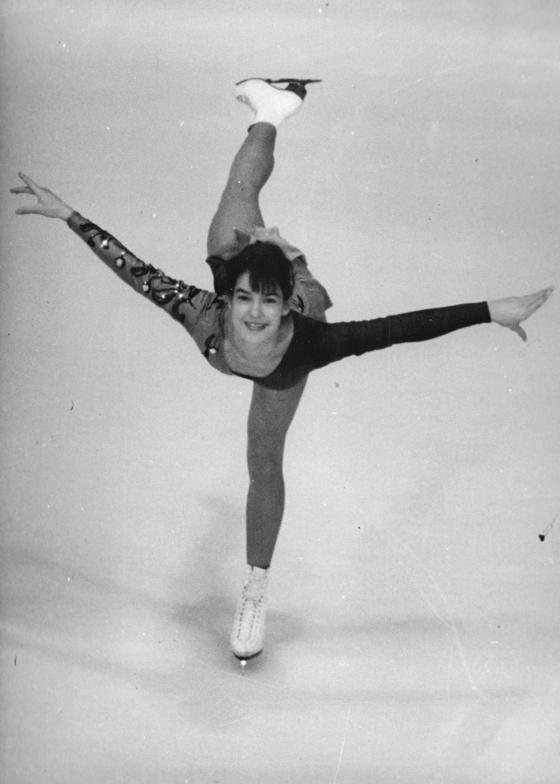
Katarina Witt bei der DDR-Meisterschaft 1982

- 04. Dezember: Ulf Kirsten, deutscher Fußballspieler
- 04. Dezember: Oliver Baier, österreichischer Radio- und Fernsehmoderator
- 04. Dezember: Pippi Söllner, deutsche Schauspielerin
- 05. Dezember: Siegrun Appelt, österreichische Künstlerin
- 06. Dezember: Şiir Eloğlu, deutsch-türkische Schauspielerin
- 06. Dezember: Jean-Christophe Lafaille, französischer Extrembergsteiger
- 06. Dezember: Jūratė Zailskienė, litauische Politikerin, Mitglied des Seimas, Vizebürgermeisterin von Prienai
- 07. Dezember: Wolfgang Haffner, deutscher Jazz-Schlagzeuger
- 07. Dezember: Dirk Stermann, deutscher Satiriker, Radio-Moderator und Kabarettist
- 07. Dezember: John Tarkong, palauischer Ringer
- 07. Dezember: Sophie Watillon, belgische Gambistin († 2005)
- 08. Dezember: Astrid Harzbecker, deutsche Komponistin, Texterin und Sängerin
- 10. Dezember: J. Mascis, US-amerikanischer Musiker
- 10. Dezember: Jörg Jäger, deutscher Politiker
- 10. Dezember: Michal Šanda, tschechischer Schriftsteller
- 11. Dezember: Werner Auer, österreichischer Künstler, Sänger, Schauspieler, Regisseur, Kabarettist und Moderator
- 12. Dezember: Alessandra Acciai, italienische Schauspielerin
- 12. Dezember: Else Buschheuer, deutsche Schriftstellerin
- 12. Dezember: Kay Gottschalk, deutscher Politiker
- 12. Dezember: Michael Lauber, Schweizer Bundesanwalt
- 13. Dezember: Kristiane Backer, deutsche Fernsehmoderatorin
- 14. Dezember: Aljoša Asanović, jugoslawisch-kroatischer Fußballspieler
- 14. Dezember: Karin Beier, deutsche Theaterregisseurin
- 14. Dezember: Bärbel Weimar, deutsche Fußballspielerin
- 15. Dezember: José Tolentino Calaça de Mendonça, portugiesischer Kurienkardinal
- 15. Dezember: Torsten Münchow, deutscher Schauspieler und Synchronsprecher
- 15. Dezember: Clayton Nemrow, amerikanischer Schauspieler
- 16. Dezember: Christian Lavieille, französischer Motorradrennfahrer und Rallyefahrer
- 16. Dezember: Anke Sieloff, deutsche Opernsängerin
- 16. Dezember: J. B. Smoove, US-amerikanischer Schauspieler, Komiker und Autor
- 17. Dezember: Roberto Cappelluti, deutscher Fernsehmoderator und DJ
- 17. Dezember: Sabina Naber, österreichische Autorin, Schauspielerin, Regisseurin, Drehbuch-Autorin
- 19. Dezember: Andreas Zaron, deutscher Musicaldarsteller, Sänger und Texter
- 21. Dezember: Anke Engelke, deutsche Komikerin und Schauspielerin

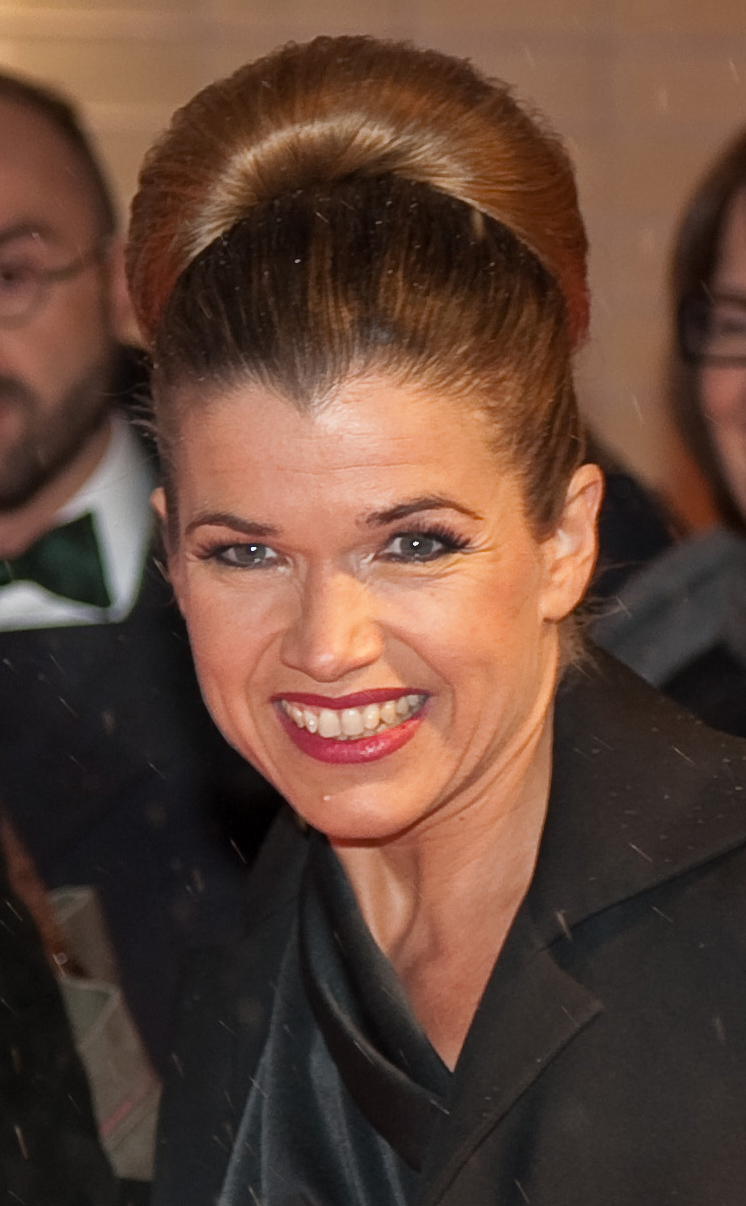
Anke Engelke, 2010

- 21. Dezember: Cem Özdemir, deutscher Politiker Cem Özdemir, 2013

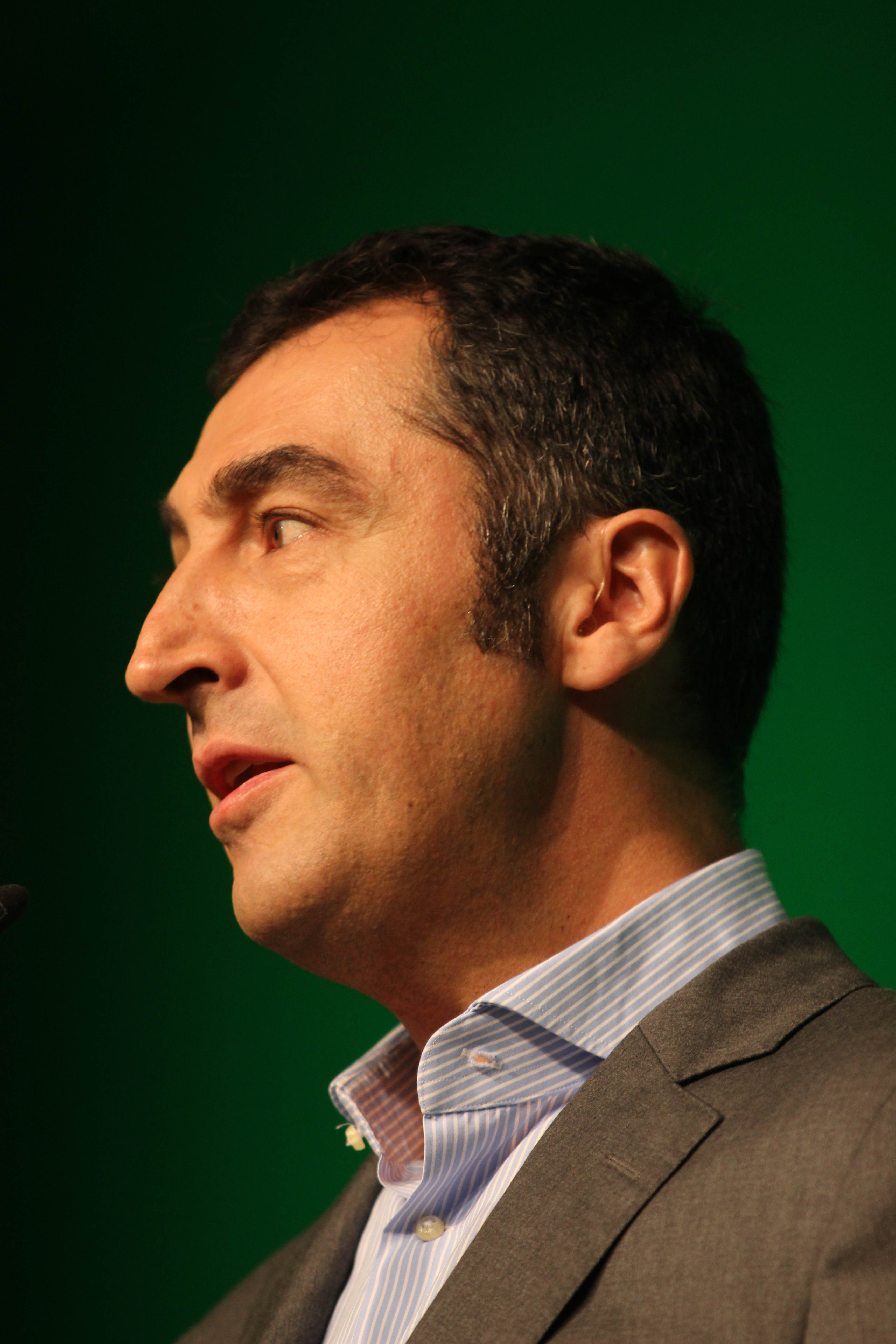
Cem Özdemir, 2013

- 21. Dezember: Jyri Pelkonen, finnischer Nordischer Kombinierer
- 21. Dezember: Michael Schenk, deutscher Schauspieler
- 22. Dezember: Sergi López, spanischer Schauspieler
- 23. Dezember: Andreas Kappes, deutscher Radrennfahrer († 2018)
- 24. Dezember: Volker Felgenhauer, deutscher Komponist
- 25. Dezember: Olivier Dupard, französischer Automobilrennfahrer
- 26. Dezember: Mani Beckmann, deutscher Schriftsteller
- 26. Dezember: Peter Stefan Herbst, deutscher Journalist
- 26. Dezember: Kathleen Nord, deutsche Schwimmerin († 2022)
- 27. Dezember: Salman Khan, indischer Schauspieler
- 27. Dezember: Christian Kleiminger, deutscher Politiker und MdB
- 27. Dezember: Michael Mertens, deutscher Kugelstoßer
- 27. Dezember: Peter Walther, deutscher Germanist und Literaturhistoriker
- 28. Dezember: Mario Wille, deutscher Handballspieler
- 29. Dezember: Dexter Holland, US-amerikanischer Gitarrist, Sänger und Songschreiber
- 29. Dezember: Danilo Pérez, panamaischer Jazz-Pianist
- 30. Dezember: Essam Abd El Fatah, ägyptischer FIFA-Schiedsrichter und Flugzeugpilot
- 30. Dezember: Daniel Froschauer, österreichischer Geiger und Vorstand der Wiener Philharmoniker
- 30. Dezember: Arnold Jacobshagen, deutscher Musikwissenschaftler
- 30. Dezember: Peter Lund, deutscher Theaterregisseur und -autor
- 30. Dezember: Tima die Göttliche, deutscher Schauspieler
- 31. Dezember: Anthony Robert Dorigo, englischer Fußballspieler
- 31. Dezember: Gong Li, chinesische Schauspielerin
- 31. Dezember: Nicholas Sparks, US-amerikanischer Schriftsteller

### Tag unbekannt
- Uli Aigner, österreichische Fotografin und Videokünstlerin
- Ali Paşa Akbaş, deutscher Unternehmer
- Archi Alert, deutscher Gitarrist
- Anton Algrang, deutscher Schauspieler
- Axel Andrae, deutscher Fagottist
- Giovanni Antonini, italienischer Flötist und Dirigent
- Ivo Appel, deutscher Rechtswissenschaftler
- Joachim Arnold, deutscher Pianist, Dirigent, Produzent und Unternehmer
- Ulrike Arnold, deutsche Theaterregisseurin, Schauspielerin und Schauspieldozentin
- Debito Arudou, japanischer Bürgerrechtler und Autor
- Peter Aschoff, deutscher Theologe
- Mathias Baier, deutscher Fagottist und Professor
- Manuela Biedermann, Schweizer Schauspielerin
- David Bohn, US-amerikanischer Komponist, Organist und Musikpädagoge
- Melanie Brügel, deutsche Drehbuchautorin
- Corina Caduff, Schweizer Kulturwissenschaftlerin und Literaturkritikerin, Professorin an der Zürcher Hochschule der Künste (ZHdK)
- Sérénade Chafik, ägyptisch-französische Aktivistin für Menschenrechte
- Jürgen Dahlkamp, deutscher Journalist
- Margherita Della Valle, italienische Managerin
- Antonio di Mauro, deutscher Schauspieler
- Kostas Drygiannakis, griechischer Komponist und Musiker
- Anuk Ens, deutsche Schauspielerin
- Angela Frontera, brasilianische Perkussionistin
- Matthias Hanke, deutscher Kirchenmusiker, Dirigent, Chorleiter, Organist
- Matthias Heep, Schweizer Komponist, Chorleiter und Arrangeur
- Birgit Jooss, deutsche Kunsthistorikerin und Archivarin
- Bradley Joseph, US-amerikanischer Musiker, Komponist und Arrangeur
- Edin Karamazov, bosnischer Lautenspieler
- Kim Dong-won, koreanischer Perkussionist
- Lothar Koenigs, deutscher Dirigent
- Beate Lakotta, deutsche Journalistin und Autorin
- Elmar Lehnen, deutscher Organist
- Harald Lemke, deutscher Philosoph und Kulturwissenschaftler
- Thomas Limpinsel, deutscher Schauspieler
- Martin Lindow, deutscher Schauspieler
- Catherine McClements, australische Schauspielerin
- Susanne Michel, österreichische Schauspielerin
- Heidi Grant Murphy, US-amerikanische Sängerin und Musikpädagogin
- Petra Müssig, deutsche Snowboarderin
- Thilo Muster, deutsch-schweizerischer Organist
- Mark Mylod, britischer Film- und Fernsehregisseur und Fernsehproduzent
- Scott Ogren, US-amerikanischer Freestyle-Skier
- Stephen Page, australischer Balletttänzer und Choreograph
- Michael Paulwitz, deutscher Historiker und Journalist
- Meral Perin, deutsche Schauspielerin
- Hille Perl, deutsche Musikerin
- Rainer Piwek, deutscher Schauspieler
- Abdul Rahman, afghanischer Islam-Konvertit
- Lars Ranch, dänischer Solotrompeter
- Caroline Redl, deutsche Schauspielerin
- William C. Rodgers, US-amerikanischer Buchhändler und Öko-Aktivist († 2005)
- Molly Shoichet, kanadische Chemikerin
- Hubert Sickinger, österreichischer Politikwissenschaftler († 2025)
- Edda Skibbe, deutsche Illustratorin von Kinder- und Jugendliteratur
- Johannes Spehr, deutscher Künstler
- Judith Steinhäuser, deutsche Schauspielerin
- Norbert Stertz, deutscher Hornist und Professor
- Fionnuala Sweeney, irische Fernsehmoderatorin
- Steven Tenenbom, US-amerikanischer Bratschist und Musikpädagoge
- Anne Vogd, deutsche Kabarettistin, Karnevalistin und Kolumnistin
- Daniel Wedel, dänischer Autor und Regisseur
- Lina Wendel, deutsche Schauspielerin
- Tytus Wojnowicz, polnischer Oboist
- Kenji Yanobe, japanischer Künstler
- Uwe Zahn, deutscher Musiker

## Gestorben

### Januar
- 01. Januar: Juan Bautista Plaza, venezolanischer Komponist (* 1898)
- 01. Januar: Herman Roosdorp, niederländisch-belgischer Automobilrennfahrer (* 1895)
- 04. Januar: Albert Andergassen, österreichischer Ingenieur, Baumeister und Wohnbaumanager (* 1925)
- 04. Januar: T. S. Eliot, Lyriker, Dramatiker und Essayist (* 1888)
- 05. Januar: Hans Chloupač, österreichischer Regierungsrat und Fossiliensammler (* 1897)
- 05. Januar: Nell Craig, US-amerikanische Schauspielerin (* 1891)
- 07. Januar: Henry S. Johnston, US-amerikanischer Politiker (* 1867)
- 08. Januar: Boris Wassiljewitsch Barnet, sowjetischer Filmregisseur und Schauspieler (* 1902)
- 09. Januar: Erich Schwertner, deutscher Politiker (* 1918)
- 10. Januar: Paul-Émile Corbeil, kanadischer Sänger und Gesangspädagoge, Rundfunkproduzent und Schauspieler (* 1908)
- 14. Januar: Friedrich Bauereisen, deutscher Politiker, MdB (* 1895)
- 14. Januar: Jeanette MacDonald, US-amerikanische Schauspielerin (* 1903)
- 16. Januar: Albert Amann, badischer Politiker (* 1879)
- 16. Januar: Erwin Geldmacher, Professor für Betriebswirtschaftslehre (* 1885)
- 17. Januar: Pierre-Marie Gerlier, Erzbischof von Lyon und Kardinal (* 1880)
- 17. Januar: Hans Marchwitza, deutscher Arbeiterdichter, Schriftsteller und Kommunist (* 1890)
- 18. Januar: Wilhelm Lamszus, deutscher Reformpädagoge und Antikriegsschriftsteller (* 1881)
- 23. Januar: Gisela Klingmüller, deutsche Malerin (* 1884)

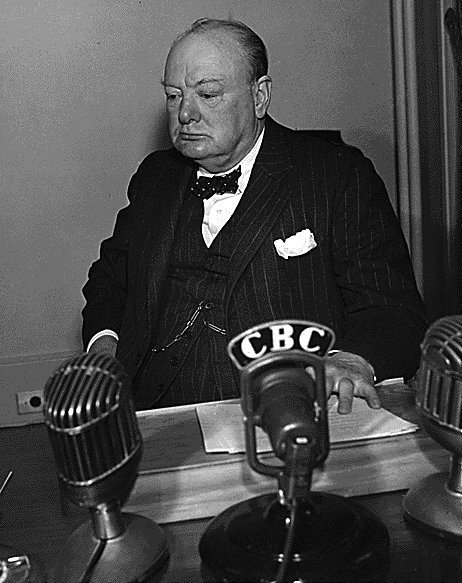
Winston Churchill, 1943

- 24. Januar: Winston Churchill, britischer Premierminister (* 1874)
- 25. Januar: Sumner Sewall, US-amerikanischer Politiker (* 1897)
- 26. Januar: George Enacovici, rumänischer Komponist (* 1891)
- 26. Januar: Harry Stuhldreher, US-amerikanischer American-Football-Spieler und -Trainer (* 1901)
- 27. Januar: Theo Uden Masman, niederländischer Pianist und Journalist (* 1901)
- 27. Januar: C. Douglass Buck, US-amerikanischer Politiker (* 1890)
- 27. Januar: Hassan Ali Mansour, iranischer Premierminister (* 1923)
- 28. Januar: Ernst Exss, deutscher General (* 1896)
- 29. Januar: Michał Spisak, polnischer Komponist (* 1914)
- 29. Januar: Harold Steinacker, deutscher Historiker (* 1875)
- 30. Januar: Paul Brohmer, deutscher Biologe (* 1885)
- 30. Januar: Frol Romanowitsch Koslow, russischer Politiker (* 1908)

### Februar
- 01. Februar: Angelo Rotta, apostolischer Nuntius in Budapest (* 1872)
- 05. Februar: August Adam, deutscher Priester und Theologe (* 1888)
- 08. Februar: Karl Wilhelm Rosenmund, deutscher Chemiker (* 1884)
- 10. Februar: Bruno Max Leuschner, Mitglied des Politbüros des ZK der SED (* 1910)
- 12. Februar: Elise Aulinger, deutsche Volksschauspielerin (* 1881)
- 12. Februar: Wilhelm Pramme, deutscher Maler (Harzmaler) (* 1898)
- 13. Februar: Wilhelm Fink, deutscher Historiker und Heimatforscher (* 1889)
- 13. Februar: Humberto Delgado, portugiesischer General und Politiker (* 1906)
- 14. Februar: Ludwig Heinrich Jungnickel, österreichischer Maler und Illustrator (* 1881)
- 14. Februar: Désiré-Émile Inghelbrecht, französischer Dirigent und Komponist (* 1880)
- 15. Februar: Selmar Samuel Aschheim, deutscher Gynäkologe (* 1878)
- 15. Februar: Nat King Cole, US-amerikanischer Sänger und Jazz-Musiker (* 1919)
- 16. Februar: Liselotte Malkowsky, deutsche Schlagersängerin (* 1913)
- 20. Februar: Masao Yamakawa, japanischer Schriftsteller (* 1930)
- 21. Februar: Malcolm X, US-amerikanischer Führer der Schwarzenbewegung (* 1925)
- 22. Februar: Richard W. Leche, US-amerikanischer Politiker (* 1898)
- 23. Februar: John Kitzmiller, US-amerikanischer Schauspieler (* 1913)

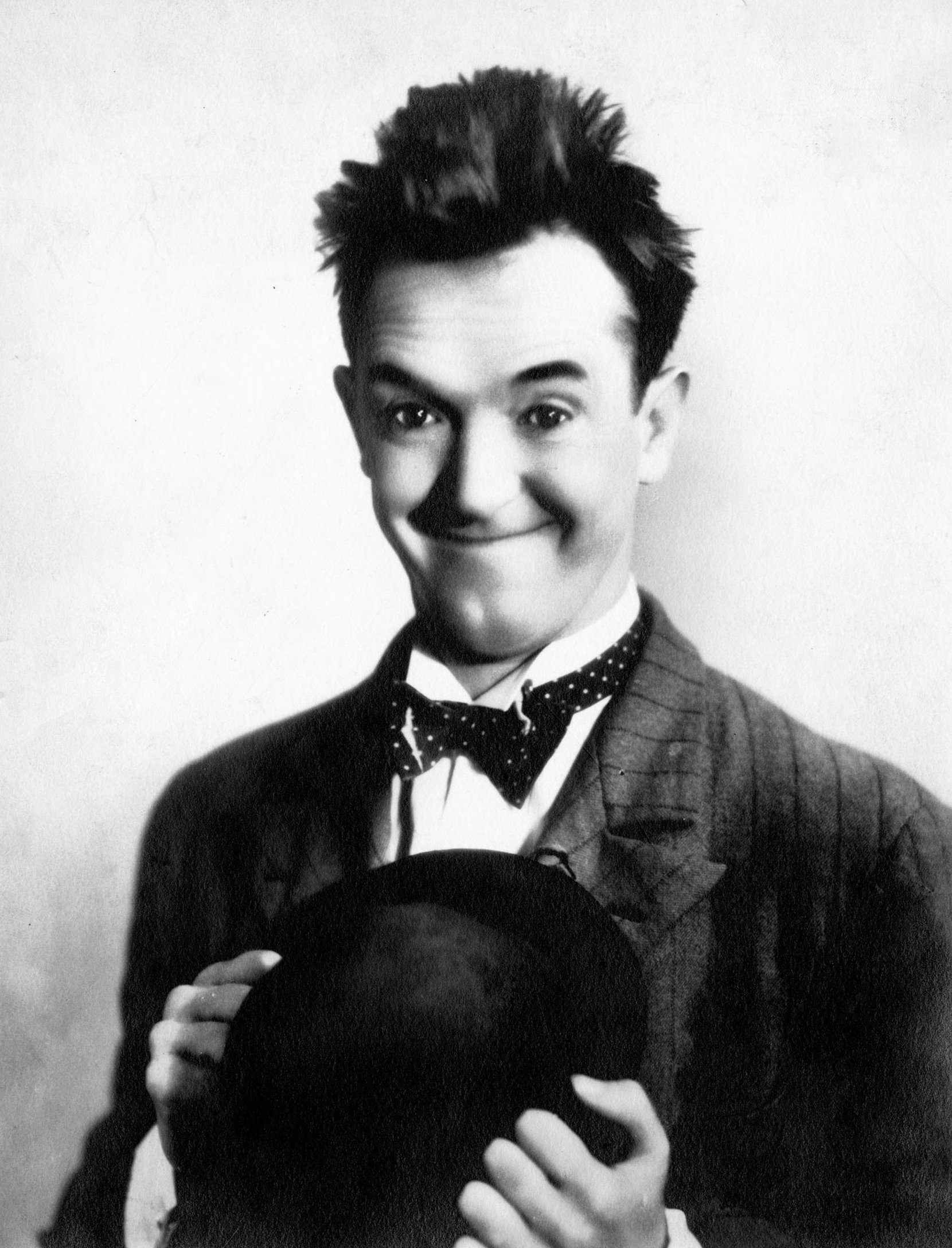
Stan Laurel, um 1930

- 23. Februar: Stan Laurel, englischer Komiker und Filmschauspieler (* 1890)
- 26. Februar: George Adamski, US-amerikanischer Science-Fiction-Schriftsteller und Ufologe (* 1891)
- 26. Februar: Kurt Johnen, deutscher Pianist, Musikpädagoge und Musikschriftsteller (* 1884)
- 28. Februar: Adolf Schärf, österreichischer Bundespräsident (* 1890)
- 28. Februar: Franz Reichel, Architekt und Nürnberger Kulturpreisträger (* 1901)

### März
- 01. März: Boyd Atkins, US-amerikanischer Jazz- und Blues-Musiker (* 1900)
- 01. März: Walter Dix, deutscher Pflanzenbauwissenschaftler (* 1879)
- 02. März: Micheil Zereteli, georgischer Historiker und Diplomat (* 1878)
- 04. März: Hachirō Arita, japanischer Diplomat und Politiker (* 1884)
- 04. März: William S. Flynn, US-amerikanischer Politiker (* 1885)
- 05. März: Johann von Leers, NS-Publizist im Dritten Reich (* 1902)
- 06. März: Margaret Dumont, US-amerikanische Schauspielerin (* 1882)
- 06. März: Alexander von Bernus, deutscher Schriftsteller (* 1880)
- 06. März: Jules Goux, französischer Automobilrennfahrer (* 1885)
- 10. März: Jean Boyer, französischer Regisseur und Drehbuchautor (* 1901)
- 10. März: Beatrice Harrison, englische Cellistin (* 1892)
- 11. März: Clemente Micara, Kardinal der römisch-katholischen Kirche (* 1879)
- 11. März: Dionisio Kfoury, syrischer Weihbischof in Antiochia (* 1879)
- 11. März: James Reeb, US-amerikanischer, unitarischer Pfarrer und Bürgerrechtsaktivist (* 1927)
- 13. März: Vittorio Jano, italienischer Automobilkonstrukteur (* 1891)
- 13. März: Theophan Stylian Noli, albanischer Bischof und Politiker (* 1882)
- 14. März: Stanko Premrl, slowenischer Komponist (* 1880)
- 15. März: Willard Motley, US-amerikanischer Schriftsteller (* 1912)
- 15. März: Franz Doelle, deutscher Musiker und Komponist (* 1883)
- 16. März: Paul Apel, deutscher Widerstandskämpfer (* 1896)
- 16. März: William C. Feazel, US-amerikanischer Politiker, Senator und unabhängiger Öl- und Gasproduzent (* 1895)

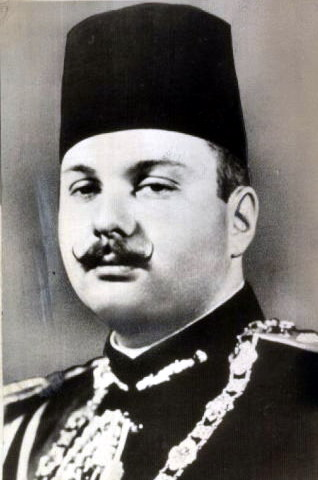
König Faruq

- 18. März: Faruq, ägyptischer König (* 1920)
- 19. März: Gheorghe Gheorghiu-Dej, rumänischer Politiker und Staatspräsident (* 1901)
- 20. März: Edward Archibald, kanadischer Stabhochspringer (* 1884)
- 22. März: Wilhelm Schapp, deutscher Philosoph und Jurist (* 1884)
- 23. März: Karl Barwick, deutscher Altphilologe (* 1883)
- 25. März: Viola Gregg Liuzzo, US-amerikanische Bürgerrechtlerin (* 1925)
- 26. März: Heinrich Schomburgk, deutscher Tennisspieler (* 1885)
- 27. März: Dirk Lotsy, niederländischer Fußballspieler (* 1882)
- 28. März: Iwan Wassiljewitsch Boldin, Chef der sowjetischen Militäradministration Thüringen (* 1892)
- 28. März: Adolph Ernst Knoch, Autor theologischer Schriften und Bibelherausgeber (* 1874)
- 29. März: Wilhelm Worringer, deutscher Kunsthistoriker (* 1881)
- 29. März: Ewald Mataré, deutscher Maler und Bildhauer (* 1887)
- 30. März: Maurilio Fossati, Erzbischof von Turin und Kardinal der römisch-katholischen Kirche (* 1876)
- 30. März: Alexander Alexandrowitsch Charkewitsch, russischer Wissenschaftler der Nachrichtentechnik (* 1904)
- 30. März: Philip Showalter Hench, US-amerikanischer Arzt (* 1896)

### April
- 02. April: Ernst Kirchweger, erstes politisches Todesopfer in Österreich nach 1945 (* 1898)
- 03. April: Emile Lombard, französisch-schweizerischer evangelischer Geistlicher und Hochschullehrer (* 1875)
- 05. April: Giulio Foresti, italienischer Automobilrennfahrer (* 1888)
- 05. April: Erwin Jacobi, deutscher Staats- und Kirchenrechtler (* 1884)
- 05. April: Hermann Senkowsky, Finanzpräsident im Generalgouvernement (* 1897)
- 05. April: Pietro Sernagiotto, brasilianisch-italienischer Fußballspieler (* 1908)
- 06. April: August Adolphi, deutscher Politiker (* 1889)
- 08. April: Lars Hanson, schwedischer Filmschauspieler (* 1886)
- 09. April: Gregory Albert Meyer, Erzbischof von Chicago und Kardinal (* 1903)
- 10. April: Lloyd Casner, US-amerikanischer Automobilrennfahrer und Teambesitzer (* 1928)
- 10. April: La Belle Otéro, spanische Revue-Tänzerin, Sängerin (* 1868)
- 10. April: Hans Soenius, deutscher Motorradrennfahrer (* 1901)
- 13. April: Gottlob Schrenk, deutscher evangelischer Geistlicher und Hochschullehrer (* 1879)
- 15. April: Hans Karl Breslauer, österreichischer Filmregisseur und Schriftsteller (* 1888)
- 16. April: Marion Estelle Edison-Oeser, Tochter des US-amerikanischen Erfinders Thomas Alva Edison, Deutsch-Amerikanerin (* 1873)
- 16. April: Wilhelm Banse, deutscher Politiker und MdB (* 1911)
- 17. April: Roman Lampl, deutscher Politiker (* 1900)
- 18. April: Wilhelm Arnoldi, deutscher Ministerialdirektor (* 1884)
- 18. April: Olin DeWitt Talmadge Johnston, US-amerikanischer Politiker (* 1896)
- 20. April: Robert Kramreiter-Klein, österreichischer Architekt (* 1905)
- 20. April: Dick Wessel, US-amerikanischer Schauspieler (* 1913)
- 21. April: Edward Victor Appleton, englischer Physiker (* 1892)
- 23. April: Colette Reynaud, französische Journalistin (* 1872)
- 25. April: Isaak Abelin, Schweizer Chemiker, Pharmazeut und Hochschullehrer (* 1883)
- 26. April: Karl Brunner, österreichischer Anglist (* 1887)
- 26. April: Richard Gaettens, deutscher Numismatiker (* 1886)
- 26. April: Wilhelm Heiner, deutscher Bildhauer, Maler und Grafiker (* 1902)
- 27. April: Paul Beckers, deutscher Komiker (* 1878)
- 27. April: Edward R. Murrow, US-amerikanischer Journalist (* 1908)
- 29. April: Theodor Anton Abele, deutscher Schulmann (* 1879)
- 29. April: Matilda Anderson, US-amerikanische Radrennfahrerin (* 1875)
- 30. April: Américo Belloto Varoni, argentinischer Geiger und Dirigent (* 1913)

### Mai
- 01. Mai: Spike Jones, US-amerikanischer Musiker (* 1911)
- 03. Mai: Naka Kansuke, japanischer Schriftsteller (* 1885)
- 05. Mai: Gene Anderson, britische Schauspielerin (* 1931)
- 05. Mai: Otto Kneipp, deutscher Politiker (* 1884)
- 06. Mai: Rudolf-Ernst Heiland, deutscher Politiker (* 1910)
- 07. Mai: Johannes Brüns, deutscher Politiker (* 1903)

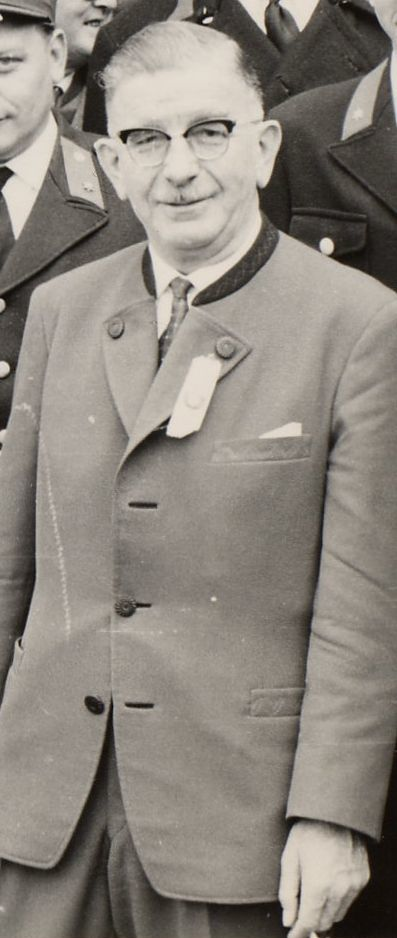
Leopold Figl.

- 09. Mai: Leopold Figl, österreichischer Politiker (* 1902)
- 10. Mai: Edmund Adler, österreichischer Künstler (* 1876)
- 12. Mai: Franz Josef Kallmann, deutsch-amerikanischer Psychiater (* 1897)
- 14. Mai: Frances Perkins, US-amerikanische Politikerin (* 1880)
- 18. Mai: Eli Cohen, israelischer Spion (* 1924)
- 18. Mai: Willy Westra van Holthe, niederländischer Fußballspieler (* 1888)
- 19. Mai: Erik Adolf Efraim Abrahamsson, schwedischer Weitspringer und Eishockeyspieler (* 1898)
- 19. Mai: Maria Dąbrowska, polnische Schriftstellerin (* 1889)
- 19. Mai: Federico Della Ferrera, italienischer Rad- und Motorradrennfahrer sowie Ingenieur und Unternehmer (* 1887)
- 20. Mai: Edgar Barth, deutscher Rennfahrer (* 1917)
- 21. Mai: Geoffrey de Havilland, englischer Flugpionier und Konstrukteur (* 1882)
- 21. Mai: Pierre Goutte, französischer Automobilrennfahrer (* 1897)
- 22. Mai: Fernand Bachmann, französischer Autorennfahrer (* 1886)
- 23. Mai: Rosina Anselmi, italienische Schauspielerin (* 1876)
- 25. Mai: Sonny Boy Williamson II., US-amerikanischer Bluesmusiker (* 1897)
- 25. Mai: Bruno Deserti, italienischer Automobilrennfahrer (* 1942)
- 27. Mai: Arnold Heim, Schweizer Geologe (* 1882)
- 30. Mai: Louis Hjelmslev, dänischer Sprachwissenschaftler (* 1899)
- 31. Mai: Dankwart Otto Heinrich Emil Rudolf Ackermann, deutscher Physiologe und Chemiker (* 1878)
- 31. Mai: Earl Johnson, US-amerikanischer Country-Musiker (* 1886)
- 31. Mai: Gustav Wolff, deutscher Lehrer und Ornithologie (* 1881)

### Juni
- 01. Juni: Curly Lambeau, US-amerikanischer American-Football-Spieler und -Trainer (* 1898)
- 03. Juni: Julius Lorenzen, deutscher Bauingenieur und Oberbürgermeister (* 1897)

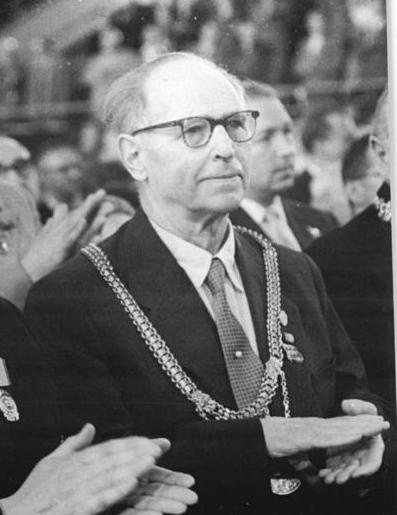
Max Volmer, 1958

- 03. Juni: Max Volmer, deutscher Chemiker (* 1885)
- 04. Juni: Ernst Rodenwaldt, deutscher Mediziner (* 1878)
- 05. Juni: Eleanor Farjeon, britische Kinderbuchautorin, Lyrikerin und Dramatikerin (* 1881)
- 05. Juni: Wilhelm von Schweden, Herzog von Södermanland (* 1884)
- 06. Juni: Hayunga Carman, kanadischer Musikpädagoge (* 1875)
- 07. Juni: Richard Billinger, österreichischer Schriftsteller (* 1890)
- 07. Juni: Judy Holliday, US-amerikanische Schauspielerin (* 1921)
- 10. Juni: Georg Misch, deutscher Philosoph (* 1878)
- 10. Juni: Max Rychner, schweizerischer Schriftsteller und Literaturkritiker (* 1897)
- 13. Juni: Martin Buber, jüdischer Religionsphilosoph (* 1878)
- 15. Juni: Richard Suchenwirth, österreichischer Historiker und Politiker (* 1896)
- 16. Juni: Hans Willibalt Apelt, deutscher Universitätsprofessor, Staatsrechtslehrer und Politiker (* 1877)
- 16. Juni: Louis Biester, deutscher Politiker (* 1882)
- 19. Juni: Franz Kruckenberg, deutscher Ingenieur (* 1882)
- 22. Juni: Joseph Auslander, US-amerikanischer Dichter (* 1897)
- 22. Juni: David O. Selznick, US-amerikanischer Filmproduzent (* 1902)
- 28. Juni: Red Nichols, US-amerikanischer Jazzmusiker, Kornettist und Trompeter (* 1905)
- 30. Juni: Margarete Sommer, deutsche Sozialarbeiterin, Gerechte unter den Völkern (* 1893)
- 30. Juni: William Dudley Pelley, US-amerikanischer Antisemit (* 1890)

### Juli
- 01. Juli: Arthur Drey, deutscher Lyriker, Dramatiker, Essayist (* 1890)
- 01. Juli: Claude Thornhill, US-amerikanischer Jazzmusiker (* 1909)
- 06. Juli: Oscar Funcke, deutscher Fabrikant und Politiker (* 1885)
- 07. Juli: Mosche Scharet, israelischer Politiker (* 1894)
- 07. Juli: Johannes Ude, römisch-katholischer Priester (* 1874)
- 09. Juli: Louis Harold Gray, britischer Physiker und Radiologe sowie Begründer der Radiobiologie (* 1905)
- 10. Juli: Jacques Audiberti, französischer Dichter (* 1899)
- 11. Juli: Ray Collins, US-amerikanischer Schauspieler (* 1889)
- 14. Juli: Alina Borioli, Schweizer Lehrerin und Schriftstellerin (* 1887)
- 14. Juli: Adlai Ewing Stevenson junior, US-amerikanischer Politiker (* 1900)
- 15. Juli: Tiny Feather, US-amerikanischer American-Football-Spieler (* 1902)
- 16. Juli: Boris Artzybasheff, US-amerikanischer Illustrator (* 1899)
- 16. Juli: Filippo Caracciolo, italienischer Adeliger, Politiker, Antifaschist, Funktionär und Autor (* 1903)
- 17. Juli: Eugène Bigot, französischer Komponist und Dirigent (* 1888)
- 17. Juli: Walter Evans-Wentz, US-amerikanischer Anthropologe und Schriftsteller (* 1878)
- 19. Juli: Rhee Syng-man, südkoreanischer Präsident (* 1875)
- 21. Juli: Robert J. Bulkley, US-amerikanischer Politiker (* 1880)
- 22. Juli: Liesel Beckmann, Professorin für Betriebswirtschaftslehre (* 1914)
- 28. Juli: Edogawa Rampo, japanischer Autor und Kritiker (* 1894)
- 28. Juli: Kurt Hueck, deutscher Botaniker (* 1897)

### August
- 02. August: Iwan Bally, Schweizer Unternehmer und Politiker (* 1965)
- 06. August: Peter Ronnefeld, deutscher Komponist und Dirigent (* 1935)
- 08. August: Oskar Wackerzapp, deutscher Politiker (* 1883)
- 10. August: Erich Rothacker, deutscher Philosoph und Soziologe (* 1888)
- 11. August: Carlo Mense, deutscher Maler (* 1886)
- 14. August: Willy Spilling, deutscher Komponist und Musikwissenschaftler (* 1909)
- 15. August: Pawel Sergejewitsch Abankin, sowjetischer Admiral (* 1902)
- 15. August: René Léonard, französischer Automobilrennfahrer (* 1889)
- 15. August: Fritz Rienecker, evangelischer Publizist, Pfarrer und Theologe (* 1897)
- 17. August: Takami Jun, japanischer Schriftsteller (* 1907)
- 18. August: Ben Stom, niederländischer Fußballspieler (* 1886)
- 19. August: Abby Berlin, US-amerikanischer Filmregisseur (* 1907)
- 20. August: Odile Defraye, belgischer Radrennfahrer (* 1888)
- 23. August: Rudolf Abderhalden, Schweizer Physiologe und Pathologe (* 1910)
- 24. August: Amílcar Barbuy, italienisch-brasilianischer Fußballspieler und -trainer (* 1893)
- 25. August: John Hayes, Marathonläufer, Olympiasieger (* 1886)

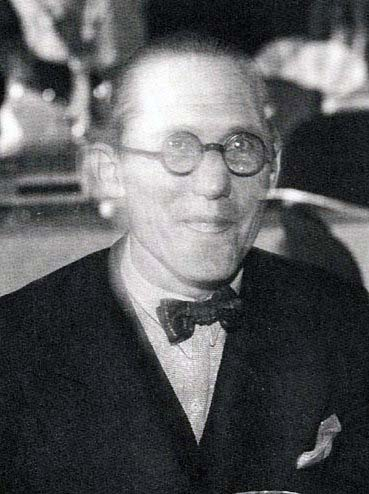
Le Corbusier.

- 27. August: Le Corbusier, schweizerisch-französischer Architekt, Architekturtheoretiker, Stadtplaner, Maler, Zeichner, Bildhauer und Möbeldesigner (* 1887)
- 28. August: Giulio Racah, israelischer Physiker und Mathematiker (* 1909)
- 29. August: Karl Hartleb, österreichischer Politiker (* 1886)
- 30. August: Henri Mignet, französischer Flugzeugkonstrukteur und Pilot (* 1893)
- 31. August: Edward Elmer Smith, US-amerikanischer Science-Fiction-Schriftsteller und Chemiker (* 1890)

### September
- 01. September: Karl Anton Kreuter, Lehrer, Autor, Heimatforscher (* 1876)
- 02. September: Johannes Bobrowski, deutscher Lyriker, Erzähler, Nachdichter und Essayist (* 1917)
- 04. September: Tommy Hampson, britischer Mittelstreckenläufer und Olympiasieger (* 1907)

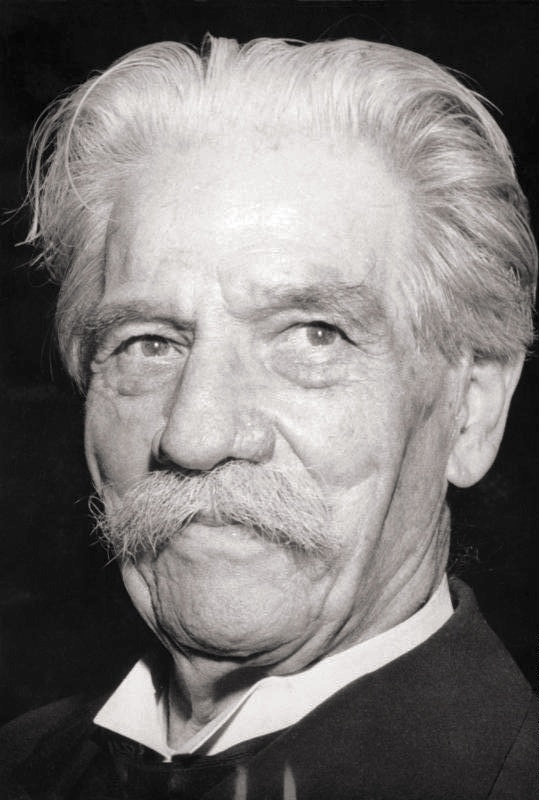
Albert Schweitzer.

- 04. September: Albert Schweitzer, deutscher Arzt, Theologe, Musiker und Philosoph (* 1875)
- 08. September: Dorothy Dandridge, US-amerikanische Schauspielerin und Sängerin (* 1922)

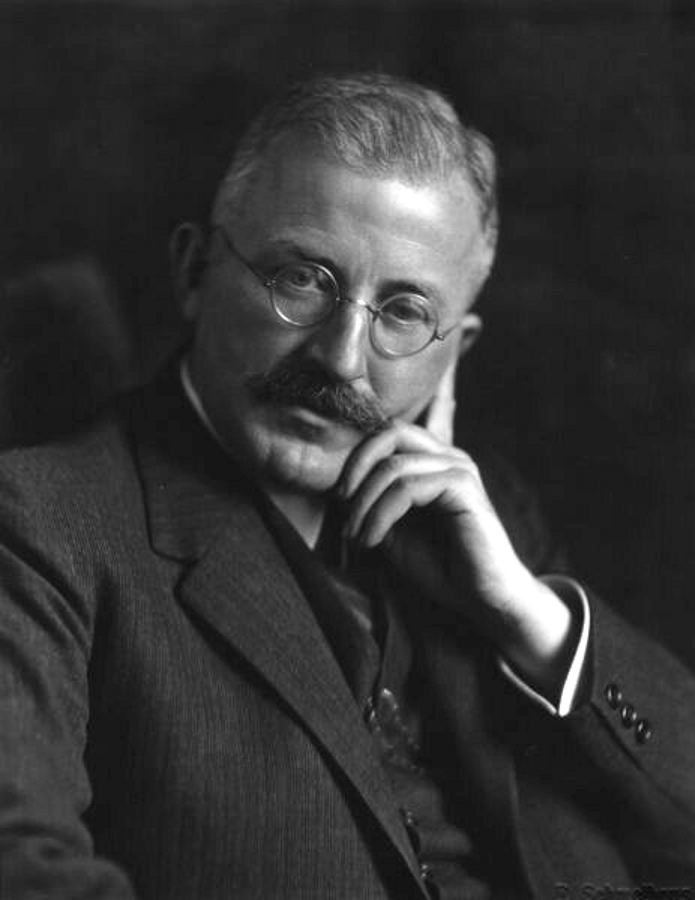
Hermann Staudinger.

- 08. September: Hermann Staudinger, deutscher Chemiker (* 1881)
- 09. September: Julián Carrillo, mexikanischer Komponist (* 1875)
- 09. September: Vito Castorina, italienischer Komponist, Dirigent und Musikpädagoge (* 1910)
- 09. September: Philipp Wilhelm Jung, deutscher Politiker (* 1884)
- 11. September: Manfred Schiek, deutscher Motorrad- und Automobilrennfahrer (* 1935)
- 12. September: Matthias Pier, deutscher Chemiker (* 1882)
- 14. September: Walter Le Coutre, deutscher Professor, Betriebswirtschaftler und Bilanztheoretiker (* 1885)
- 16. September: Peter Paul Althaus, deutscher Dichter (* 1892)
- 17. September: Alejandro Casona, spanischer Schriftsteller (* 1903)
- 19. September: Kurt Goldstein, Neurologe und Psychiater (* 1878)
- 19. September: Elmer Thomas, US-amerikanischer Politiker (* 1876)
- 20. September: Arthur Holmes, englischer Geologe (* 1890)
- 22. September: Othmar Ammann, schweizerisch-amerikanischer Ingenieur und Brückenbauer (* 1879)
- 23. September: Sophie Cossaeus, deutsche Schauspielerin (* 1893)
- 23. September: Joseph Ferche, Weihbischof in Breslau und Köln (* 1888)
- 23. September: Jean Goulet, kanadischer Geiger, Klarinettist, Dirigent und Musikpädagoge (* 1877)
- 24. September: Stu Clancy, US-amerikanischer American-Football-Spieler (* 1906)
- 26. September: James Fitzmaurice, irischer Pilot (* 1898)
- 27. September: Clara Bow, US-amerikanische Schauspielerin (* 1905)
- 28. September: Robert Dannemann, deutscher Politiker (* 1902)

### Oktober

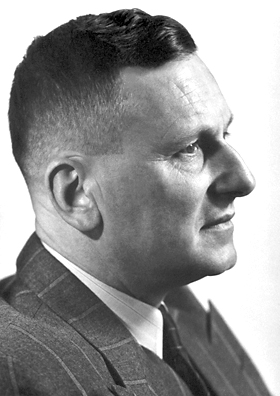
Paul Hermann Müller

- 03. Oktober: Max Picard, Schweizer Arzt und Schriftsteller (* 1888)
- 05. Oktober: Georges Vantongerloo, belgischer Maler, Bildhauer und Architekt (* 1886)
- 07. Oktober: Jesse Douglas, US-amerikanischer Mathematiker (* 1897)
- 09. Oktober: Aloys Feldmann, deutscher Politiker (* 1897)
- 09. Oktober: Ernest Read, englischer Komponist und Musikpädagoge (* 1879)
- 11. Oktober: Dorothea Lange, US-amerikanische Dokumentarfotografin (* 1895)
- 11. Oktober: Walther Stampfli, Schweizer Politiker (* 1884)
- 12. Oktober: Merl Lindsay, US-amerikanischer Country-Musiker (* 1915)
- 12. Oktober: Ermenegildo Strazza, italienischer Autorennfahrer (* 1899)
- 13. Oktober: Paul Hermann Müller, Schweizer Chemiker (* 1899)
- 13. Oktober: Nils Västhagen, Professor für Betriebswirtschaftslehre (* 1906)
- 15. Oktober: Abraham Adolf Fraenkel, Mathematiker (* 1891)
- 19. Oktober: Jakob Strebel, Schweizer Jurist und Politiker (* 1887)
- 21. Oktober: William Patton Black junior, US-amerikanischer Musiker (* 1926)

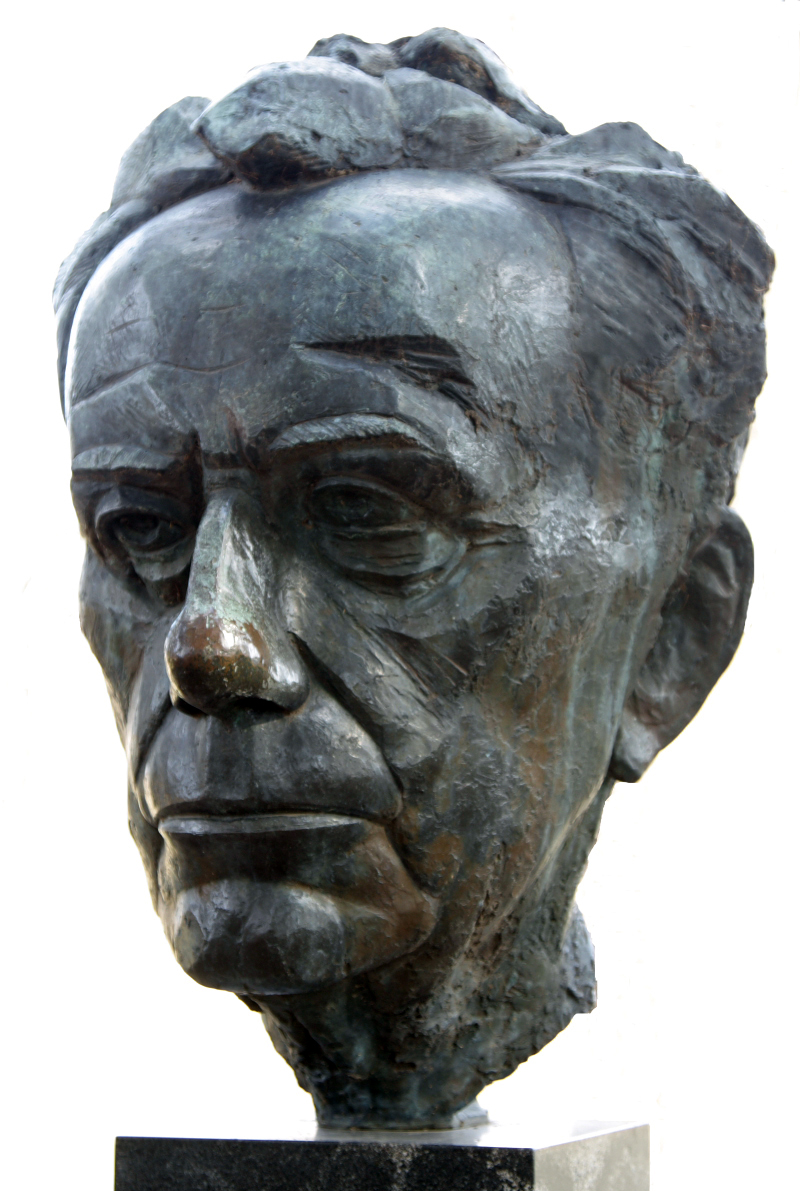
Büste von Paul Tillich

- 22. Oktober: Earl Cooper, US-amerikanischer Automobilrennfahrer (* 1886)
- 22. Oktober: Paul Tillich, deutscher protestantischer Theologe (Dogmatiker) und Religionsphilosoph (* 1886)
- 24. Oktober: Hans Meerwein, deutscher Chemiker (* 1879)
- 25. Oktober: Hans Knappertsbusch, deutscher Dirigent (* 1888)
- 25. Oktober: Eduard Einstein, Sohn Albert Einsteins und dessen Frau Mileva Maric (* 1910)
- 25. Oktober: Fried Lübbecke, Kunsthistoriker (* 1883)
- 28. Oktober: Luigi Amoroso, italienischer Mathematiker und Wirtschaftswissenschaftler (* 1886)
- 28. Oktober: Earl Bostic, US-amerikanischer Altsaxophonist und Komponist (* 1913)
- 31. Oktober: Max Rudolf Lehmann, Professor für Betriebswirtschaftslehre (* 1886)

### November
- 01. November: Alfred Comte, Schweizer Flugpionier und Flugzeugbauer (* 1895)
- 02. November: Herbert Vere Evatt, australischer Politiker (* 1894)
- 04. November: Krsto Odak, kroatischer Komponist (* 1888)
- 05. November: Marcel Collet, französischer Automobilrennfahrer (* 1901)
- 07. November: Brigitte von Arnim, deutsche Schriftstellerin (* 1905)
- 07. November: Mirza Baschir ud-Din Mahmud Ahmad, Khalifat ul-Massih II. (* 1889)
- 07. November: Otto Wernicke, deutscher Schauspieler (* 1893)
- 08. November: Dorothy Kilgallen, US-amerikanische Fernsehmoderatorin und Schauspielerin (* 1913)
- 10. November: Robert Cottrell-Hill, britischer Offizier (* 1903)
- 11. November: Emmerich Arleth, österreichischer Schauspieler und Sänger (* 1900)
- 11. November: Ellen Daub, deutsche Schauspielerin (* 1900)
- 15. November: Hans Seischab, Professor für Betriebswirtschaftslehre (* 1898)
- 16. November: Fritz Everding, naturalistischer Maler und Grafiker (* 1903)
- 16. November: William Thomas Cosgrave, irischer Politiker (* 1880)
- 19. November: Hermann Aichinger, österreichischer Architekt (* 1917)
- 21. November: Naoum Blinder, russisch-amerikanischer Geiger und Musikpädagoge (* 1889)
- 23. November: Dipa Nusantara Aidit, indonesischer Politiker (* 1923)
- 23. November: Jochen Joachim Bartsch deutscher Regisseur, Filmeditor und Drehbuchautor (* 1903)
- 25. November: Myra Hess, britische Pianistin (* 1890)
- 25. November: Alfred Nissle, deutscher Arzt und Wissenschaftler (* 1874)
- 26. November: Emil Kemmer, deutscher Politiker (* 1914)
- 26. November: William C. Marland, US-amerikanischer Politiker (* 1918)
- 26. November: Wilhelm Matthießen, deutscher Kinder- und Jugendbuchautor (* 1891)

### Dezember
- 02. Dezember: Hellmut Kretzschmar, deutscher Archivar und Historiker (* 1893)
- 03. Dezember: Erich Apel, SED-Funktionär und Vorsitzender der Staatlichen Plankommission (* 1917)
- 05. Dezember: Franz Völker, deutscher Tenor (* 1899)
- 05. Dezember: Joseph Erlanger, US-amerikanischer Neurophysiologe und Nobelpreisträger (* 1874)
- 05. Dezember: Werner Pledath, deutscher Schauspieler und Synchronsprecher (* 1898)
- 06. Dezember: Walter Muschg, Schweizer Literaturhistoriker (* 1898)
- 06. Dezember: Oskar Sillén, Professor für Betriebswirtschaftslehre (* 1883)
- 10. Dezember: Henry Cowell, US-amerikanischer Komponist (* 1897)
- 10. Dezember: Max Sidow, deutscher Schriftsteller (* 1897)
- 11. Dezember: Gioacchino Armano, italienischer Fußballspieler (* 1883)
- 11. Dezember: Stepan Wassiljewitsch Grisodubow, russisch-sowjetischer Flugzeugkonstrukteur (* 1884)
- 11. Dezember: Rafael Hernández Marín, puerto-ricanischer Komponist (* 1892)
- 11. Dezember: Eduard Sußmann, deutscher Politiker (* 1896)
- 12. Dezember: Raymond W. Bliss, US-amerikanischer Offizier, Surgeon General of the Army (* 1888)
- 12. Dezember: Halvdan Koht, norwegischer Historiker und Politiker (* 1873)
- 12. Dezember: Tibor Radó, ungarischer Mathematiker (* 1895)
- 14. Dezember: Hellmuth Felmy, deutscher General im Zweiten Weltkrieg (* 1885)
- 16. Dezember: Leonhard Maria Adler, österreichisch-deutscher Ingenieur, Politiker und Arbeiterpriester (* 1882)
- 16. Dezember: Tito Schipa, italienischer Tenor und Komponist (* 1888)
- 16. Dezember: William Somerset Maugham, englischer Dramatiker und Schriftsteller (* 1874)
- 17. Dezember: Max Hinrichsen, deutsch-britischer Musikverleger (* 1901)
- 17. Dezember: Maurice Faure, französischer Flieger und Autorennfahrer (* 1896)
- 20. Dezember: Charlie Burse, US-amerikanischer Blues-Musiker (* 1901)
- 20. Dezember: Egon Freiherr von Eickstedt, deutscher Anthropologe (* 1892)
- 20. Dezember: Karl Hübner, deutscher Politiker (* 1897)
- 21. Dezember: Ignacio Asúnsolo, mexikanischer Bildhauer (* 1890)
- 21. Dezember: Claude Champagne, kanadischer Komponist (* 1891)
- 21. Dezember: Friedrich Jähne, deutscher Ingenieur und Unternehmer (* 1879)
- 22. Dezember: Herbert Demetz, italienischer Automobilrennfahrer (* 1936)
- 25. Dezember: Karl Wagner, Kommunist und Gegner des Nationalsozialismus (* 1891)
- 27. Dezember: Edgar Ende, deutscher Maler (* 1901)
- 29. Dezember: Kosaku Yamada, japanischer Komponist (* 1886)

### Tag unbekannt
- Otto Aschmann, deutscher Kaufmann und Politiker (* 1888)
- Craig Campbell, kanadischer Sänger (Tenor) (* 1878)
- Ross Hamilton, kanadischer Schauspieler (* 1889)
- Odette Le Fontenay, französische Opernsängerin und Gesangspädagogin (* 1885)
- Robert Lenneberg, deutsch-brasilianischer Mediziner (* 1887)

## Nobelpreise
- Physik: Richard Feynman, Julian Schwinger und Shinichirō Tomonaga
- Chemie: Robert B. Woodward
- Medizin: François Jacob, André Lwoff und Jacques Monod
- Literatur: Michail Scholochow
- Friedensnobelpreis: Kinderhilfswerk der Vereinten Nationen (UNICEF)

## Musik
- France Gall gewinnt am 20. März in Neapel mit dem Lied Poupée de cire, poupée de son für Luxemburg die 10. Auflage des Eurovision Song Contest
- Liste der Nummer-eins-Hits in Deutschland (1965)